# Velence (Olaszország)
Velence (olaszul: Venezia, velenceiül: Venesia vagy Venexia, latinul: Venetiae, angolul: Venice, németül: Venedig) város Olaszországban, az észak-olaszországi Veneto régió, az egykori Velencei Köztársaság, és a Velencei patriarkátus székhelye. Az Adriai-tenger északi részén lévő mocsaras Velencei-lagúnában, 118 kisebb-nagyobb szigeten fekszik, két jelentős folyó, a Pó és a Piave torkolata között. A szigetvilág valamivel több mint 7 km2-re terjed ki. A „comune” területe azonban ennél sokkal nagyobb, magába foglalja Burano, Murano, Torcello szigeteit a lagúna belsejében – sok apróbb szigettel együtt –, illetve Lidót és Pellestrinát a nyílt tenger felé. Az egykor tengeri és kereskedelmi nagyhatalom, valamint az üveggyártás központja, ma is nagy történelmi, kulturális, társadalmi és közigazgatási jelentőséggel bír. A középkorban a Velencei Köztársaság központja, ma gazdag kulturális élet folyik itt. 1987 óta Velence és a környező lagúna az UNESCO Világörökség része. A város főleg a turizmusból él, évente megközelítőleg 25 millió turista keresi fel a világ minden részéről, ezzel Velence a világ egyik leglátogatottabb városa.
A város eredete a népvándorlás idejére nyúlik vissza, a Venezia név talán a velencei/benetiai törzsek után ragadt rá a területre, amikor a veszélyeztetett barbárok a lagúna sáros szigetein kerestek maguknak menedéket. A föld és nyersanyag hiányától függetlenül, fokozatosan alakították itt ki, a kelet-mediterrán térségben városukat. A velenceieknek csakhamar sikerült megvédeniük magukat erőteljes haditengerészetükkel és az ügyes diplomáciával, még a nyugati és a keleti birodalmak érdekszférái között is hasznot tudtak húzni. Velence így gazdag és magabiztos patrícius köztársasággá vált, saját választott testületekkel (a dózse vezetésével – először 697-ben említik) és hatalmas befolyással rendelkezett a Földközi-tenger keleti részén. A város már a középkorban sok konfliktusba keveredett a térség fontosabb kereskedővárosaival (Genova, Pisa), aktívan részt vett a keresztes hadjáratok szervezésében (Enrico Dandolo, Francesco Morosini stb.), és hosszú évszázadokon keresztül szembe tudott nézni a Bizánci Birodalom, majd az Oszmán Birodalom nyomásával.
A köztársaság vezetőjét, a dózsét bonyolult választási eljárás során választotta államfővé először a népgyűlés, majd a városi nemesség. Ez utóbbi monopolizálta a magasabb hivatalokat, és profitált a luxuscikkek, fűszerek, só és búza kereskedelméből, míg a lakosság többi része nagyrészt kiszorult a távolsági kereskedelemből. Velence a térség legnagyobb pénzügyi központjává fejlődött, és egy erős gyarmatbirodalmat hozott létre,  Észak-Olaszországtól Krétáig, időnként viszont Ciprusig is elterjedt. Napóleon 1797. május 12-én megszüntette a közel ezer éves Velencei Köztársaságot. Először Ausztriához került, majd a Napóleon által létrehozott Itáliai Királysághoz. Napóleon bukása után a város újra Ausztria fennhatósága alá került, majd az 1866-os porosz–osztrák háborút lezáró prágai békeszerződés értelmében az újonnan megalakult Olasz Királysághoz csatolták. A lakosság zsidó részét a második világháború alatt az Olaszországot 1943-tól megszálló nácik deportálták, melynek során közel 200 zsidót végeztek ki. 1950-re a történelmi központ lakóinak száma 185 000 körülire nőtt a háborús menekültek miatt. 1965 és 1970 között a város összességében elérte legmagasabb népességét, közel 370 000 lakossal. Azóta több mint 110 000-rel csökkent (2021. január: 255 609).
Közigazgatásilag részét képezi a szárazföldön fekvő Asseggiano, Carpenedo, Chirignano, Dese, Favaro, Malcontenta, Marghera, Mestre, Tessera, Trivignano és Zelarino települése.
A várost sokszor illetik az „Adria királynője”, a „víz városa” és a „fény városa” jelzőkkel.

## Földrajza

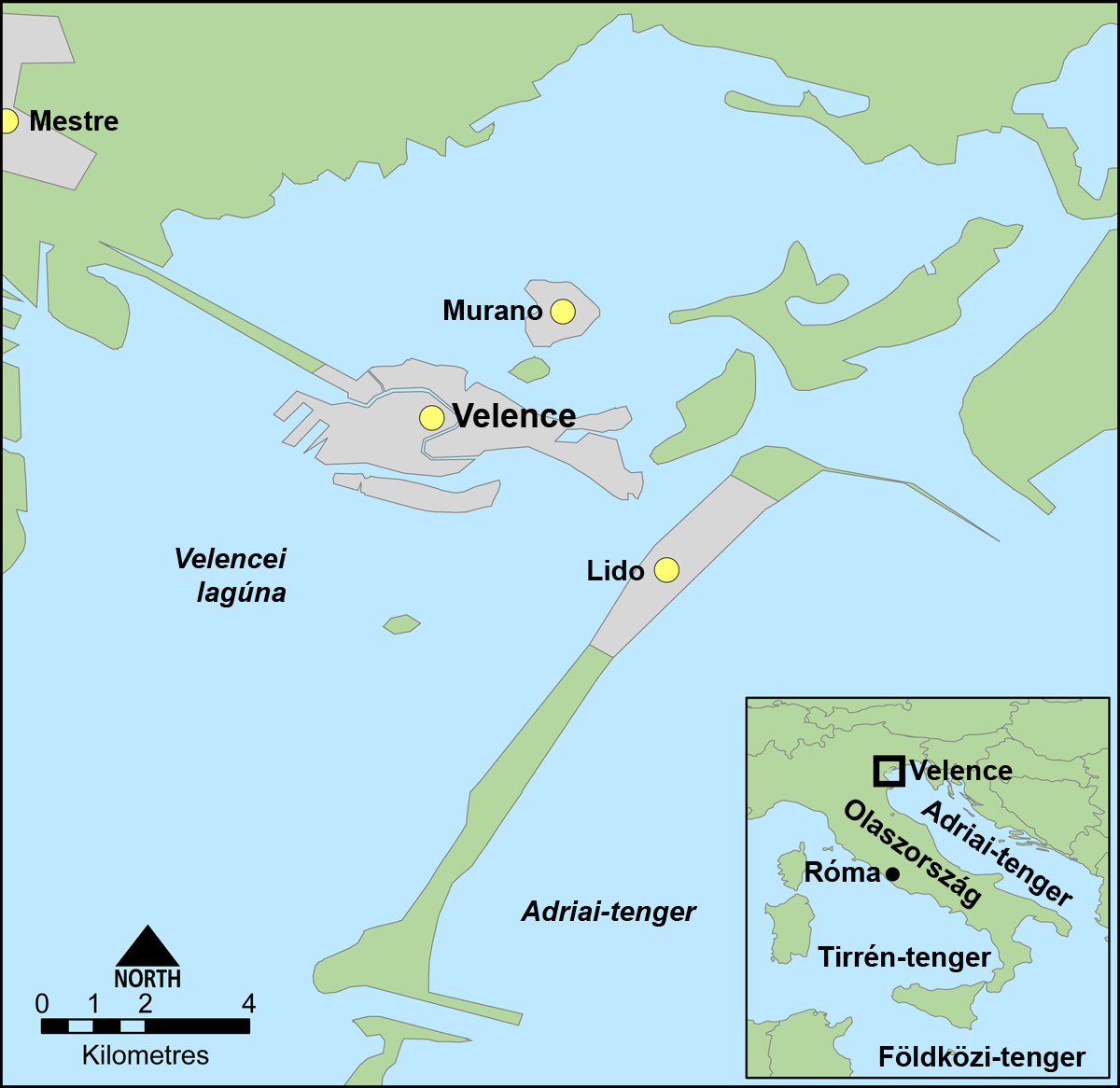
A Velencei-lagúna térképe

Velence létrejötte mind a természet, mind az ember munkájának köszönhető, ám a környezeti feltételeket a természeti tényezők alakították ki: a lagúnák és szigeteik a legutóbbi jégkorszak hatalmas folyamáradatainak és a tenger munkájának állandó összecsapásából származnak. Az Alpokból lezúduló, gleccserek által szaggatott kövek, törmelékek elérték a tengert, amit az Adria hullámai a part előtt teregettek el – így a nyílt tenger és a partok lapályaiba nyúló sekélyebb tengerrész között hosszú szigetek és nagy turzások jöttek létre. Így született meg a lagúna, amely 6–10 km szélességben ékelődik a nyílt tenger és a szárazföld közé.
A lagúna a part felé mindinkább elmocsarasodik, ez az ún. holt lagúna. A másik részében viszont érvényesül a tenger kismértékű apály-dagály hatása, és mivel így vize együtt él az Adriával, nem mocsarasodik el. Ez utóbbi az élő lagúna – s ebből született, nőtt ki Velence. A holt lagúna csak a tavaszi-őszi áradások idején áll víz alatt, míg az élő lagúna egész esztendőben.
A középkorban számos apró sziget benépesült, s kisebb települések jelentek meg, kolostorokkal, épületekkel. Mára már ezek nagy része egyáltalán nem látható. Csupán néhány sziget maradt lakott, ahová magánhajón vagy menetrend szerinti közlekedési eszközökkel lehet eljutni.
A lagúnát a Lido és Pellestrina homokzátonyai választják el a tengertől. Három csatornája, kijárata a tenger irányába: a Porto di Lido, a Porto di Chioggia és a Porto di Malomocco. A lagúna kiterjedése mintegy 50 km2, vize legtöbb helyen sekély.

## Éghajlata
A város klímáját a tenger határozza meg. Bár télen előfordulhatnak hideghullámok, nyáron pedig kánikula, a tenger felől szinte mindig érkezik friss szél. A téli időszakban néha sűrű tengeri pára burkolja be a várost.
| Hónap                                        | Jan. | Feb. | Már. | Ápr. | Máj. | Jún. | Júl. | Aug. | Szep. | Okt. | Nov. | Dec. | Év   |
| -------------------------------------------- | ---- | ---- | ---- | ---- | ---- | ---- | ---- | ---- | ----- | ---- | ---- | ---- | ---- |
| Átlagos max. hőmérséklet (°C)                | 6,6  | 8,6  | 12,5 | 16,1 | 21,5 | 24,9 | 27,7 | 27,5 | 23,5  | 18,0 | 11,6 | 7,4  | 17,2 |
| Átlagos min. hőmérséklet (°C)                | −0,1 | 0,8  | 4,1  | 7,8  | 12,7 | 16,1 | 18,3 | 17,7 | 14,3  | 9,6  | 4,0  | 0,6  | 8,9  |
| Átl. csapadékmennyiség (mm)                  | 47   | 48   | 49   | 70   | 66   | 78   | 64   | 65   | 72    | 74   | 66   | 51   | 748  |
| Havi napsütéses órák száma                   | 81   | 107  | 143  | 174  | 229  | 243  | 288  | 257  | 198   | 152  | 87   | 78   | 2037 |
| Forrás: MeteoAM (sun and humidity 1961–1990) |      |      |      |      |      |      |      |      |       |      |      |      |      |

### Magas vízállás
Velence jellegzetessége az évente több alkalommal is előforduló magas vízállás (az acqua alta). Ilyenkor, november és április között, ár önti el a város mélyebben fekvő részeit.
1966-ban 200 cm-rel, addig 2000-ben 144 cm-rel emelkedett az átlagos fölé a lagúna vízszintje. Csak egyetlen esztendőben, 1996-ban több mint 100 alkalommal öntötte el a 80 cm-es vagy ennél is magasabb acqua alta a Szent Márk teret illetve Velence alacsonyabban fekvő részeit. 2019. november 13-ára virradóan 187 cm-es vízállást regisztráltak.
Velence két állandó veszélyforrása ma az eliszaposodás és az acqua alta. A 20. század második felében a környék vegyi üzemeinek, kőolaj-finomítójának környezetszennyezése és a közlekedési eszközök légszennyezése miatt egyre gyorsuló ütemben zajlik a város építészeti emlékeinek pusztulása, süllyedése.
A lagúna vízállását állandó megfigyelés alatt tartják, közvetlen fenyegetés esetén szirénák szólalnak meg a városban. A Szent Márk téren (Piazza San Marco), a megállóknál és a forgalmas helyeken járópallókat fektetnek le. Gumicsizma nélkül szinte lehetetlenné válhat a gyalogos közlekedés.

### Velence védelme

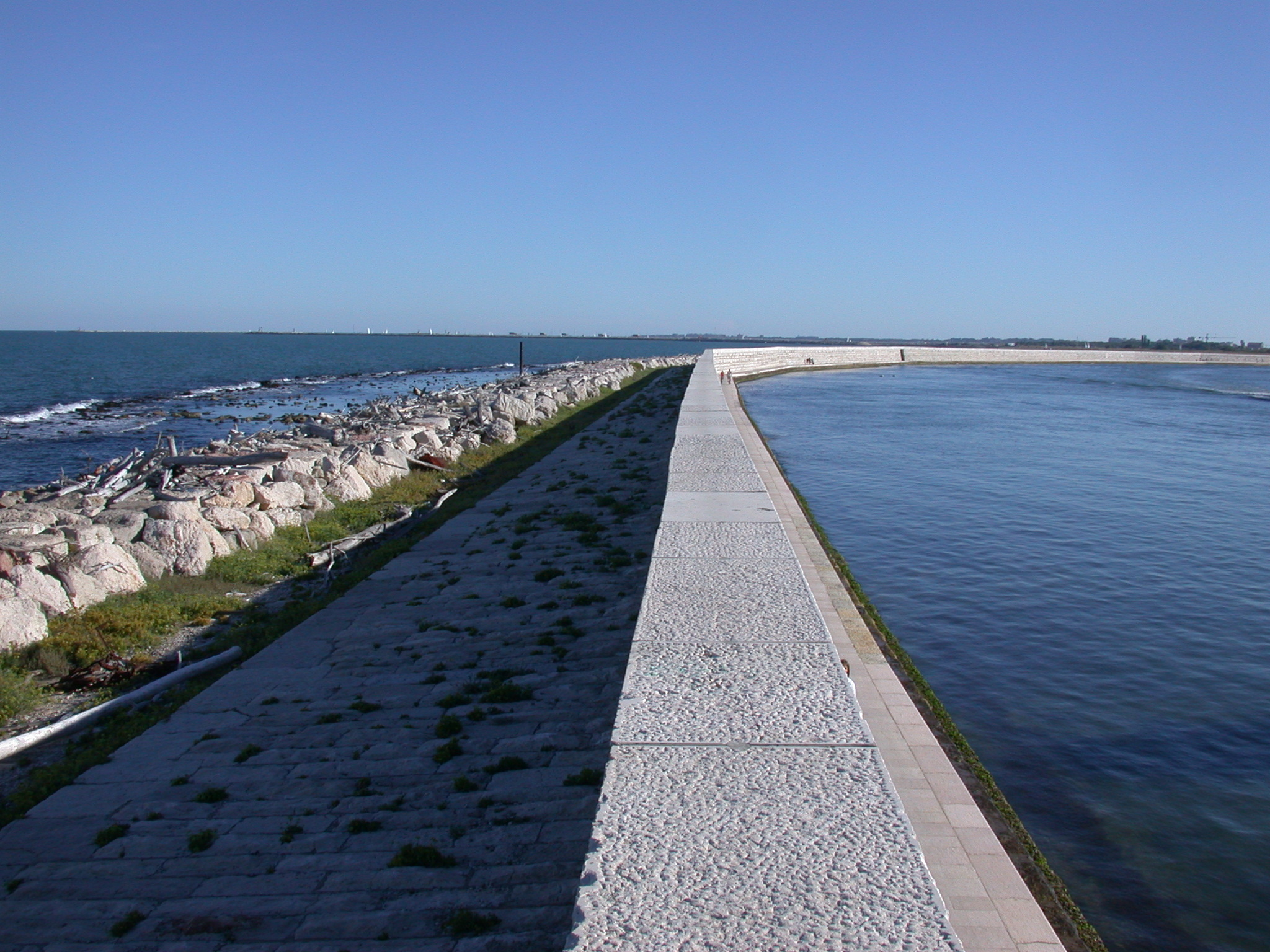
A „murazzi” 200 évig védte Velencét a tengertől

Velence megmentése szinte évszázadok óta fontos kérdést jelentett a városlakók számára. Nem csupán magát a központot, a történelmi centrumot próbálták védeni, hanem a teljes lagúnarendszer megmentését célozták meg.
Csatornák építése
A Velence körül épített csatornák egy része a 14–15. századból származik. Az Adriába csak három csatornán engedték be az iszapban gazdag folyók vizét a közelben, s azt is állandó ellenőrzés alatt. 1501-ben létrejött egy bizottság, a Magistrato alle Acque, amely máig ellenőrzi a lagúnába jutó iszap mennyiségét.
Murazzi
A legújabb korig hatásos védekezőrendszert hozatott létre a Köztársaság, amikor 1782-ben felhalmozott isztriai terméskövekből 15 kilométernyi, ún. „murazzit”, azaz kőrakást alkottak, amely megbízható hullámtörőként működött majdnem 200 esztendőn át. 1966. november 4-én azonban a rendszer felmondta a szolgálatot, s ekkor óriási áradás lepte el a várost. A történelmi központ 1,4 m magasságig került víz alá.
Kormányvédelem
Az olasz kormány 1973-ban törvényben rögzítette a város védelmét, 1984-ben e törvény hatályát megerősítették.
UNESCO-védelem
Velence és lagúnája 1987 óta az I-es, II-es, III-as, IV-es, V-ös és VI-os kritériumok alapján a világörökség részét képezi. Megmentésére évről évre újabb és újabb ötletek születnek, de eddig még nem tudták megállítani a város süllyedését. Az UNESCO helyi intézménye a Szent Márk tér 63. számú épületében kapott helyet.
Mo.S.E.-terv (MOdulo Sperimentale Elettromeccanico) (2003–2014)
A terv szerint 79 üreges gátmodul láncolata készül el, amelyek együttesen meggátolják, hogy a víz Velence három tengeri bejáratánál (Lido–San Nicolò, Malamocco, Chioggia) bejuthasson a lagúnába. A védőláncot alkotó modulok egyenként 20 m széles, 20–30 m hosszú, illetve 4–5 m vastag, üreges fémtartályok. Alaphelyzetben a modulok a tengerfenéken kialakított betonágyazatban fekszenek. Ha a tengerszint a különösen magas dagály és/vagy a széljárás következtében jelentős mértékben emelkedik, akkor a tartályokból sűrített levegővel kinyomják a tengervizet, így azok mintegy 30 perc alatt, csaknem függőleges helyzetbe fordulva, ideiglenes gátat alkotnak. A magas vízállás elmúltával ismét beengedik a tengervizet a modulokba, amelyek súlyuknál fogva visszafordulnak fekvő helyzetükbe. A rendszer része a lagúna legszélesebb Lido–San Nicolò bejáratánál kialakított mesterséges sziget.
„Az 1988-ban született »Mózes terv« mozgatható (szükség esetén a vízszint fölé magasítható) gátakkal zárná el a lagúnát az Adriától, de ez több milliárd dolláros beruházást igényelne, s a környezetvédők szerint megzavarná a lagúna ökológiai egyensúlyát” – olvashatjuk a Britannica Hungarica világenciklopédiában (39. o.). A terv anyagi források hiánya miatt váratott magára. Emellett több ellenzője is akadt. A város lakói évek óta tüntetésekkel kívánják felhívni a figyelmet e projekt megvalósíthatatlanságára vagy káros hatásaira.
„…a kormány hozzáfogott a MOSE (Modulo Sperimentale Elettromeccanico), a Mózes terv nevű velencei árvízvédelmi program megvalósításához, amelynek keretében 78 mobil töltést építenek összesen mintegy két kilométer hosszúságban a lagúnák bejárata körül. A munkálatok 2003-ban kezdődtek, és a tervek szerint 2012-ben fejeződnek be. Velencét 1993 és 2002 között több mint ötven áradás sújtotta, s a város 23 centimétert süllyedt a 20. században” – jelentette a National Geographic híradása 2006 decemberében. 2014 végére a munkálatok oroszlánrésze le is zajlott, de még 2017-ig voltak teendők vele.
További, a lagúna illetve a műemlékek megmentését szolgáló intézmények
- Velence Veszélyben Alapítvány (British Centre, Campo San Luca)
- Világ Műemlékei Alapítvány (Venezia, Castello 3701)
- Centro Europeo di Formazione degli Artigiani (San Servolo szigete)

## Története

### Letelepedés
Lásd még: a Velencei dózse és a Velencei dózsék listája cikkeket

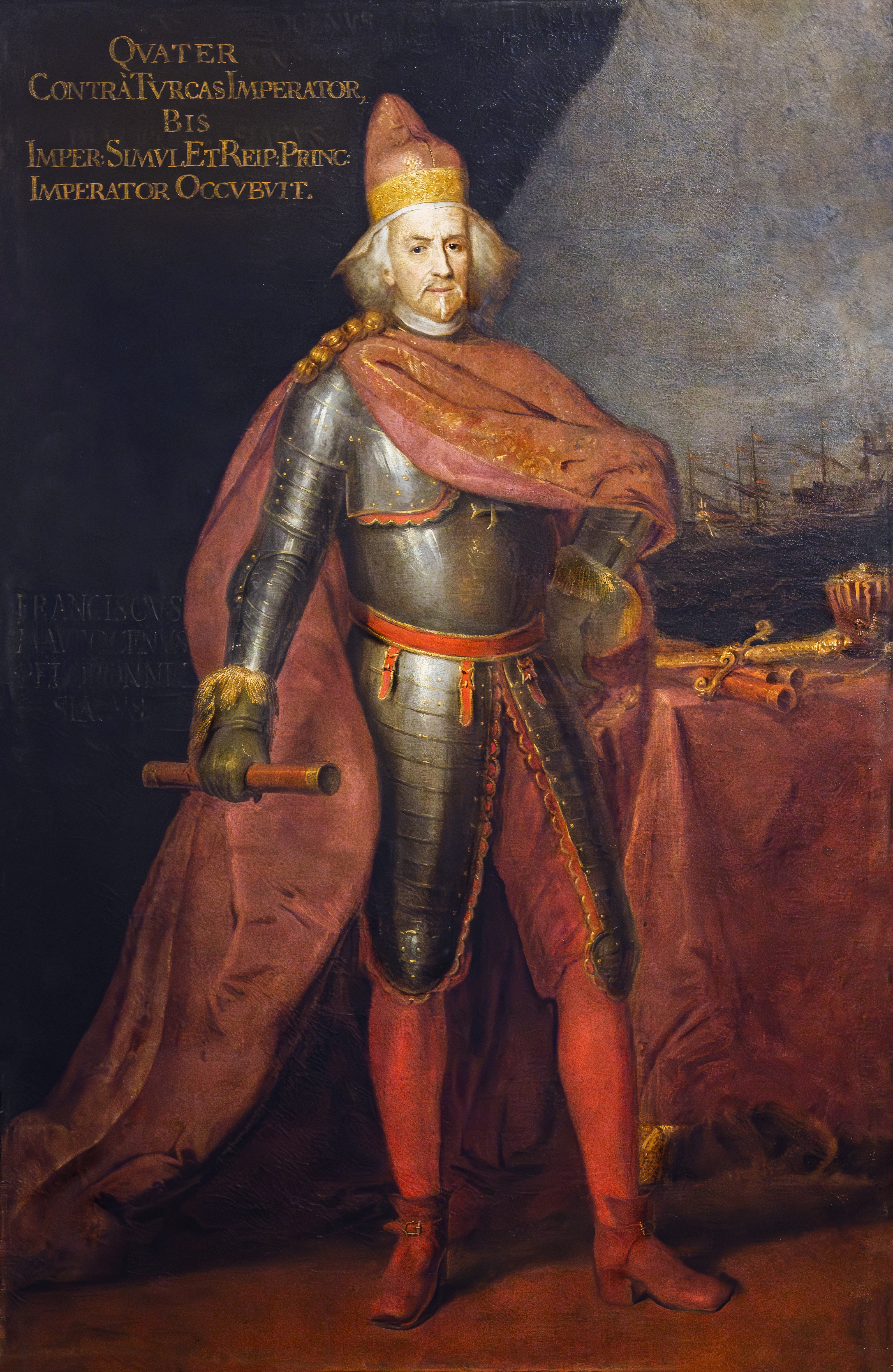
Francesco Morosini velencei dózse

A 6. században a népvándorlás zűrzavara elől egyre többen menekültek a lagúnák szétszórt szigeteire, ahová már nem ért el a szárazföldet meghódító lovas népek tényleges hatalma. A letelepültek itt halászattal és sólepárlással keresték kenyerüket, korszerűen művelték szigeteik földjeit és vezetőiket, a tribunokat maguk választották.
Néhány száz év alatt a primitív közösség már nagyobb egységbe tömörült, a szigetek benépesültek, kénytelenek voltak a lagúnák rovására terjeszkedni, feltöltve azok vizét a behordott földdel és az ideszállított kövekkel. A szigetek közti szorosok csatornákká kezdtek szűkülni. A mai városközpontban, a Rialto szigeten kialakult a város magja. A lakosság osztályokra kezdett tagozódni. A halászok és hajósok élénk kereskedelmi forgalmat teremtettek a Lombardiai-síkság és a szemben fekvő dalmát partok között, gazdag kereskedődinasztiák nőttek fel. A szigeteket kormányzó tribunok rendszerint a legtekintélyesebb 20–30 családból kerültek ki. Ezen közösség azonban állandó hadakozásra kényszerült az isztriai és dalmát kalózokkal szemben, és emellett hol a frank Kis Pipin király, hol a ravennai bizánci császári helytartóság ellen kellett védekeznie.
A közös érdekek szorosabbra kovácsolták a szigetek közösségeit, a communákat, tribunjaik 697-ben közös vezetőt választottak, Paolo Lucio Anafesto személyében. Ő volt az első dózse, és ezzel megkezdődött a Velencei Köztársaság 1100 évig tartó külön élete. A főbb kérdéseket eleinte a népgyűlés, az Arengo döntötte el, de az urak már kezdettől fogva szilárdan a patrícius családok voltak. A következő századokat a hatalomért folyó éles harcok jellemezték a patríciusok és a dózsék között, 150 év alatt 20 dózse fordult meg Velence trónján. Mindeközben a város tengeri hatalommá fejlődött, ugyanis a 9. században kereskedelmi kapcsolatai már a Keletrómai Birodalom egész területét behálózták, sőt az arab államokra is kiterjedtek.

### A Velencei Köztársaság
Lásd még: a Velencei Köztársaság cikket

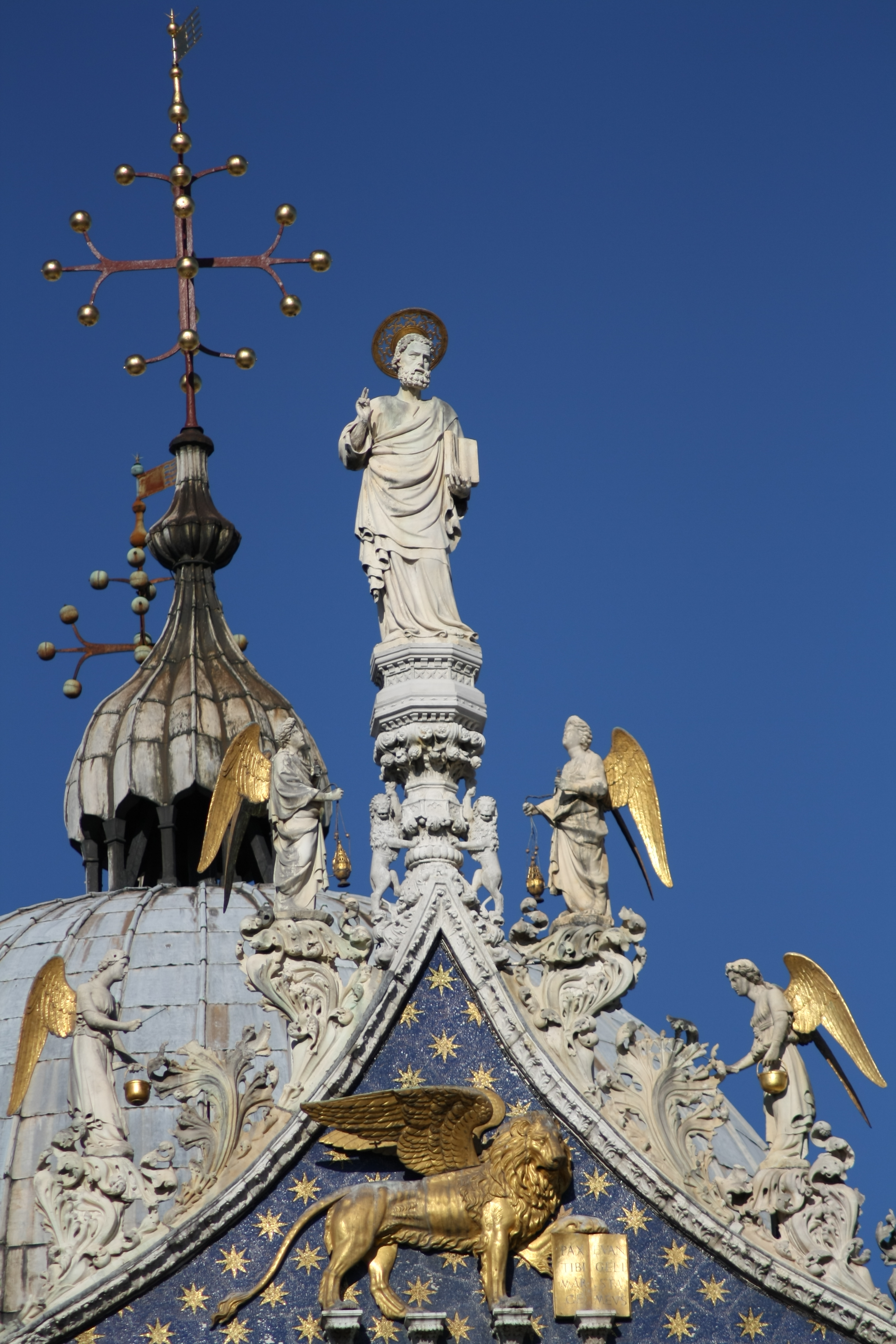
Szent Márk szobra a róla elnevezett székesegyház főhomlokzatán

827-ben hazahozták Szent Márk evangélista hamvait Egyiptomból. Ő és szárnyas oroszlánja azóta Velence szimbólumává nőtt, maga az állam Szent Márk Köztársaságnak nevezte magát. A 10. században az irányítást a Nagytanács vette át, ez azt jelentette, hogy a dózse mellé 6 tagú testületet állítottak, a Signoriát. Az igazgatási teendőket a procuratorok, az igazságszolgáltatást egy 40 tagú testület látta el.

A Velencei Köztársaság zászlaja

A Bizánci Birodalom a normannok ellen nyújtott segítség fejében 1080-ban egész Dalmáciát és Isztriát Velence birtokába adta. A város igazi felvirágzását azonban mégis a keresztes hadjáratok hozták meg. Velence növekvő hatalmi súlyát mutatja, hogy a pápa és a német-római császár küzdelmében III. Sándor pápát segítette győzelemre. A város legnagyobb zsákmányát 1204-ben ejtette, amikor a 90 éves Enrico Dandolo a IV. keresztes hadjáratban keresztes lovagokkal megegyezve meghódította Konstantinápolyt. A kereskedelmi jogot ekkor Velence kapta meg, gyarmataivá váltak az Égei-tenger szigetei Krétával együtt. Bizánc számtalan kincse a városba került. 1297-től 1319-ig kialakult a velencei arisztokratikus jellegű államszervezet. A régi város bizonytalan talajra épült faházait időszakonként óriási tűzvészek pusztították el. A gazdaggá vált Velencében kő- és márványépületeket emeltek helyükbe a talajba sűrűn vert cölöpök ezrein. A dalmát partok tölgyei és fenyvesei mellett Libanonból hoztak cédrusokat, hogy a középkor legpompásabb városa felépülhessen.
A zsákmány felébresztette a másik hajósállam, Genova irigységét, amely mindeddig eredményes kereskedelmet folytatott Bizánc, és telepei a Krím-félszigetig értek. Velence azonban kisemmizte társait, és a város és Genova között megkezdődött a két tengeri köztársaság háborúja, melynek 1381-ben a torinói békével szakadt vége, Genova vesztett. Az 1400-as években így Velence hatalma tovább növekedett, 45 csatahajóval és gályáival a tengerek urává vált, állami bevétele 1 400 000 arany volt. Egy szép patríciuslány házassága révén kezébe jutott a Ciprusi Királyság is. Jogara alá hajtotta Észak-Itália valamennyi gazdag városát, köztük 1406-ban Vicenzát, Padovát, Veronát. 1421-ben hatalma alá került Dalmácia. Még Miksa német-római császár és a pápa nagyhatalmi vetélkedését is sikerült saját javára fordítania. 1454-ben az öt hatalom, Velence, Firenze, Milánó, Nápoly és a pápai állam Lodiban 25 esztendőre békét kötött.

A Szent Márk tér

A háttérben azonban már sokasodtak azok a tényezők, melyek Velence hanyatlásához vezettek. Amikor az Oszmán Birodalom elfoglalta Konstantinápolyt, a Kelettel kiépített kereskedelmi kapcsolatok meglazultak, majd 1570-ben a törökök elfoglalták Ciprust is. Több természeti csapás sújtotta a várost, így két tűzvész 1574-ben és 1577-ben. 1575-ben szörnyű pestisjárvány tizedelte meg a lakosságot (negyedrészét elpusztította), majd 1630-ban egy újabb járvány 40 000 ember életét követelte. Ezen csapások sokasága megtörte a Velencei Köztársaságot. A 17. század során már világossá vált, hogy a tengeri forgalom az óceánokra tolódott, ahol más hatalmak szerezték meg a vezetést. Amikor a törökök 1718-ban Görögország visszavételére indultak, Velence végleg elvesztette gyarmatait.

### Francia és Habsburg uralom alatt (1797–1866)

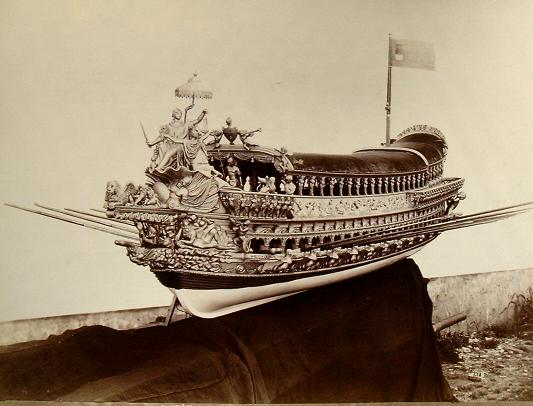
Bucintoro, a dózse ünnepi hajója (Napóleon katonái az Arzenálban elsüllyesztették)

A köztársaságot Napoléon Bonaparte, a forradalom tábornoka eltörölte: 1797. május 17-én a hadvezér minden ellenállás nélkül vonult be a városba. A Nagytanács azzal vélte menteni a menthetőt, hogy feloszlott és hatalmát átadta a népnek, a Szent Márk téren nagy ujjongás közben elégették az Aranykönyvet, s leverték a feljelentések bedobálására szolgáló oroszlánfejet.
Az 1797-ben megkötött Campo Formió-i béke értelmében Bonaparte tábornok előbb a Habsburg Birodalomnak engedte át Velencét. 1798-ban elhagyva a várost, a francia csapatok kirabolták az Arzenált, elsüllyesztették a hajóhadat, s számos műkincset Párizsba vittek magukkal.
Az 1805-ös pozsonyi békeszerződés értelmében Velence visszakerült a Napóleon által kreált Itáliai Királysághoz, azaz a második francia megszállás 1806-tól 1815-ig tartott. A királyság Napóleon mostohafiának, Eugène de Beauharnais alkirálynak uralma alatt állt. Ekkor bezáratták a scuolákat, az ipartestületeket, 48 kolostort és 26 templomot (köztük 49-et teljesen megsemmisítettek). A műkincseket széthordták, jelentős részét pedig elégették, feldarabolták.
Napóleon bukása után a város ismét az osztrákok birtoka lett. Ez az időszak bizonyos tekintetben hasznos volt a város fennmaradása szempontjából, a rendezett és szigorú közigazgatás lehetővé tett valamelyes modernizációt (szárazföldi kapcsolat a töltéshíd megépítése révén, gázvilágítás), az osztrák konzervativizmus és az általános pangás, elszegényedés azonban megakadályozta, hogy nagyszabású átalakításokkal változtassanak a város történelmi arculatán.
1848-ban Velencében is népfelkelés tört ki és Manin Daniel vezetésével kikiáltották a Köztársaságot. Radetzky marsall kitartó, csak a magyar szabadságharchoz hasonlítható hosszúságú ellenállás után 1849. augusztus 21-én végül elfoglalta az élelmiszerkészleteiből kifogyott várost. Velencét az ostrom alatt érte a történelem első légitámadása, személyzet nélküli, időzítő órával felszerelt léggömbökről bombázták a másképpen bevehetetlen települést – az egyik töltet a Szent Márk tér közepén robbant, komoly károk azonban nem keletkeztek.

### Az Olasz Királyság és Olaszország Velencéje (1866 után)
Velencét 1866-ban, a porosz–osztrák–olasz háborútt lezáró békeszerződés értelmében a Habsburg Birodalom átengedte az Olasz Királyságnak. A várost az első világháborúban is több száz bombatalálat érte, ám műemlékeiben sok kár ennek hatására nem keletkezett – bár a mai Piazzale Roma autóbusz-pályaudvar és az Autorimessa parkolóház nagy területe éppen az osztrák légitámadások nyomán vált a földdel egyenlővé – ezeket a helyszíneket a második világháborúig mementóként beépítetlenül hagyták. Az 1920–30-as esztendőkben óriási építkezésekbe fogtak, ekkor született hatalmas kereskedelmi kikötője Margheránál, illetve kőolaj-finomítója is.

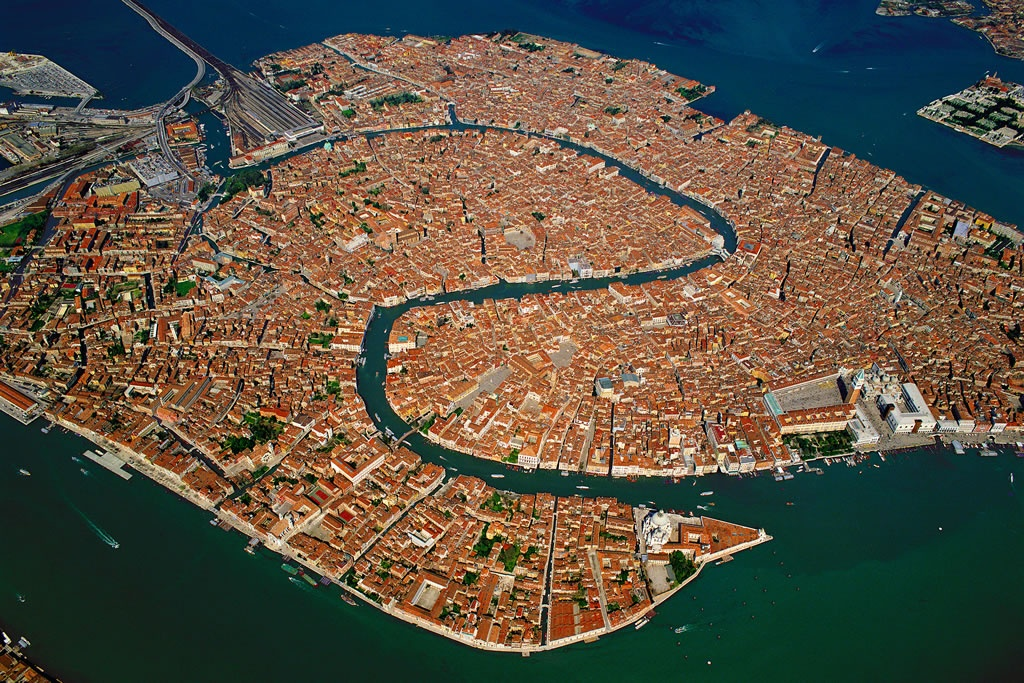
Légi felvétel a városról

Ezeréves hatalma lehanyatlott bár, ma már a művészek és a turisták kedvelt célpontjává, Veneto régió és Olaszország legkeresettebb természeti-kulturális látnivalójává vált.
Gőgös Velence oly kihalt: a téren
zenétlen csönd, a báli fény kilobbant.
Ódon kapuk lépcsőzetére, roppant
márványokon a hold suhan fehéren.
Okeanost ríkatja a kanális.
Ő futna örökifjú szenvedéllyel
s menyasszonyát csókjával öntené el,
de a falakra loccsan zúgva máris.
(Eminescu: Venetia, ford. Dsida Jenő: Velencei szonett)

## Demográfia
A teljes velencei község (comune) lakossága 268 993 fő (2008. május 1.), ebből a „centro storicoban” (a történelmi városközpont, Velence „magja”) 62 000-en, a „terra fermában” (a lagúnán kívüli területek), nagyrészt Mestrében és Margherában 176 000-en élnek. A Padova és Velence által alkotott urbanizált régió lakossága 1 600 000 fő.
A történelmi Velence, amely a középkorban 200 ezres lakosságával még Európa egyik, ha nem a legnagyobb városa volt, ma súlyos demográfiai problémákkal küzd. Az intenzív turizmus kísérőjelenségeként kialakult magas megélhetési költségek miatt sokan elvándorolnak – az élelmiszer és közszükségleti cikkek ára néha háromszorosa a mestrei szintnek és a kisebb boltok is sorban bezárnak.
Egy jobb állapotú, frekventált helyen lévő polgárlakás egymillió eurót is érhet a turisztikai befektetők számára, ezért sok tősgyökeres, például tisztviselői család inkább a szárazföldre költözik és onnan ingázva jár be a munkahelyére – a megtakarításból pedig jobb életkörülményeket és oktatást nyújt gyermekei számára, akik már nem is térnek vissza a csatornák közé. A lakosság elöregedése komoly probléma, amelyet a befektetők mohósága is súlyosbít – 2007 tavaszán szállodaépítés miatt bontották el a város egyik utolsó játszóterét, miután a ferences rend csak a templomuk kertjéhez tartozó terület eladásából tudta fedezni a konvent épületének felújítását.
Korábban a városi baloldali önkormányzata tartós ellentétben állt a Berlusconi-kormányzattal, ami akadályozta a revitalizációs tervek megvalósítását.[forrás?] Elsősorban brit karitatív szervezetek támogatásával azonban több fejlesztés is történt az utóbbi években. Régi, elhagyott házak falainak sómentesítése után megfizethető, kisebb alapterületű szociális bérlakásokat alakítottak ki és több épület lagúna által gyakran elárasztott „utcaszintjét” lebegő padlózat beépítésével ismét lakhatóvá tették. (Velence épületei ugyanis 23 cm-t süllyedtek 1890–1960 között az artézi talajvíz kitermelése miatt és így a lakóterületek egy jó része elveszett.)
A távlati tervek között infokommunikációs fejlesztői iparágaknak a szigetvárosban történő letelepítése szerepel, ezek ugyanis minimális környezeti terhelés mellett, élőmunkával tudnának jelentős jövedelmet termelni. Valós veszély azonban, hogy a jelenlegi trend fennmaradása esetén a történelmi városmag a természetes fogyás miatt 2050-re elnéptelenedik, kvázi díszletvárosként „vízi Disneyland” válik belőle.
A népesség változásai:
| Év   | Népesség (fő) |
| ---- | ------------- |
| 1861 | adat nélkül   |
| 1871 | 164 965       |
| 1881 | 165 802       |
| 1901 | 189 389       |
| 1911 | 208 463       |

| Év   | Népesség (fő) |
| ---- | ------------- |
| 1921 | 223 373       |
| 1931 | 250 327       |
| 1936 | 264 027       |
| 1951 | 316 891       |
| 1961 | 347 347       |

| Év   | Népesség (fő) |
| ---- | ------------- |
| 1971 | 363 062       |
| 1981 | 346 146       |
| 1991 | 309 422       |
| 2001 | 271 073       |
| 2007 | 268 736       |

### Nyelv
Velence saját regionális nyelvvel rendelkezik. Bár a velencei nyelvet sokan csak az olasz nyelv egyik északi nyelvjárásának tekintik, valójában teljesen önálló újlatin nyelv, amely nem is ugyanabba a csoportba tartozik, mint az olasz, és inkább a katalánnal és a spanyollal áll közelebbi rokonságban, mint az olasszal.

### Vallás

#### A katolikus egyház
Velence történelme során ellentmondásos kapcsolatban állt a katolikus egyházzal. A lakosság tengeri népekre oly jellemző mély vallásossága ellenére „először velenceinek és csak utána katolikusnak” tartotta magát – ennek demonstrálására a középkorban egyházi-világi viszályok során gyakran sor került. A várost a pápák legalább háromszor átkozták ki bullában, a főtanács (Serenissima Signoria) azonban halálbüntetés terhe alatt arra kötelezte a városi papokat, hogy továbbra is lássák el szakrális feladataikat – cserében megvédte őket az Apostoli Szentszék által emelt vádaktól.
A város hatalmának a lepantói fényes győzelem ellenére megindult gyors hanyatlását jelzi, hogy a Szent Inkvizíció képviselői 1592-ben fényes nappal, a Canal Grande partjáról hurcolták el Giordano Brunót, a nyolc évvel később máglyán megégetett zseniális filozófus-szerzetest. A barokk korban Velence vallási-morális tartása már annyira meggyengült, hogy Casanova gyakran apácákkal bonyolította le szexuális kalandjait.
Velence kegyura a korai középkorban a torcellói püspök, később a gradói pátriárka volt, ma az ún. trivenetói püspökség és a Velencei patriarchátus egyházi körzetébe tartozik. Pátriárkája 2002–2011 között Angelo Scola bíboros volt, 2012 óta Francesco Moraglia. A város területén belül jelenleg 38 parókia található, a 11. századtól folyamatosan 70 épült ki, számuk mára azonban jelentősen lecsökkent.
Mintegy 100-ra tehető a katolikus egyház épületeinek száma a történelmi belváros hat negyedében. Ennél korábban jóval több is létezett, de a napóleoni megszállás idején sokat leromboltak, megszüntettek.
A velencei patriarchátus a 20. században három pápát is adott a katolikus egyháznak. A városból vagy annak környékéről származó egyházfő viszont több is vezette a pápai államot.
| Egyházfő           | Pontifikátus | Neve, megelőző tisztsége                      |
| ------------------ | ------------ | --------------------------------------------- |
| XII. Gergely pápa  | 1406–1415    | Angelo Correr, Olivolo püspöke                |
| IV. Jenő pápa      | 1431–1447    | Gabriele Condulmer, Siena püspöke             |
| II. Pál pápa       | 1464–1471    | Pietro Barbo, Vicenza és Padova püspöke       |
| VIII. Sándor pápa  | 1689–1691    | Pietro Ottoboni, Brescia püspöke              |
| XIII. Kelemen pápa | 1758–1769    | Carlo Rezzonico, Padova püspöke               |
| X. Piusz pápa      | 1903–1914    | Giuseppe Sarto, Velence pátriárkája           |
| XXIII. János pápa  | 1958–1963    | Angelo Giuseppe Roncalli, Velence pátriárkája |
| I. János Pál pápa  | 1978         | Albino Luciani, Velence pátriárkája           |

Velence patrónusa: Szent Márk evangélista, ünnepe minden esztendő április 25-én a Szent Márk-székesegyházban zajlik misével és áhítattal.

#### További egyházak
- Evangélikus közösség, templomuk a Santi Apostoli
- Anglikán közösség, templomuk a San Gregorio
- Metodista közösség, templomuk a Santa Maria Formosa 2170
- Izraelita hitközség, működő zsinagógák a Scola Spagnola és a Scola Levantina
- Görög ortodox keresztény egyházközség, templomuk a Ponte dei Greci

## Közigazgatás
Velence közigazgatásilag a következő kisebb adminisztratív egységekre, községekre (municipalità) tagolódik:
- Chirignago-Zelarino (Municipalità di Chirignano-Zelarino)
- Favaro-Veneto (Municipalità di Favaro Veneto)
- Lido-Pellestrina (Municipalità di Lido-Pellestrina)
- Marghera (Municipalità di Marghera)
- Mestre-Carpenedo (Municipalità di Mestre-Carpenedo)
- Venezia-Murano-Burano (Municipalità di Venezia-Murano-Burano)

Velence belvárosának negyedei (sestiere, aminek magyar jelentése tulajdonképpen hatod):

Velence városrészei

- Castello (Sestiere di Castello)
- San Marco (Sestiere di San Marco)
- San Polo (Sestiere di San Polo)
- Dorsoduro (Sestiere di Dorsoduro)
- Santa Croce (Sestiere di Santa Croce)
- Cannaregio (Sestiere di Cannaregio)

## Városkép

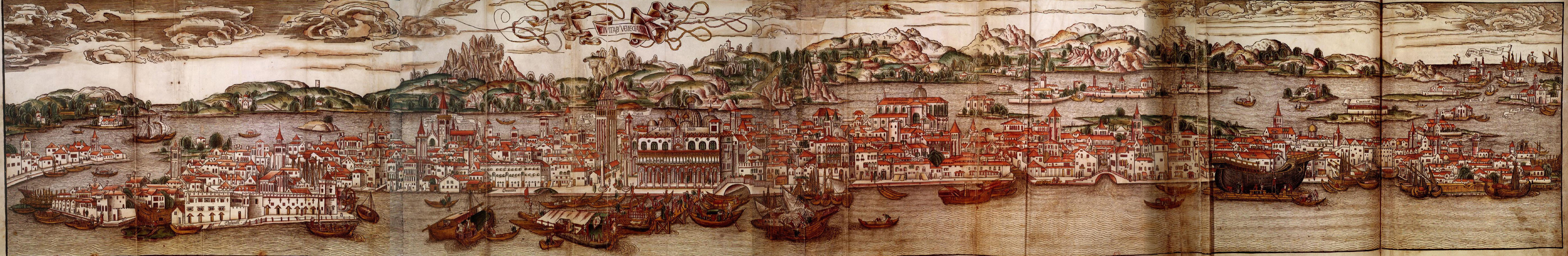
Velence városképe a 15. században

Velence épületeit egymáshoz közel álló, vörösfenyőből készült cölöpökre építették – mert ez a fa a víz alatt nem rothad el –, amelyek belenyúlnak a tengerfenék homokos és agyagos rétegeibe is, közel 8 méter mélységig. A cölöpök felett isztriai mészkő képezi az épületek alapjait. A házak megtámasztására használt fákat a mai Szlovénia nyugati területein vágták ki, ezzel a mai Kras, Lika és Gorski kotar régiók sivárságát okozva. A pillérek nagy része sok évszázad után még ma is érintetlen.
Mi volt ez a furcsa bűvölet és eksztázis, ami elfogta itt a sikátorok közt, miért érezte úgy magát, mint aki végre hazaérkezett? Talán a gyermek álmodhatott ilyesmiről – a gyermek, aki kertes villák lakója volt, de félt a tágas dolgoktól –, talán a kamasz akart élni olyan szűk helyen, ahol minden félnégyzetméternek külön értelme van, tíz lépés már határsértést jelent, évtizedek telnek el egy rozoga asztal mellett, és emberéletek egy karosszékben; de ez sem biztos – írja Szerb Antal az Utas és holdvilág című művében Velence hangulatának megragadásaképpen.

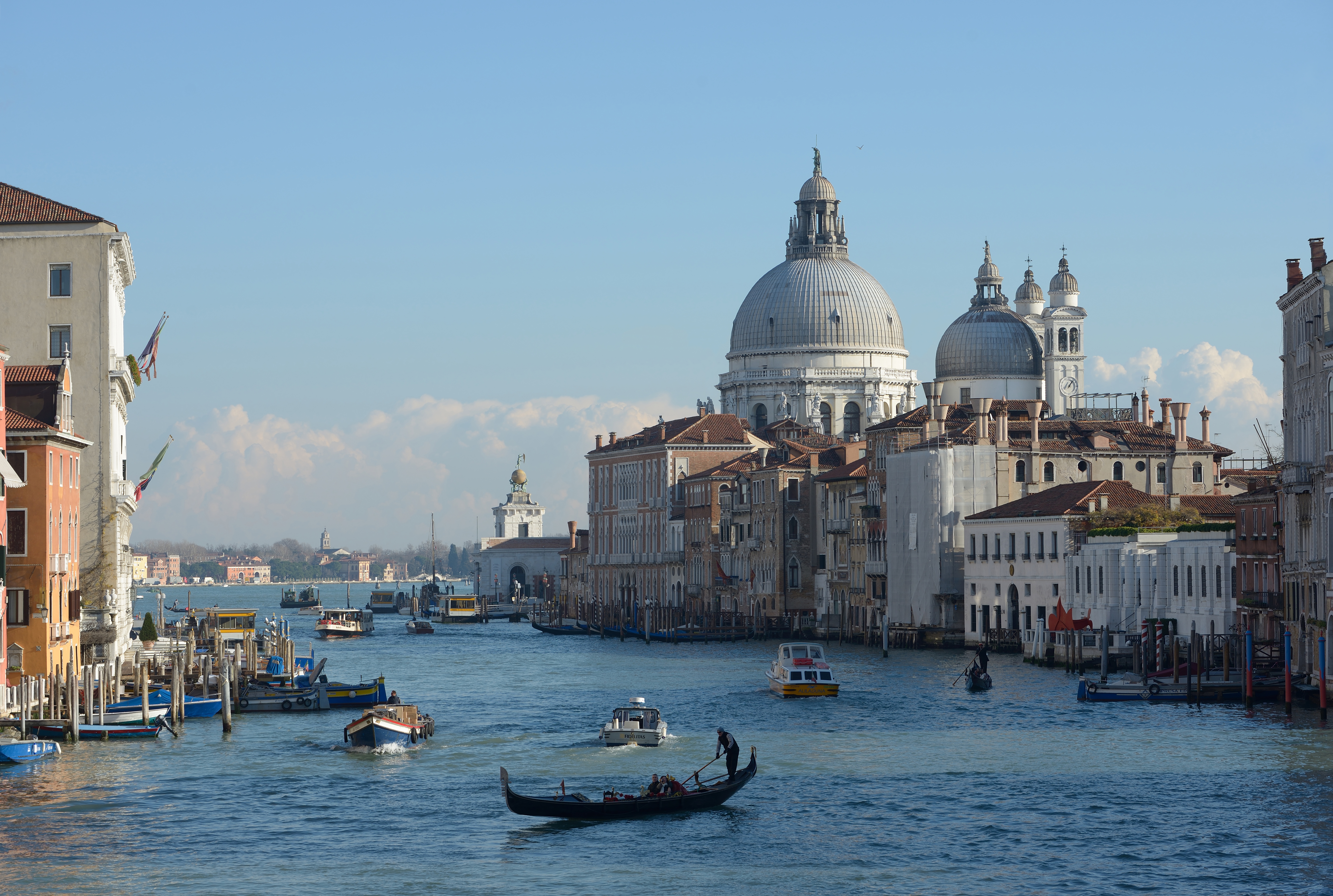
Canal Grande

A belvárosi területet kb. 100 csatorna szeli át, melyeknek két legnagyobbika a két fő közlekedési útvonal is egyben, ezek a Giudecca csatornája (Canale di Giudecca) és a Canal Grande. A kisebb csatornák rio elnevezést kaptak. A kis szigetekhez hozzáépültek oldalról a terek és utcák, és évszázadok alatt váltak szűk riókká. A csatornákon hidakon lehet átjutni, melyből több mint 400 található Velencében. A hidakat többnyire isztriai kőből és téglából készítették, nevük ponte, esetleg pontine. A keskeny utcák az ún. callék, ha bevásárlóutak, akkor salizzádák, vagy calle largák (azaz hosszú utcák). Az aprócska mellékutcák a calletta nevet viselik, míg a rio mellett haladók neve a fondamenta.
Velence történelmi belvárosának terei között előfordul egy piazza, két piazzetta, míg a többi ún. campo, ha még kisebb, akkor campiello vagy corte. A velencei tájékozódást nem segíti, hogy a házszámok megadásában általában a negyed megnevezése és egy sorszám szerepel (például 3384, Cannareggio).
Velence nagyobb terei a következők:
| - Piazza San Marco - Piazzale Roma - Campo Sant'Agnese - Campo Sant'Angelo - Campo dell'Angelo Raffaele - Campo SS. Apostoli - Campo San Barnaba - Campo San Bortolo - Campo SS. Filippo e Giacomo - Campo dei Frari - Campo di Ghetto Nuovo - Campo San Geremia - Campo dei Gesuiti - Campo San Giacomo dell'Orio | - Campo San Giobbe - Campo SS. Giovanni e Paolo - Campo dei Greci - Campo San Lio - Campo San Luca - Campo della Madonna dell'Orto - Campo Manin - Campo Santa Margherita - Campo Santa Maria Formosa - Campo San Maurizio - Campo San Moisè - Campo San Pietro - Campo San Polo - Campo San Provolo | - Campo San Rocco - Campo della Salute - Campo San Salvador - Campo San Samuele - Campo San Sebastian - Campo San Silvestro - Campo San Simeon Grando - Campo San Stae - Campo San Stefano - Campo San Stin - Campo dei Tolentini - Campo San Tomà - Campo San Trovaso - Campo San Vio - Campo San Zaccaria |

„A legemberszabásúbb város. (…) Velence nem ’fejlődhet’, nem lehet nagyobb, mint amekkora, mert a rendelkezésére álló szárazföld minden izinkjét ősidőktől fogva betöltötte már. És ez a szárazföld nem sok.” Ezért is van az, hogy a város bármelyik pontjára el lehet jutni félóra alatt: „Minden közel van, és ami messze van, az is odajön tapintható közelbe: a nagy hajók ott állnak meg az utcák közt, házhoz jön az óceán” – vetette papírra ugyancsak Szerb Antal A harmadik torony című esszéjében.

## Művészetek

### Építészet

#### A főbb paloták elhelyezkedése a sestierékben

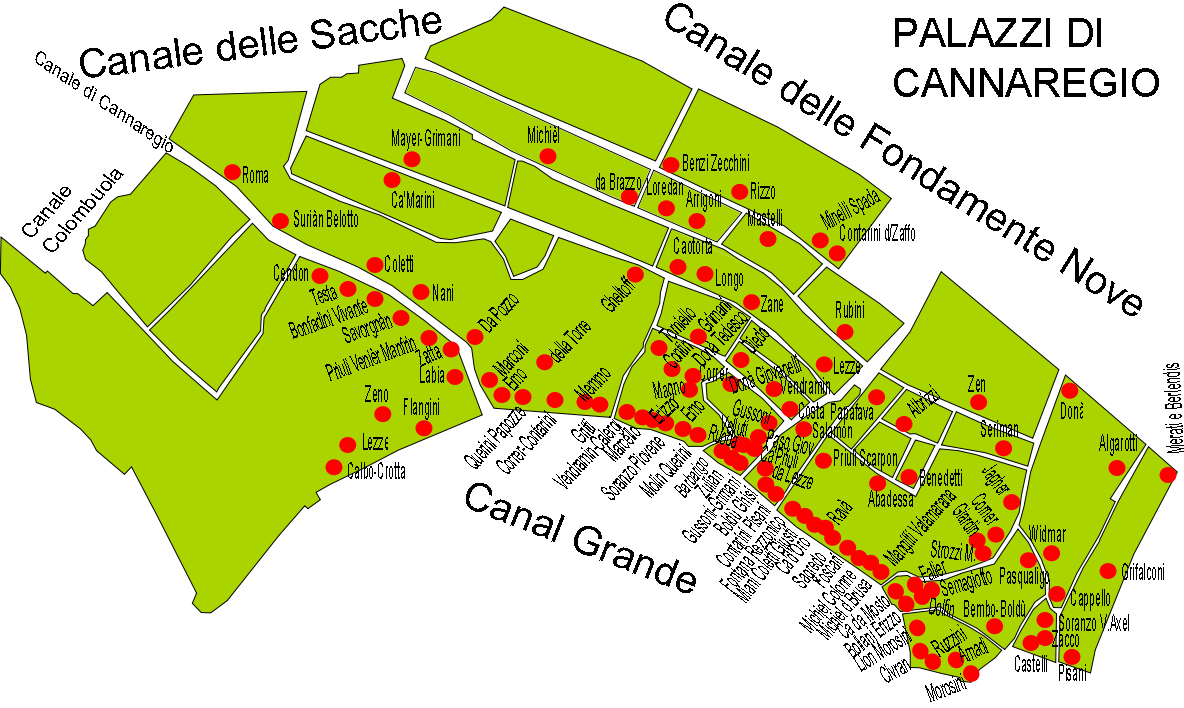
Cannaregio
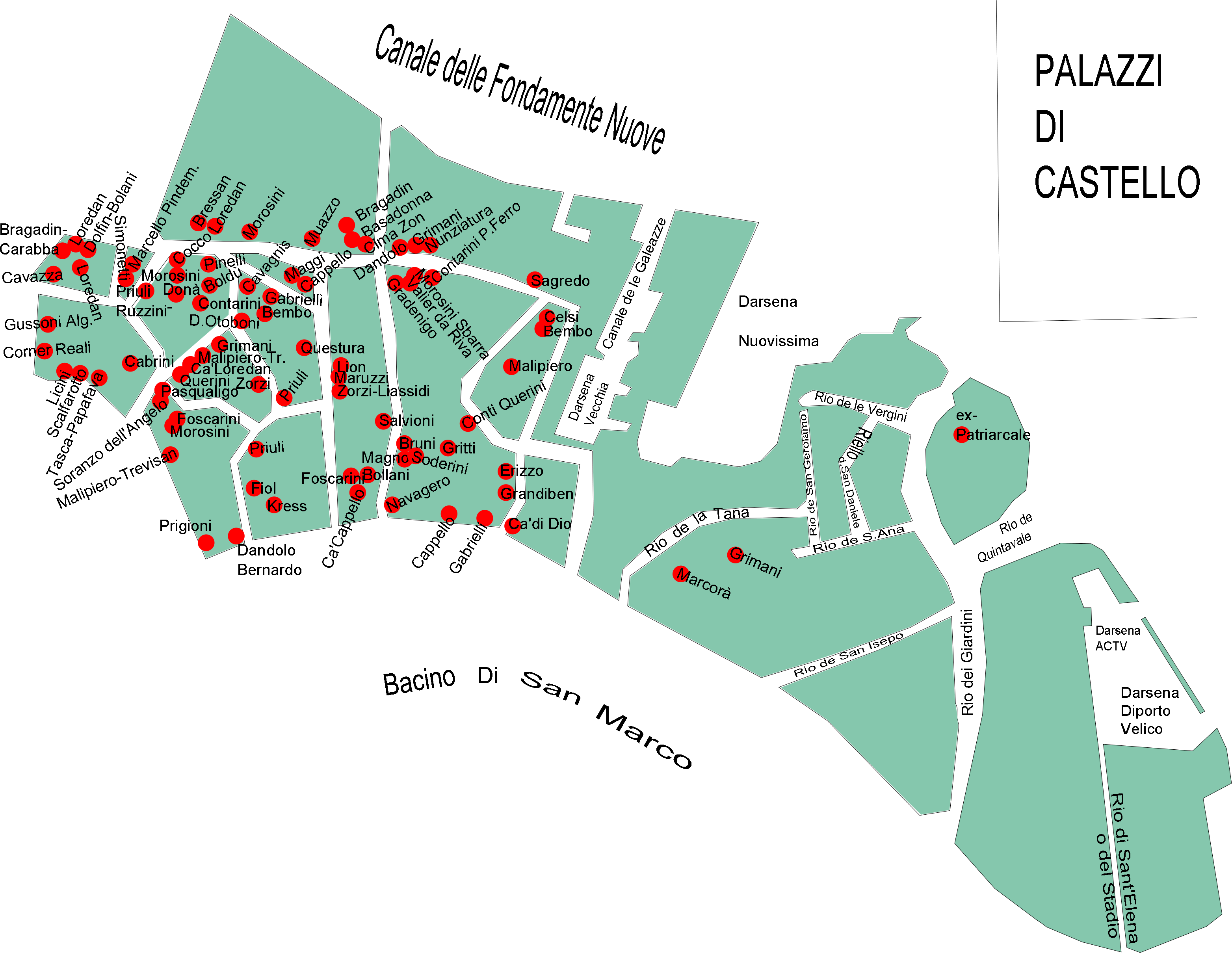
Castello
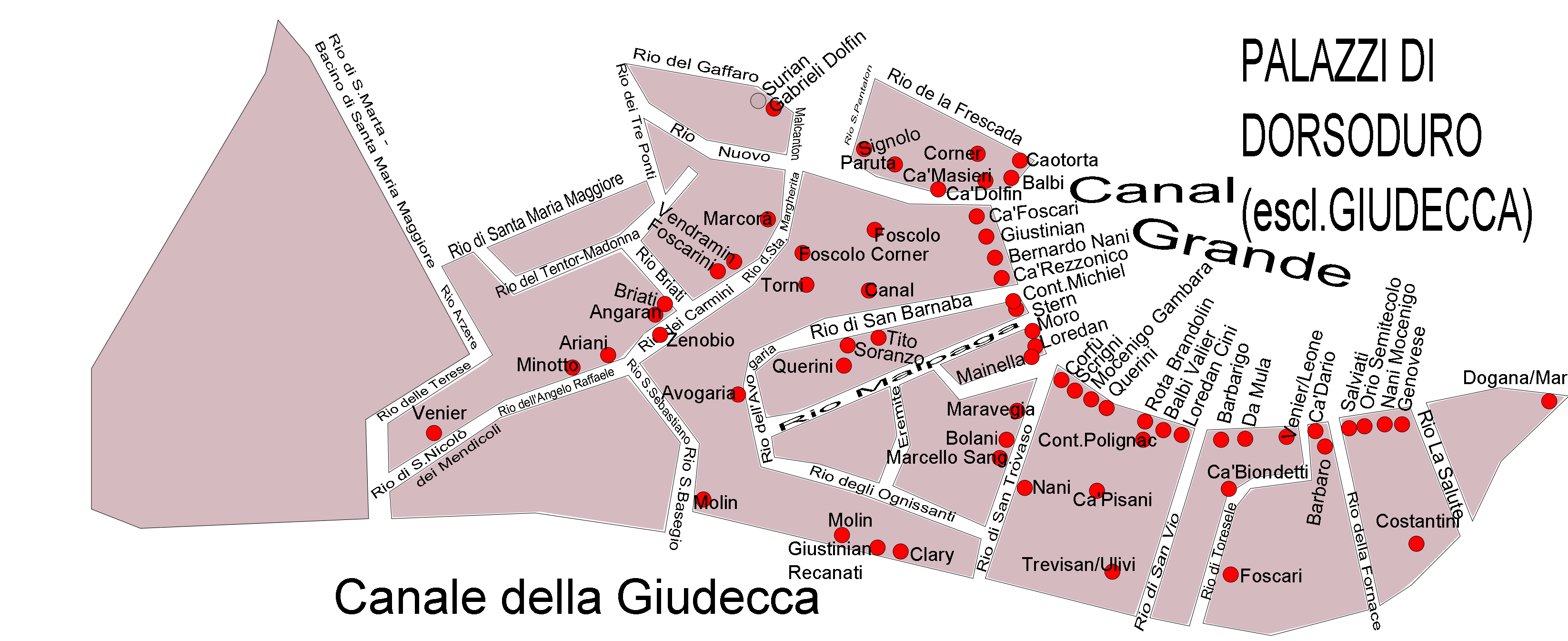
Dorsoduro
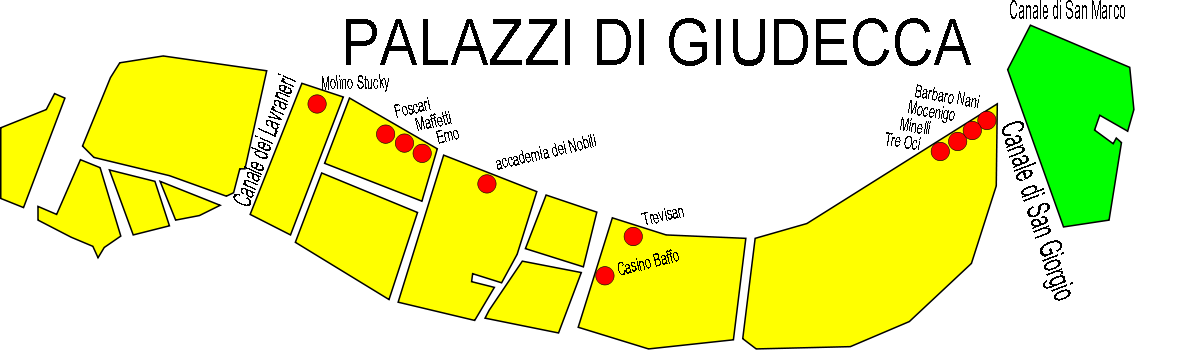
Giudecca
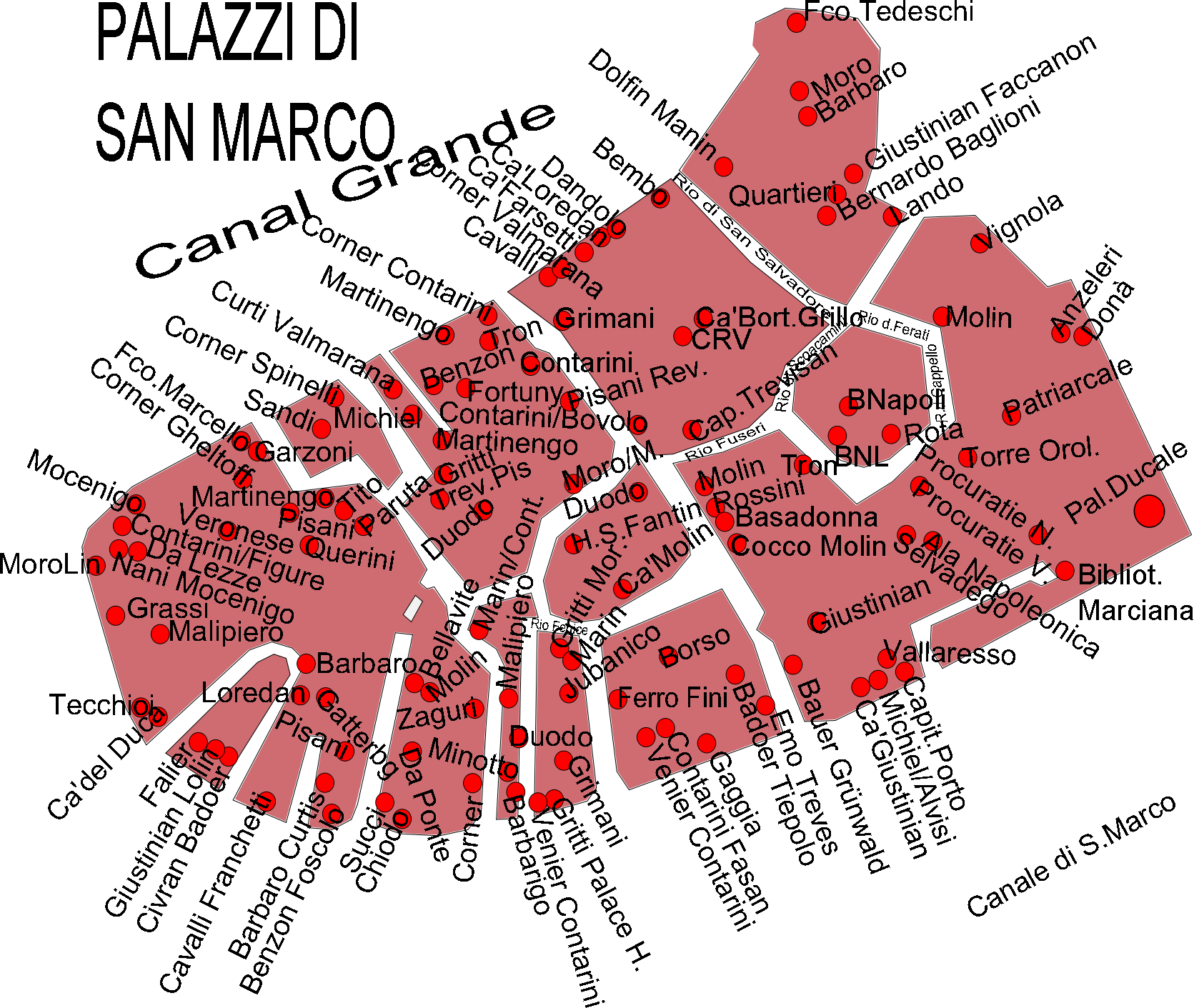
San Marco
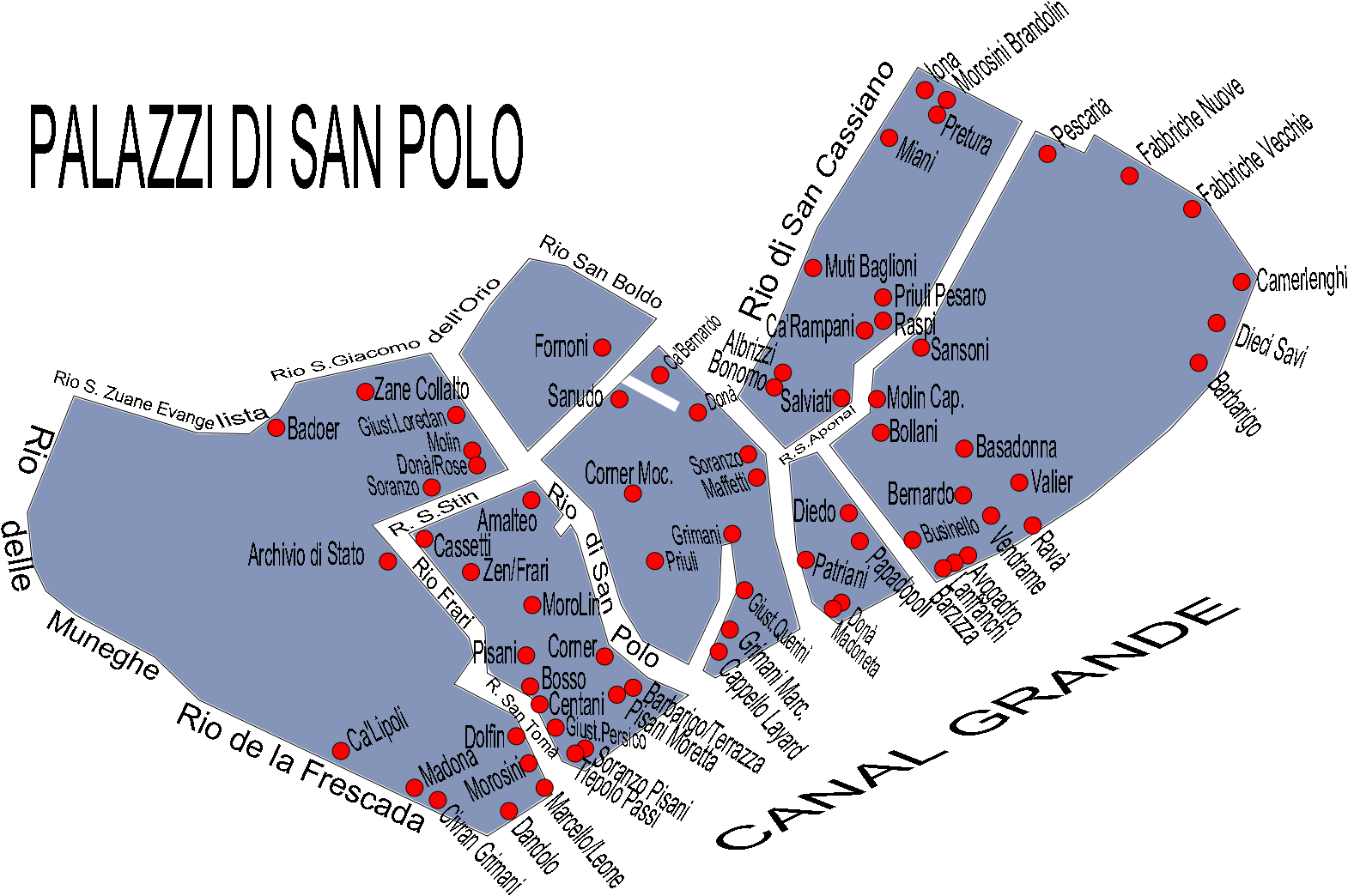
San Polo
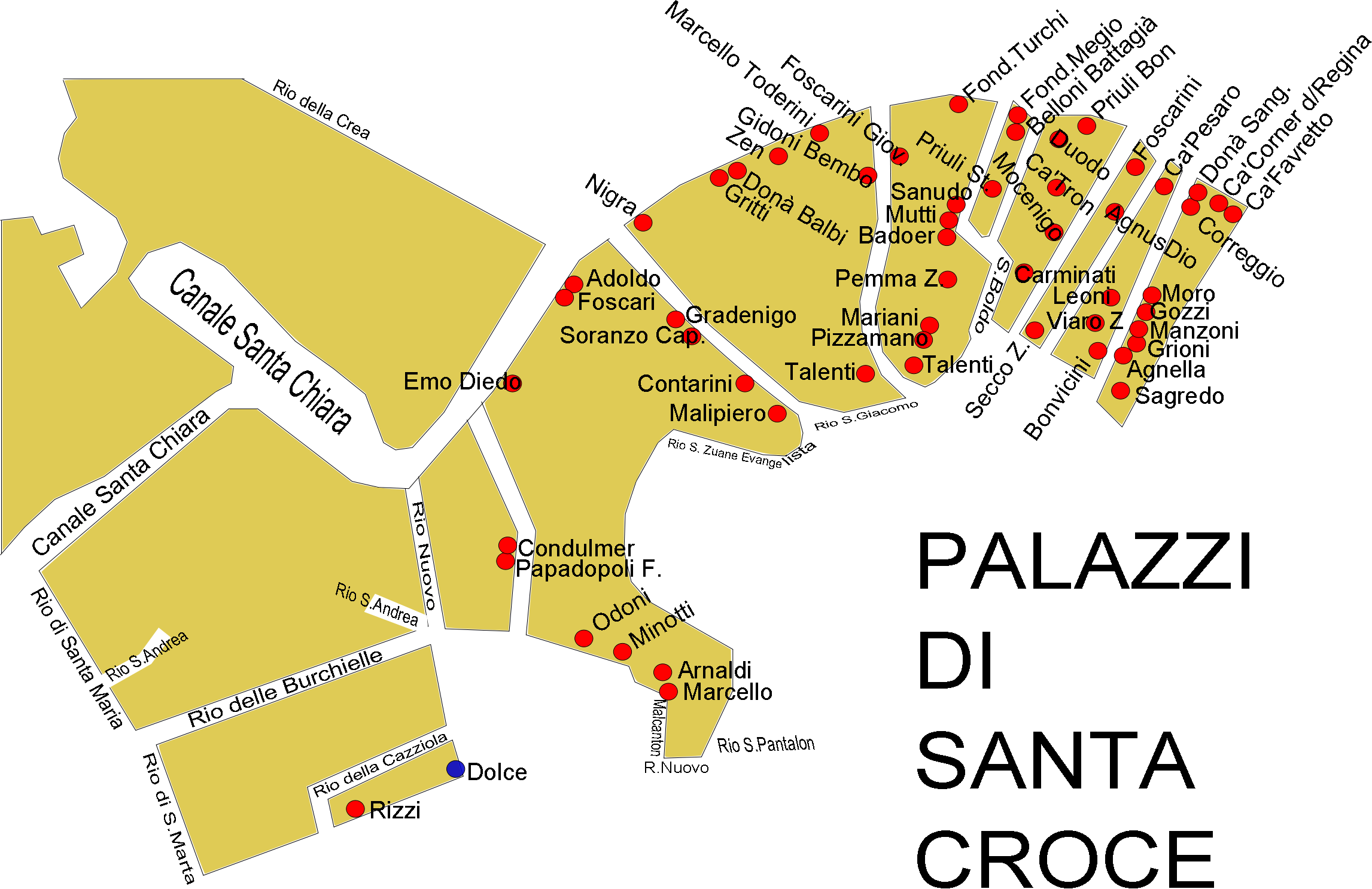
Santa Croce

A városban egyaránt fellehetők a mór, a bizánci, a gótikus, a reneszánsz, a manierista és a barokk építészet emlékei; melyek szerves egységet képezve alakították ki Velence ma ismert képét.
Velence hajdani és mai központja is a Szent Márk tér, a hozzá tenger felé kapcsolódó Piazzettával (Terecske). Innen két nagyobb csatornán, a Canal Grande és a Giudecca csatornáján vaporettókon is bejárható a város. Nemcsak csatornáinak partján, hanem szinte minden kisebb-nagyobb téren is templomok, palazzók (paloták) láthatók, legjellegzetesebb építőanyaguk a fehér isztriai márvány. Mellettük azonban számos más polgári, világi épület fedezhető fel, bejárva a zegzugos utcákat: így például a jótékonysági testvériségek, céhek székházai (scuolák, azaz „iskolák”). A vallási élet központjai, a templomok közül szintén akad gótikus, kora reneszánsz, vagy barokk stílusú is. Ismertek még a különböző kolduló rendek templomai (S. Giovanni e Paolo, Santa Maria Gloriosa dei Frari).
Velence képzőművészete ugyancsak világhírű, elsősorban a reneszánsz velencei iskola festőinek köszönhetően.
Hosszú ideig a zenei élet rangos képviselőinek otthona volt; itt került színre az egyik első opera, Claudio Monteverdi: Proserpina Rapita („Proserpina elrablása”) című műve. A város leghíresebb zeneszerzője kétségkívül az olasz barokk kimagasló egyénisége, Antonio Vivaldi. Sok neves komponista mutatta be első darabját a ma is jelentős La Fenice (Főnix – vagyis hamvaiból föléledő madár. Nomen est omen, ui. az 1836-os majd 1996-os tűzvész után újjáéledt) operaházban, például Giuseppe Verdi, Gioachino Rossini, Igor Stravinsky.

#### Szent Márk tér(Piazza San Marco)

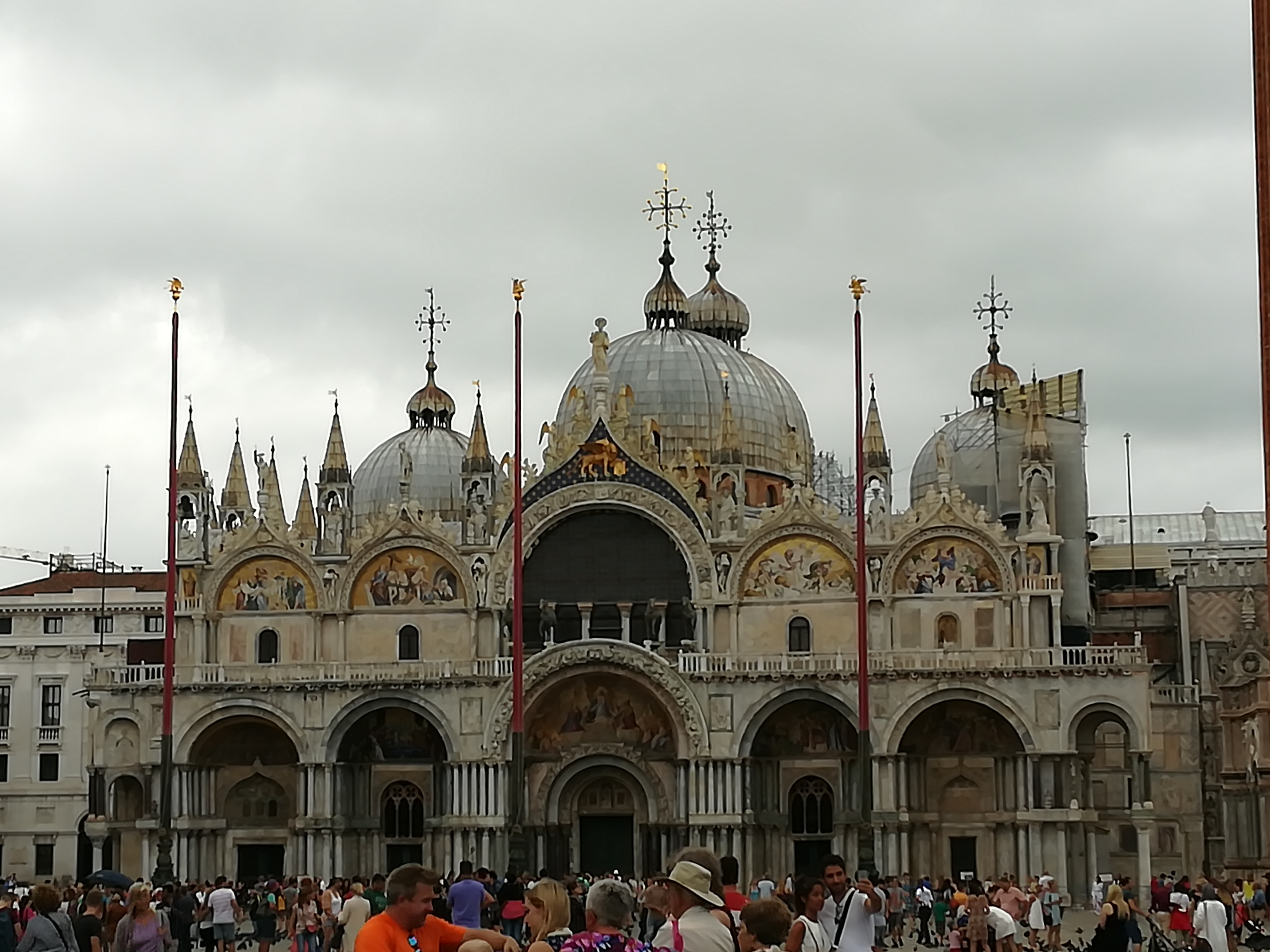
A Szent Márk tér a székesegyházzal

Velence központja, amelynek – ahogy Petrarca írta – „nincsen párja a földön”. 56-82 méter széles, 175 méter hosszú a világ legszebb szalonjaként is nevezett hely, amely sok történelmi esemény színtere is volt. Három oldalról középületek veszik körül. Ma is a város életének centruma. Látnivalói:
- Szent Márk-székesegyház (Velence) (Basilica di San Marco): Velence legismertebb, leghíresebb látnivalója. Az 882-ben alapított csodálatos díszítésű épület elemeiben, formavilágában megőrizte a bizánci építészet hagyományait. Tetején öt kupola nyúlik a magasba. Mind kívül, mind belül márvánnyal, mozaikkal, faragásokkal ékesített alkotás. Restaurálása már a 16. században megkezdődött.
- Campanile: a Szent Márk-székesegyház bejáratával szemben magasodik 98,6 méter magas harangtornya. A 888–912 között épült eredetije 1902-ben, földrengés folytán összeomlott. A téren tartózkodók nem sérültek meg. 1912-ben avatták fel a mai téglatornyot.
- Loggetta: A torony alatt helyezkedik el Sansovino munkája, a carrarai fehér márványból, isztriai kőből és porfírból készült épület. Bronzkapuját Antonio Gai készítette a 18. században.
- Zászlórudak: a templom előtt álló zászlótartók 1571-ből származnak, Leopardi művei, bronztalapzaton helyezkednek el.
- Prokuráciák: A teret körbeveszik a templom prokurátorainak, a legmagasabb állami méltóságoknak épült prokuráciák: a Régi Prokuráciák (Procuratie Vecchie) és az Új Prokuráciák (Procuratie Nuove).
- Óratorony (Torre dell'Orologio): a bazilika jobbján az 1496-ban emelt Óratorony magasodik, ez 2005–2006-ban felújították. A torony alatti árkád „Velence Váci utcájába”, a Merceriára vezet. Építésének idejében csodaszerkentyűként tartották számon. Mutatja az időt, a holdfázisokat és a Nap haladását az állatövekben.
- A Pátriárka palotája: A székesegyház mellett áll a Pátriárka palotája. A 20. században három pátriárka került Szent Péter székébe. Közülük kettőre márványtábla emlékeztet a Palota bejárata mellett.

#### Piazzetta

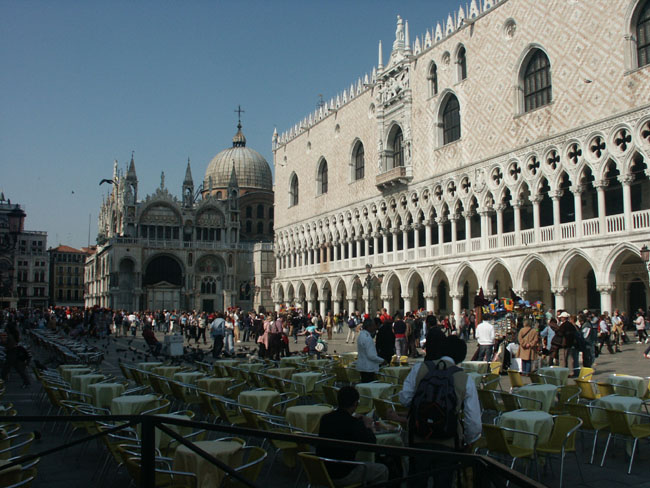
A Dózsepalota a Piazzetta felől

A Szent Márk tér folytatása a tenger felé nyitott Piazzetta. Hossza 97 méter, szélessége 41-48 méter. Egyik oldalán a Libreria (Könyvtár) épülete foglal helyet. Vele szemben a Dózsepalota falai terpeszkednek. A két épület között két oszlop magasodik: rajtuk Szent Tódor, a város régebbi, és Szent Márk evangélista, az újabb védőszentjének szobra.
- Libreria: a Dózsepalotával szemben áll, 1537-ben Jacopo Sansovino kezdte meg építését, majd Scamozzi fejezte be. A reneszánsz épület isztriai kőből készült, klasszikus római stílusban. Ma könyvtár és régészeti múzeum. Mennyezetét Tintoretto, Tiziano és Veronese képei díszítik.
- Dózsepalota (Palazzo Ducale): a dózse rezidenciája és az állam hatalmi központja volt több száz éven keresztül. Már a 9. század óta ezen a helyen, bár korábbi épületekben laktak a dózsék. A mai építését 1340-ben kezdték el, s 1420–1440 között fejezték be.
- Szent Tódor és Szent Márk oszlopa (Colonne di San Teodoro e di San Marco): 1172-ben sikerült a magasba emelni a két oszlopot, a szentek szobrával. Mindkettő másolat.
- Piombi: a Dózsepalota háta mögött, annak folytatásaként épült a fehér falú, ún. Ólombörtön, amely nevét ólomlemez-borítású tetejéről kapta. Antonio Contino építette a 16. században. Casanova onnan szökött meg, 1756-ban.
- A Sóhajok hídja (Ponte dei Sospiri) a Börtönt és a Dózsepalotát összekötő híd, amelyet Antonio Contino épített 1600-ban, isztriai kőből. Elnevezése George Byrontól származik. A hídhoz fűződő sok rémtörténet elterjedése a költőnek és Victor Hugónak köszönhető. Velence igazságszolgáltatása a kor szörnyű börtönviszonyaihoz képest még humánus is volt. 1660-ban a világon itt szüntették meg először a kínzásokat.

#### A Canal Grande mentén

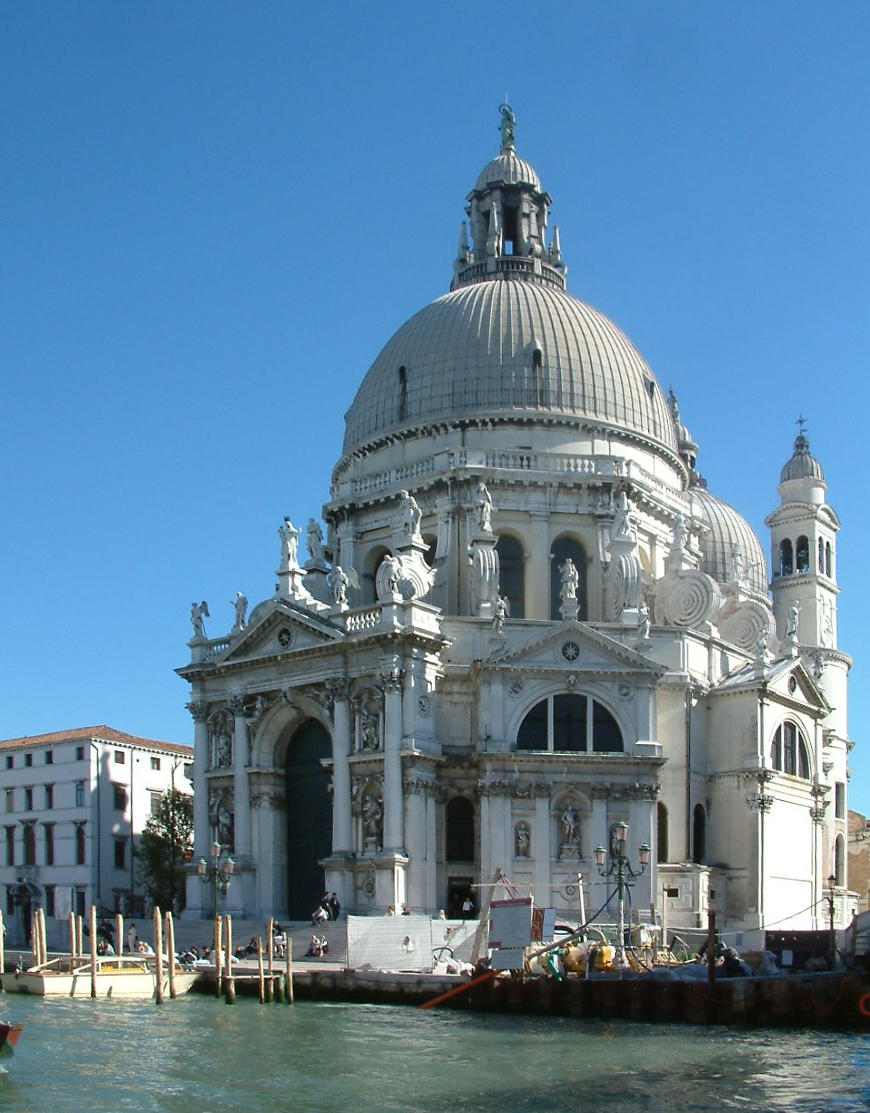
A Santa Maria della Salute

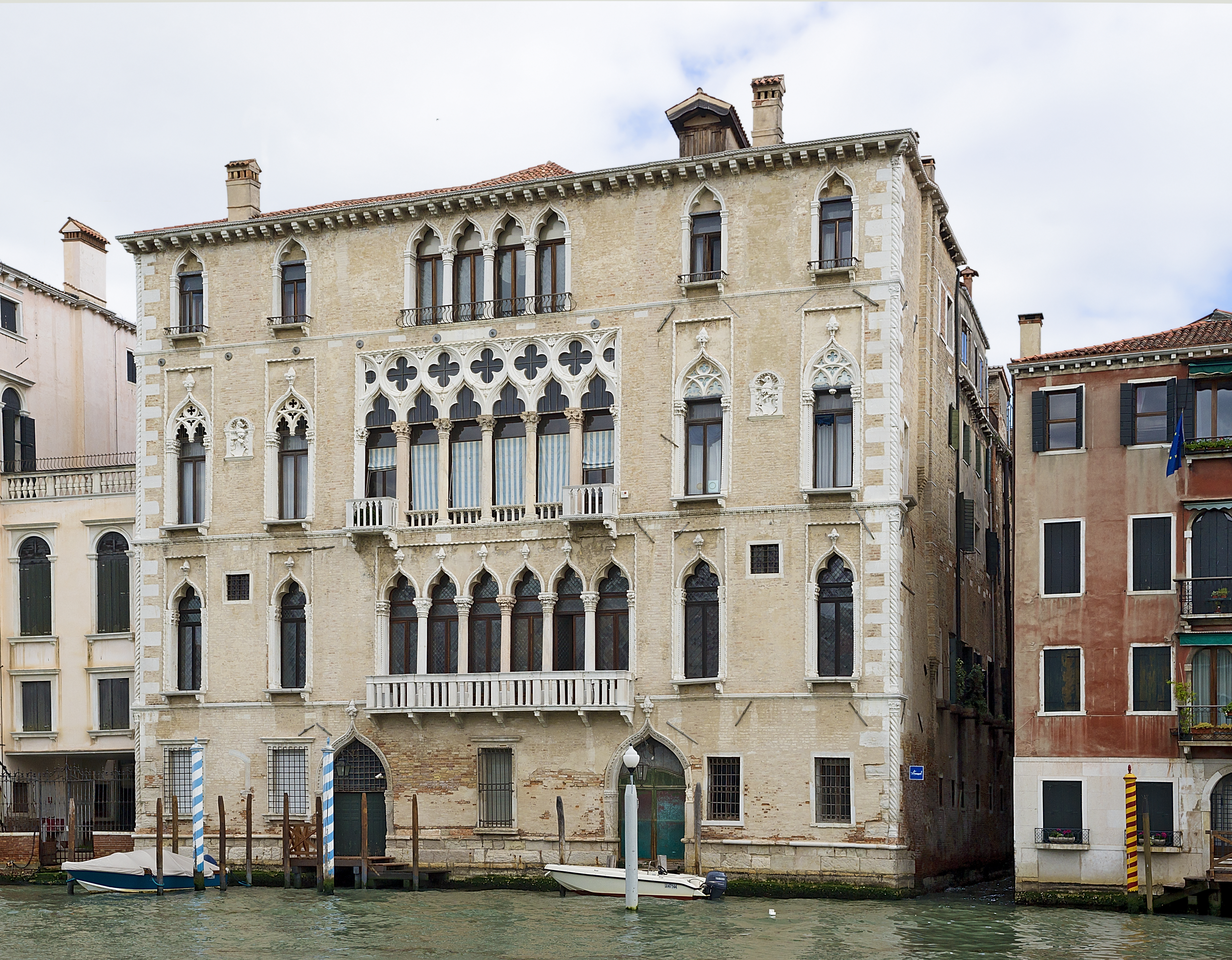
Palazzo Bernardo

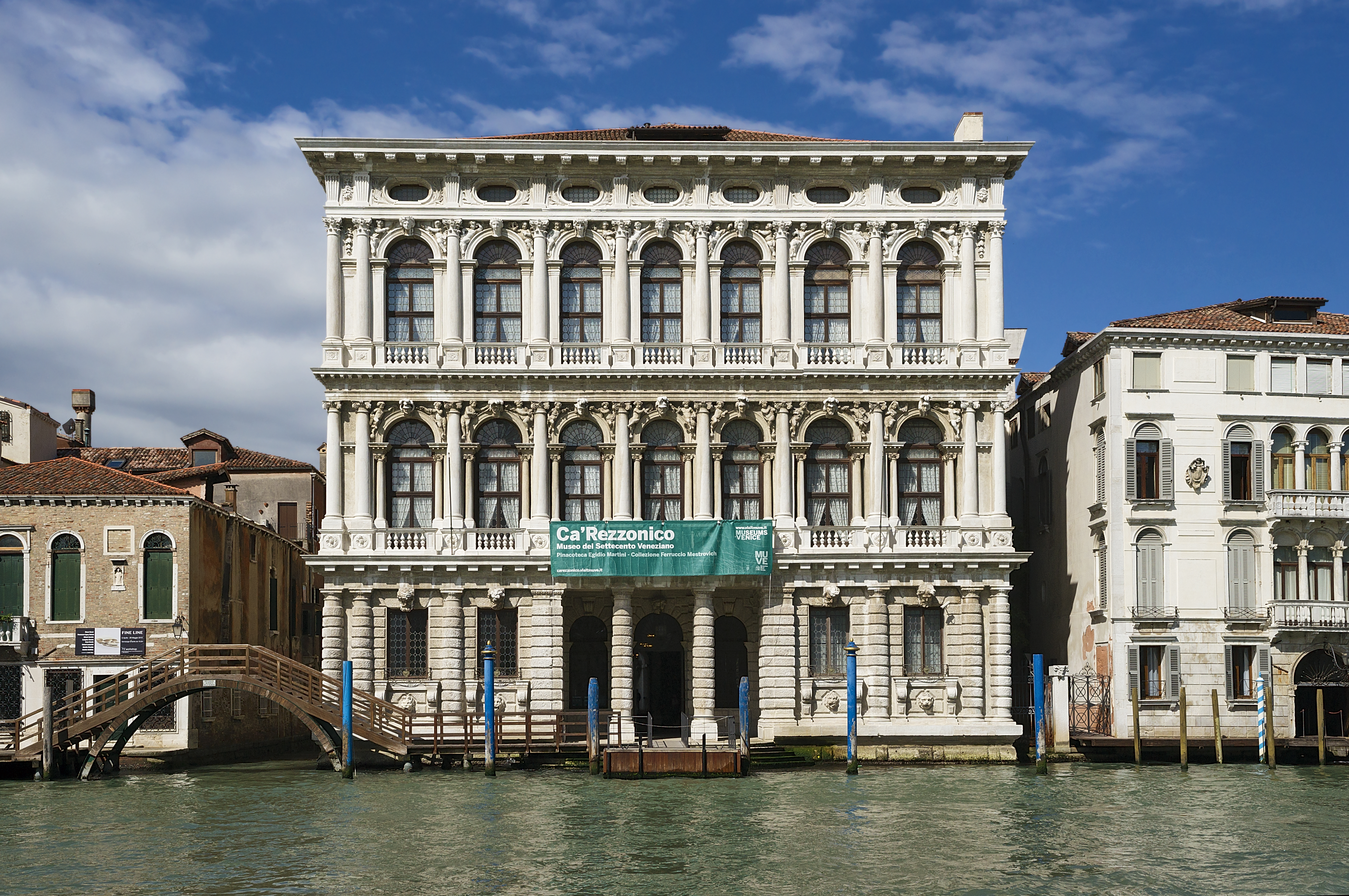
Ca’ Rezzonico

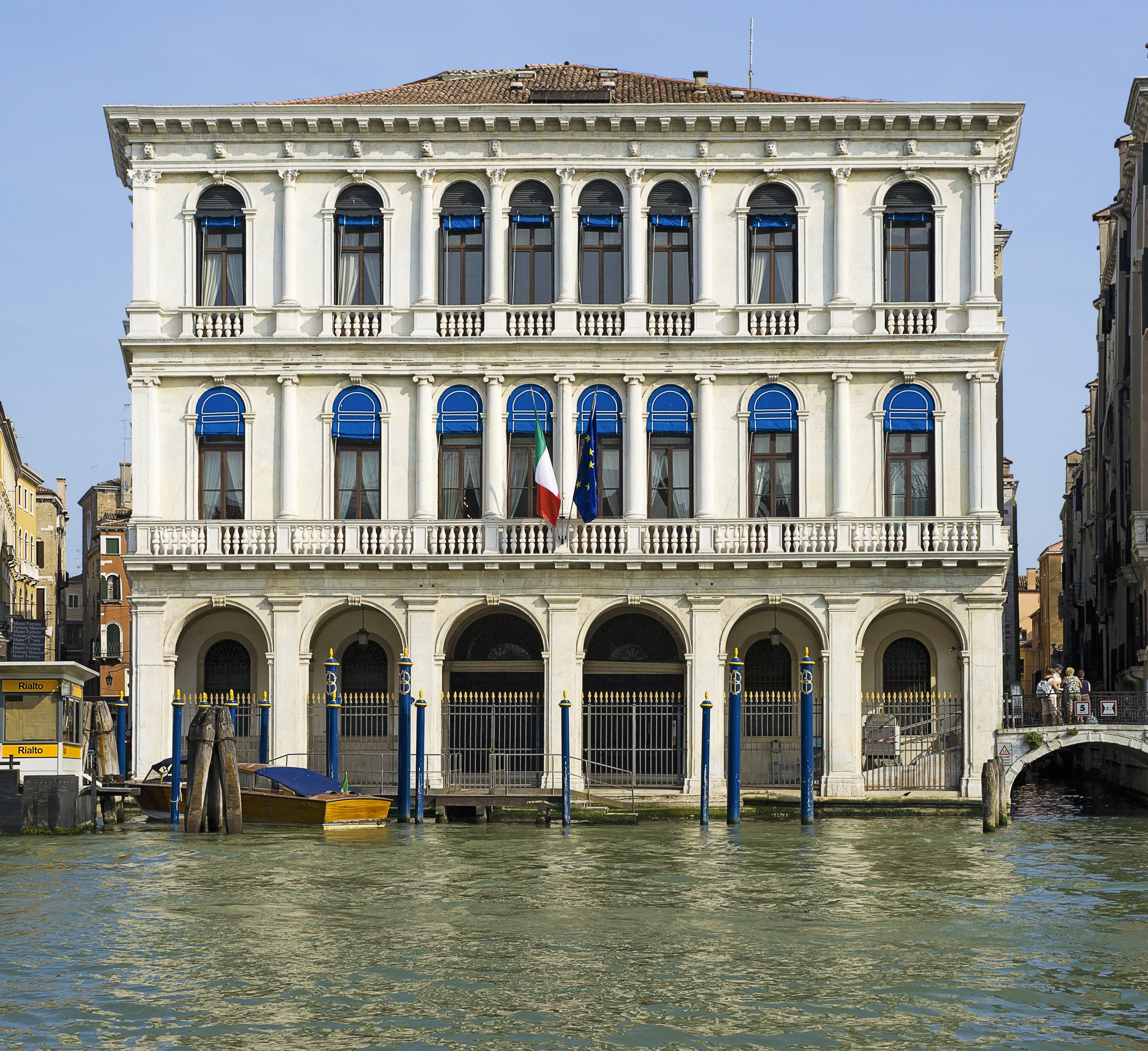
Dolfin-Manin-palota

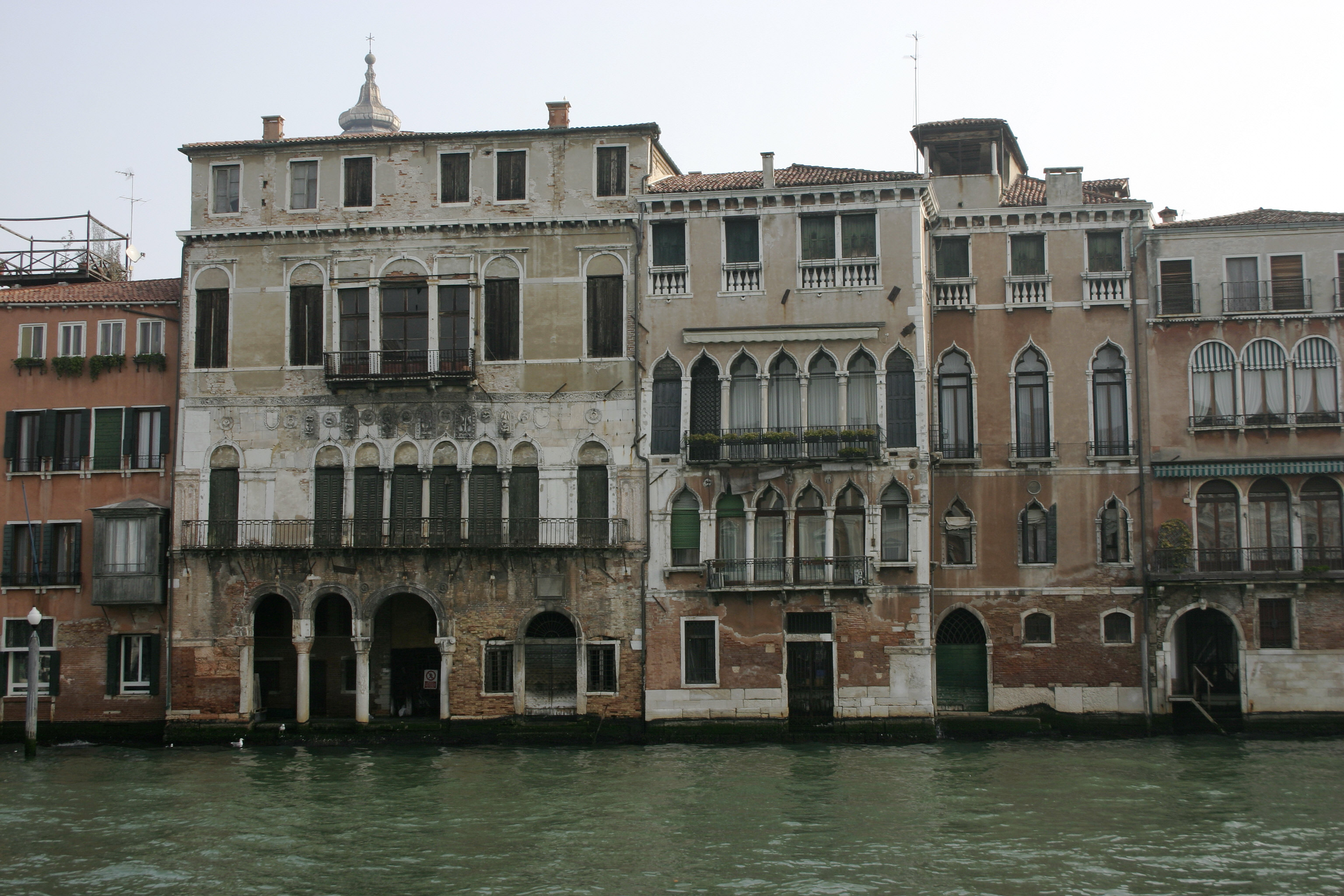
Ca’ Da Mosto

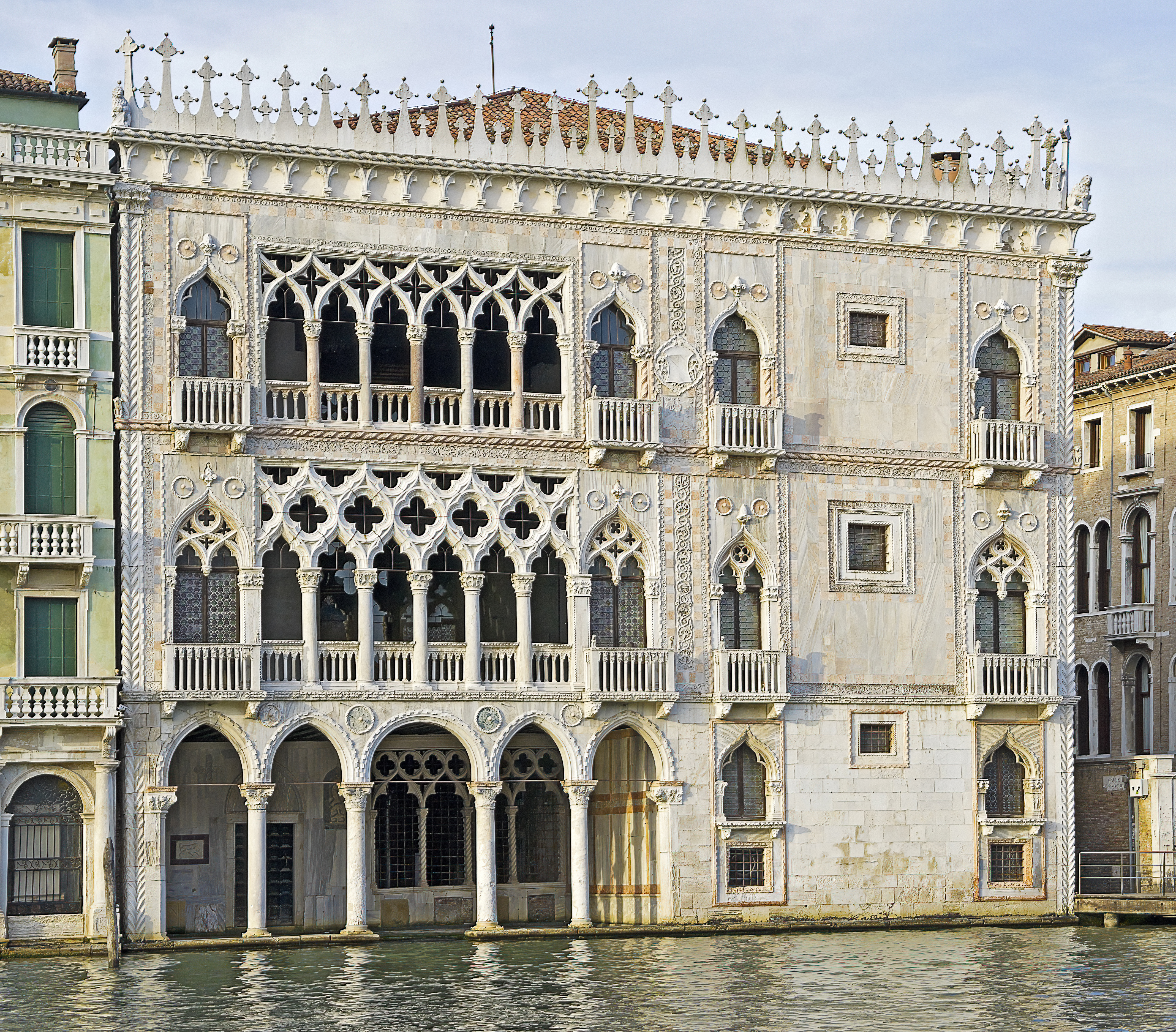
Ca’ d’Oro

A Canal Grande (Nagy Csatorna) a város fő közlekedési útvonala, a Giudecca után a második legszélesebb vízi útja. 3 km hosszúságú és átlagosan 4-5 méter mély. Több mint 100 palota illetve több templom sorakozik két partján. Kiemelkedő épületei:

##### A bal parton
- Vámház (Punta della Dogana) : az épületnél álltak meg a hajók portékáikat elvámolni, a Canal Grande nyílásánál áll. Giuseppe Benoni műve, 17. század.
- Santa Maria della Salute-templom: épült 1631–1681 között, barokk fogadalmi templom, felszentelve 1678-ban. Építését az 1630-as pestisjárvány idején határozták el. Építője: Baldassare Longhena. Anyaga isztriai fehér kő és márvánnyal fedett tégla (marmorino).
- San Gregorio-apátság: alacsony, több épületből álló együttes. Kapuját a Szent domborműve ékesíti. A középkorban Velence egyik fontos vallási központja volt.
- Palazzo Contarini: 15. századi reneszánsz építmény.
- Palazzo Loredan: ma Cini-palota, a 16. században emelték.
- Ca’ Rezzonico: Baldassare Longhena készítette 1667-ben, majd Giorgio Massari bővítette ki 1745-ben. Ma 18. századi műgyűjtemény otthona.
- Palazzo Molin Balbi-Valier: szépen kialakított földszintje van, portikusza szobrokkal díszített.
- Palazzo Pisani della Moretta: gótikus csipkézésű építmény a 15. század második feléből.
- Palazzo Barbarigo Terrazza: a Canal Grandéra nyúló erkélyeiről nevezték el. A Német Intézet található benne. Tiziano évekig dolgozott itt.
- Palazzo Bernardo: gótikus homlokzata 1442-ből származik.
- Palazzo Donà della Madonetta: nevét homlokzatán elhelyezett Máriát a gyermekkel ábrázoló domborművéről kapta. Különösen szép homlokzati kiképzése.
- Palazzo Tiepolo Papadopoli: reneszánsz stílusban készült az 1560-as években, Gian Giacomo Grigi készítette. Közvetlenül mellette juthatunk a Rialto hídra.
- Palazzo Camerlenghi: gazdag díszítésű reneszánsz palota. 1525-1528 között Guglielmo Bergamasco építette.
- Palazzo Corner della Regina: a Ca' d'Oróval szemben emelkedik, a 18. századból származik. Domenico Rossi műve.
- Pesaro-palota (Ca' Pesaro): Baldassare Longhena által tervezett barokk stílusú palotaépület, 1679–1710 között készült el. Tulajdonosai Tiziano mecénásai voltak. Antonio Gaspari fejezte be. Ma Modern Művészeti Galéria.
- San Eustachio-templom: 18. századi, nem túlságosan látványos templom.
- Palazzo Foscarini Giovanelli:
- Fondaco dei Turchi: a török kereskedők egykori székháza a 12. században épült fel, a 19. században restaurálták és építették át teljesen. Természettudományi Múzeum működik az épületben.
- San Simeone Piccolo-templom: az utolsó bal parti épület.

##### A jobb parton
- Palazzo Giustiniani: 15. századi reneszánsz palota.
- Palazzo Emo-Treves: 17. században emelt épület Canova két neves szobrával (Hektórt és Aiaxot ábrázolják).
- Palazzo Contarini-Fasan: a mór utánzatú velencei késő gótikus építészet gyöngye a 15. századból.
- Casa Ferro: 14. századból származó palota.
- Palazzo Fini: az előbbivel együtt, ma hotelként működik.
- Palazzo Gritti: csúcsíves gótikus épület, ugyancsak hotel.
- Palazzo Corner della Ca’ Granda(wd): Veneto tartomány tanácsának székhelye, a régió központi épülete. Sansovino készítette 1537-ben, klasszikus tagolású homlokzattal.
- Barbaro-paloták: velencei gótikus épületek, homlokzatukon a dózsesüveggel.
- Palazzo Cavalli: Franchetti báró restauráltatta a 19. században.
- Akadémiai Képtár (Gallerie dell’Accademia): a Scuola della Carità épületében – 1357-ben emelték – foglal helyet az Akadémia galériája. Maga a palota barokk homlokzatú. Bent Giovanni Bellini, Tiziano, Tintoretto, Veronese és más velencei mesterek alkotásaiban gyönyörködhet a látogató.
- Palazzo Grassi: A Grassi család részére emelte Giorgio Massari. Termeit belső udvar köré rendezte.
- Palazzo Giustiniani-Lolin: 17. században keletkezett alkotás, Baldassare Longhena építette.
- Casa Falieri: kis gótikus lakóház.
- Casa Duca: a milánói Sforza család kezdte meg építtetését, ami félbemaradt.
- Palazzo Malipiero: reneszánsz mestermű.
- Palazzo Contarini delle Figure: 1504-ben született, hatalmas reneszánsz homlokzattal rendelkező építmény a csatorna mentén, bent Tiepolo festményeivel.
- Mocenigo-paloták: négy épület együttese, szintén dózsesüveggel ellátva.
- Palazzo Corner Spinelli: Mauro Codussi 1490–1510 között építette, a velencei reneszánsz szép példája. Várszerű hatása van.
- Palazzo Tron: csúcsíves gótikus palota.
- Palazzo Grimani a Santa Maria Formosa: Az egész Canal Grande egyik legnagyobb reneszánsz épülete. Sanmicheli tervezte, és Giangiacomo dei Grigi emelte. A fellebbviteli bíróság rezidenciája.
- Palazzo Dandolo Farsetti: a városháza termei vannak benne, a 19. században restaurálták.
- Loredan-palota: a városháza termei vannak benne, gótikus előteteje előtt az Igazság szobra magasodik. Homlokzatán a Corner család címere látható.
- Palazzo Bembo: Pietro Bembo feltételezett szülőhelye, a neves humanista itt is lakott a 16. század elején.
- Fondaco dei Tedeschi: a Canal Grande legfontosabb kereskedelmi centruma. Korábban a velenceiektől külföldi kereskedők bérelték, a német kalmárok központja volt. 1508-ban Giorgo Spavento és Antonio Abbondi építette. Az épület ma a Főposta.
- Ca' da Mosto: veneto–bizánci stílusú ház a 13. században, Alvise da Mosto szülőhelye. Ő fedezte fel a Zöld-foki-szigeteket.
- Palazzo Michiel dalle Colonne: magas, oszlopos portikuszos palota
- Ca’ d’Oro: Velence legszebbnek és legtipikusabbnak tartott gótikus palotája, keleties hatásokkal. Mario Contarini prokurátor számára épült 1420–1434 között. Matteo Raverti és a Bon testvérek munkája. A Giorgo Franchetti Galéria működik benn.
- Palazzo Fontana: 16. századi palota, XIII. Kelemen szülőhelye.
- Ca' Vendramin Calergi: kora reneszánsz épület 1481-ből, Coducci és Lombardo műve, ma kaszinó. A legszebb paloták egyike. Ebben a házban halt meg Richard Wagner, 1883-ban.
- Canareggio-csatorna: Velence második legnagyobb csatornája, a Canal Grandéről ágazik ki a Campiello del Remer után.
- Scalzi-templom: barokk templom, Giuseppe Sardi emelte.
- Santa Lucia-pályaudvar: 1955-ben készült el, modern épület, az olasz államvasutak tulajdona. Innen a Piazzale Roma felé vezet az út tovább a Canal Grandén. A térre vezet be a szárazföldet Velencével összekötő híd.

##### Hídjai

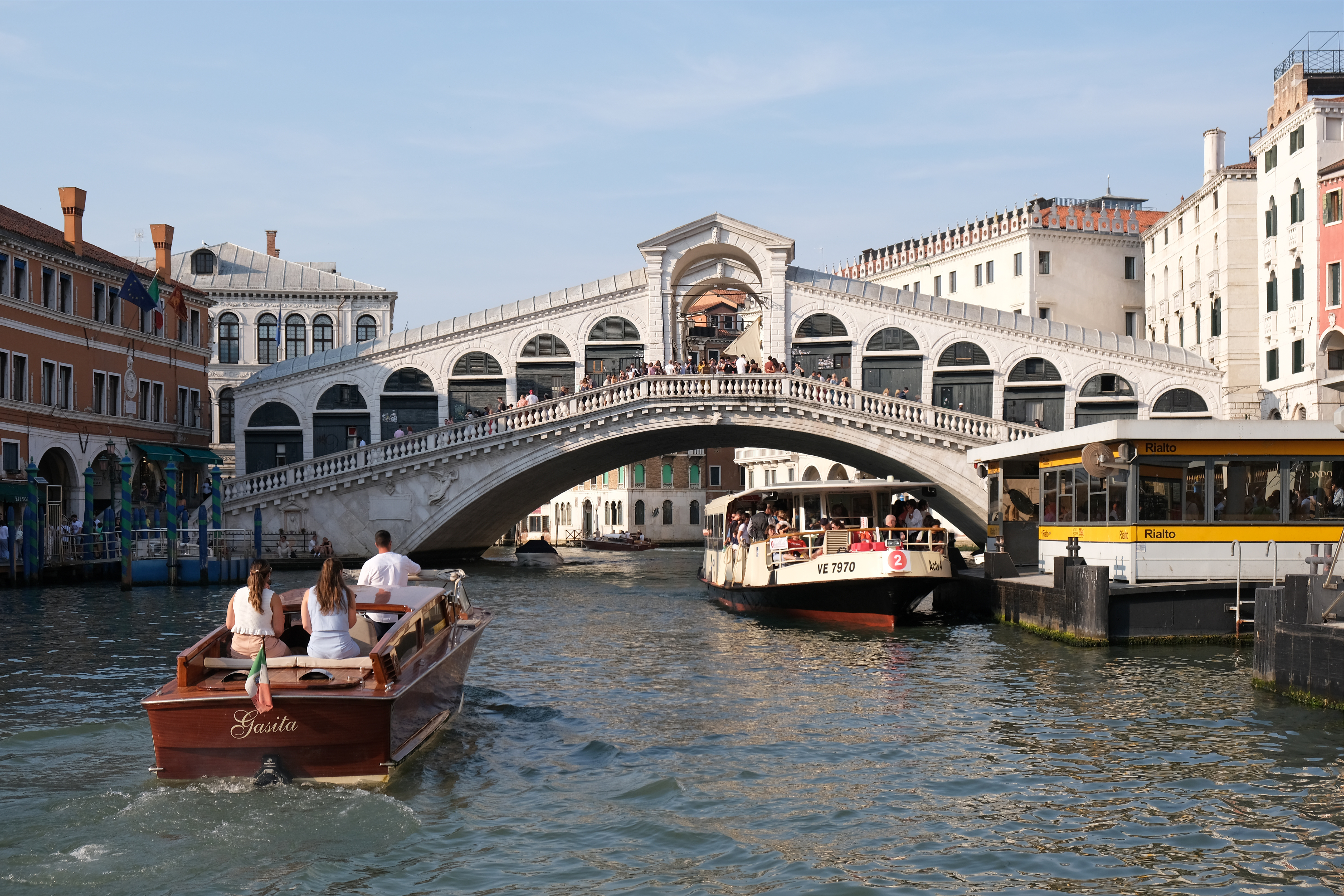
A Rialto hídja

- Rialto híd (Ponte di Rialto): 1588–1592 között emelték, Velence legrégebbi hídja a csatorna felett. Már építése óta kereskedelmi központként működik. Méretei: íve 44 m, magassága 7,5 m, szélessége 22 m, alapzata 12 000 cölöp. Fesztávolsága 27,2 m.
- Akadémiai híd (Ponte dell'Accademia): a Canal Grandén átívelő híd közvetlenül az Accademia képtárához vezet. A 19. században készült.
- Scalzi híd (Ponte degli Scalzi): márványból épült új híd a pályaudvar előtt.
- Alkotmány híd (Ponte della Costituzione): 2008-ban felavatott, posztmodern stílusú híd a Piazzale Roma és a pályaudvar között.
- Csöcsök hídja (Ponte delle Tette): a Rialto piac mögötti városrészben található. A nevét a középkorban kapta a város egykori piroslámpás negyedében lévő híd. A prostitúciót egykor jogszerűen űzték a nők, és meztelen keblekkel kellett járniuk, megkülönböztetendő magukat a női ruhában sétálgató homoszexuális férfiaktól, akiknek viszont semmi keresnivalójuk nem volt a hídon és környékén.[7]

#### További látnivalói

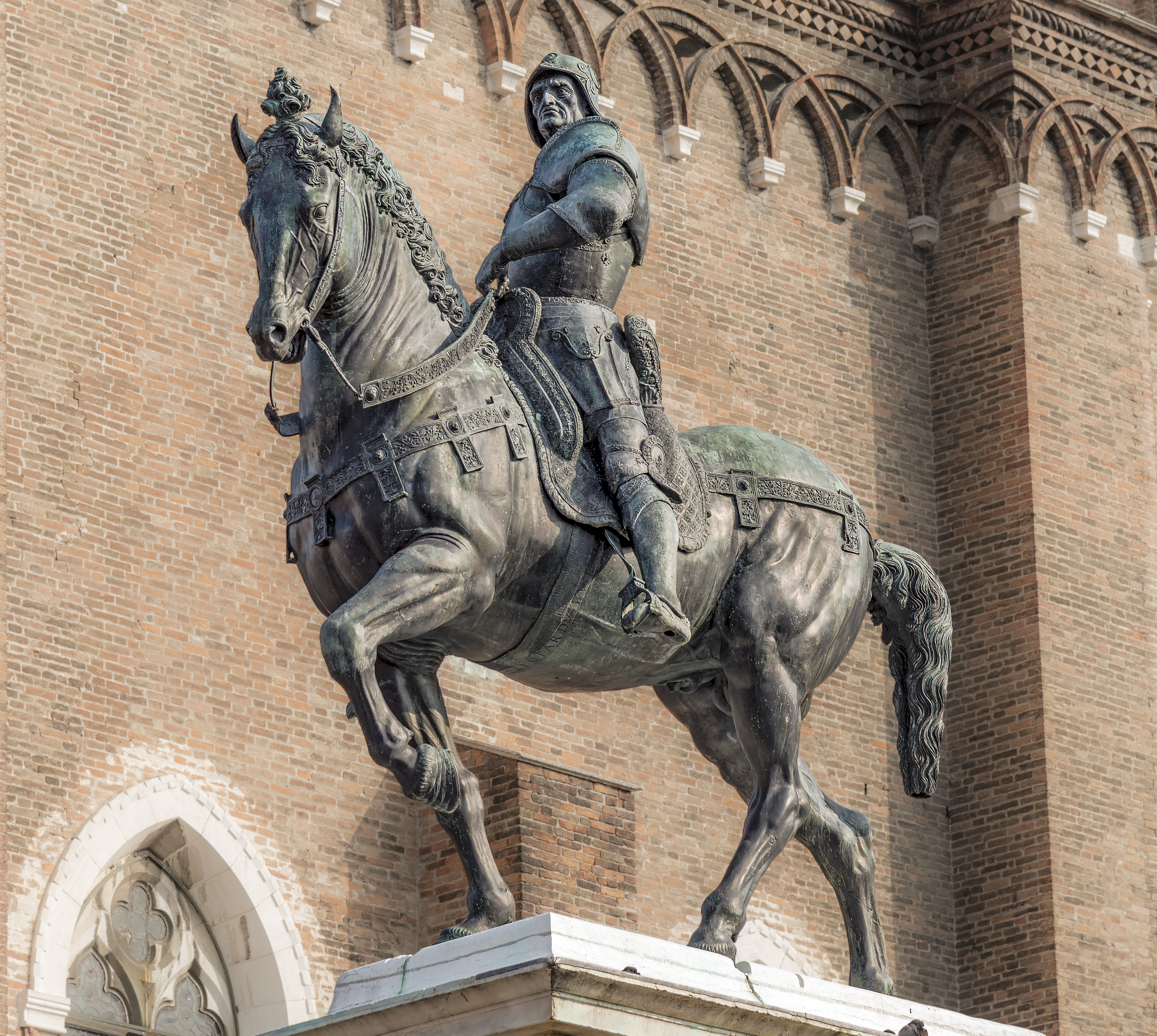
Colleoni lovasszobra a Santi Giovanni e Paolo-templom előtt

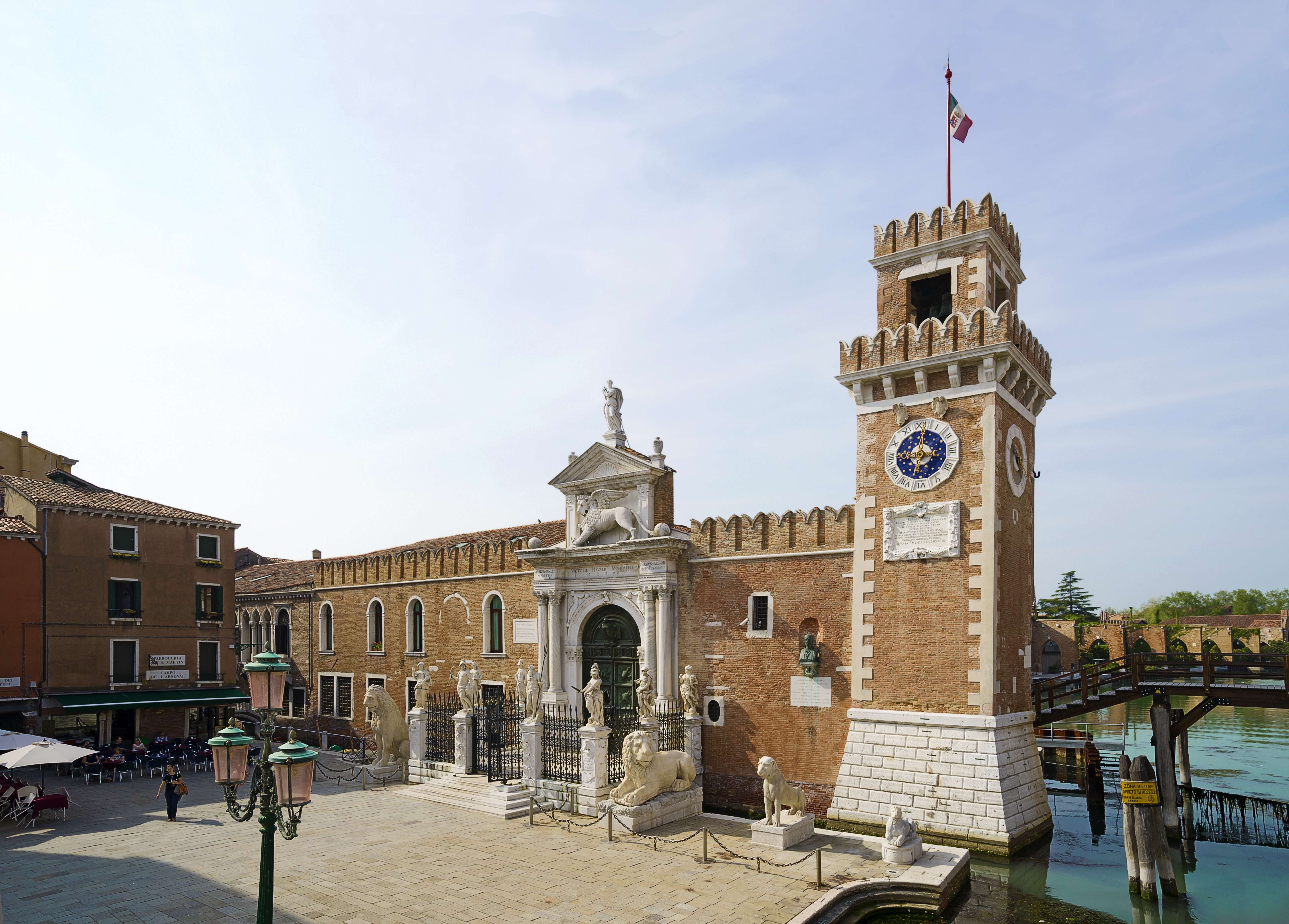
Arzenál (Hajógyár)

- Frari templom (Santa Maria Gloriosa dei Frari) : Szűz Mária Mennybemenetelének temploma jelentős Tiziano festményekkel, szobrokkal és Canova síremlékével.
- Santi Giovanni e Paolo: Velence legszebb gótikus téglatemploma, 1246-ban kezdték építeni. 1430-ban szentelték föl.
- Előtte Bartolomeo Colleoni (1400–1475) hadvezér lovasszobra, Verrocchio világhírű alkotása. Halála után Alessandro Leopardi fejezte be. Colleoni a Köztársaságra hagyott öröksége fejében kikötötte, hogy lovasszobrot emeljenek tiszteletére. Az egyik legszebb reneszánsz szoborként ismeri a képzőművészet.
- Scuola Grande di San Marco: A templom mellett álló épület. Pietro Lombardo, Giovanni Buora és Mauro Codussi munkája. Ma városi kórházként működik.
- Arzenál (Arsenale di Venezia): fegyvermúzeum és kiállítóterem a lagúna partján, a Biennálé-kertekhez vezető út mentén. 1104-ben építették és a 14–16. században bővítették ki. 32 hektárnyi területen fekszik. Az épület szerepelt Dante Isteni színjátékának Pokol című fejezetében.
- Teatro La Fenice: Olaszország egyik legjelentősebbként ismert, nemzetközi hírnevű operaháza, amely pár éve (másodszor is) tűzeset áldozata lett. Neoklasszicista épület 1792-ből. 2003-ban hatalmas költséggel újjáépítették.
- Gettó: (Öntöde) 1516-ban a Nagytanács megengedte a zsidóknak, hogy letelepedjenek e városrészben, öt legnagyobb zsinagógája ma is áll. A gettó elnevezés innen terjedt el.

### Zene
A város hosszú ideig a zenei élet rangos képviselőinek otthona volt, miután Ottaviano Petrucci találmánya nyomán a 16. század elején a városban létesültek Európa első kottanyomdái. A velencei kereskedelmi és politikai hatalom 17. századi hanyatlásával még inkább előtérbe került a luxus és szórakoztató-kulturális tevékenység, itt került színre az egyik első opera, Claudio Monteverdi (1567–1643) Proserpina elrablása (Proserpina Rapita) című műve. A város leghíresebb zeneszerzője kétségkívül az olasz barokk kimagasló egyénisége, Antonio Vivaldi (1678–1741) volt. Sok neves zeneszerző mutatta be első darabját a ma is jelentős Gran Teatro La Fenice operaházban, például Giuseppe Verdi (1813–1901), Gioachino Rossini (1792–1868) vagy Igor Stravinsky (1882–1971). Az idős Richard Wagner élete utolsó évét Velencében töltötte, 1883 februárjában gondolája fedélzetén érte a halál.
A város ma is hű zenei hagyományaihoz, ezt azonban árnyalja a sok kommersz, turisztikai jellegű esemény, például a Canal Grandén éjszakánként végighajózó szerenád (szalonzenekar).

### Filmművészet
Velence 1932-ben vált a Nemzetközi Filmfesztiválok (Mostra del Cinema) egyik fővárosává. Az első filmművészeti seregszemlét augusztus 6–21. között tartották a Hotel Excelsior teraszán. 1935-től már évente bemutatták az újdonságokat, az első itt megismertetett művek között üdvözölhette a közönség Clarence Brown Anna Karenina, Luis Trenker Kalifornia császára (Der Kaiser von Kalifornien), vagy Julien Duvivier Carnet du bal, illetve Leni Riefenstahl Olimpia (Olympia, 1936) című filmjeit.
1937. augusztus 10-én felavatták a Lidón a Filmpalota épületét és a sziget a fesztiválok állandó színterévé vált. Egy évvel később már az újonnan felépült Palazzo del Casinò is a filmbemutatókat megtekintő vendégsereg rendelkezésére állt.

## A lagúnák szigetei

### Az Északi-lagúna szigetei

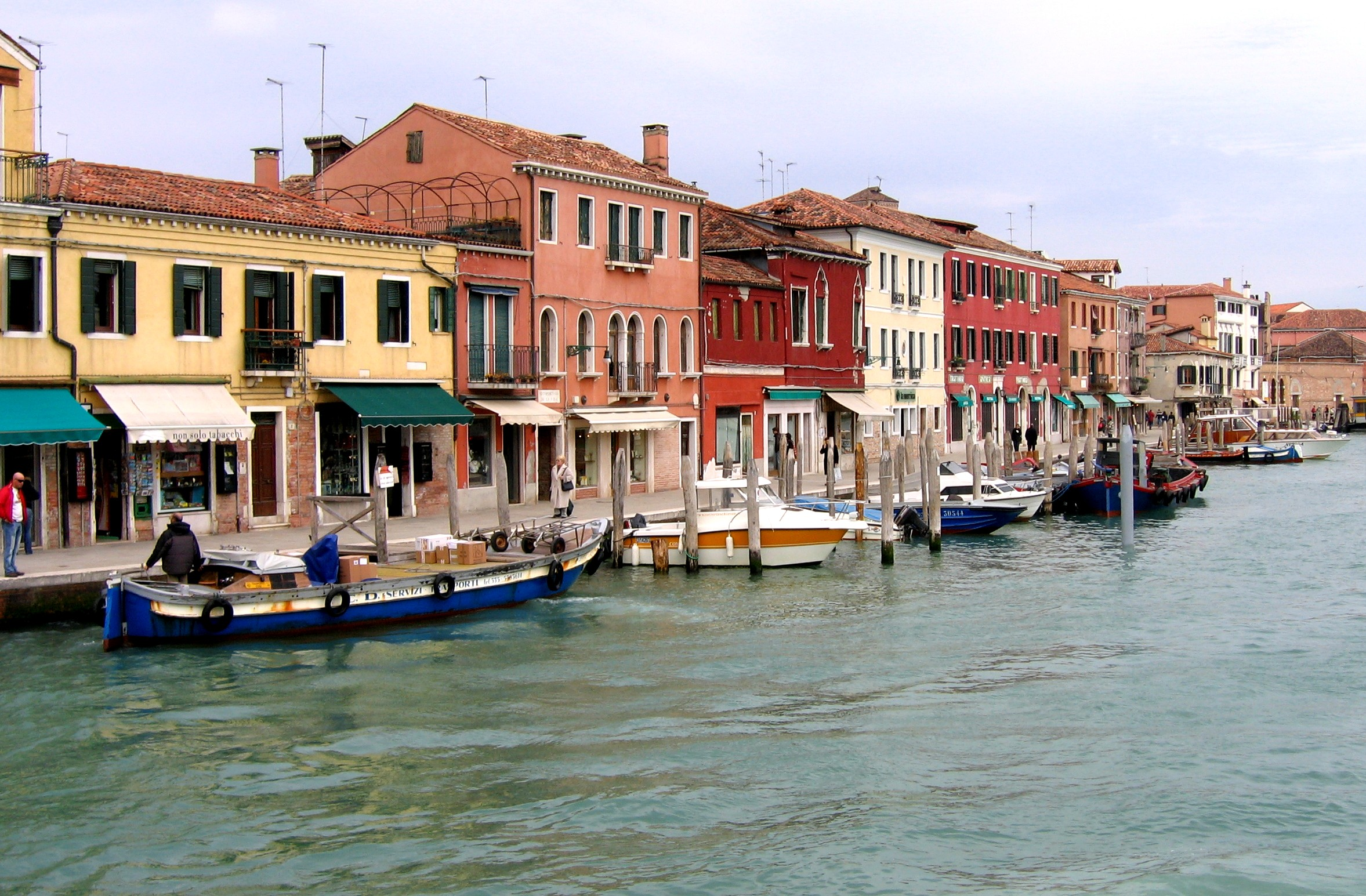
Murano utcaképe

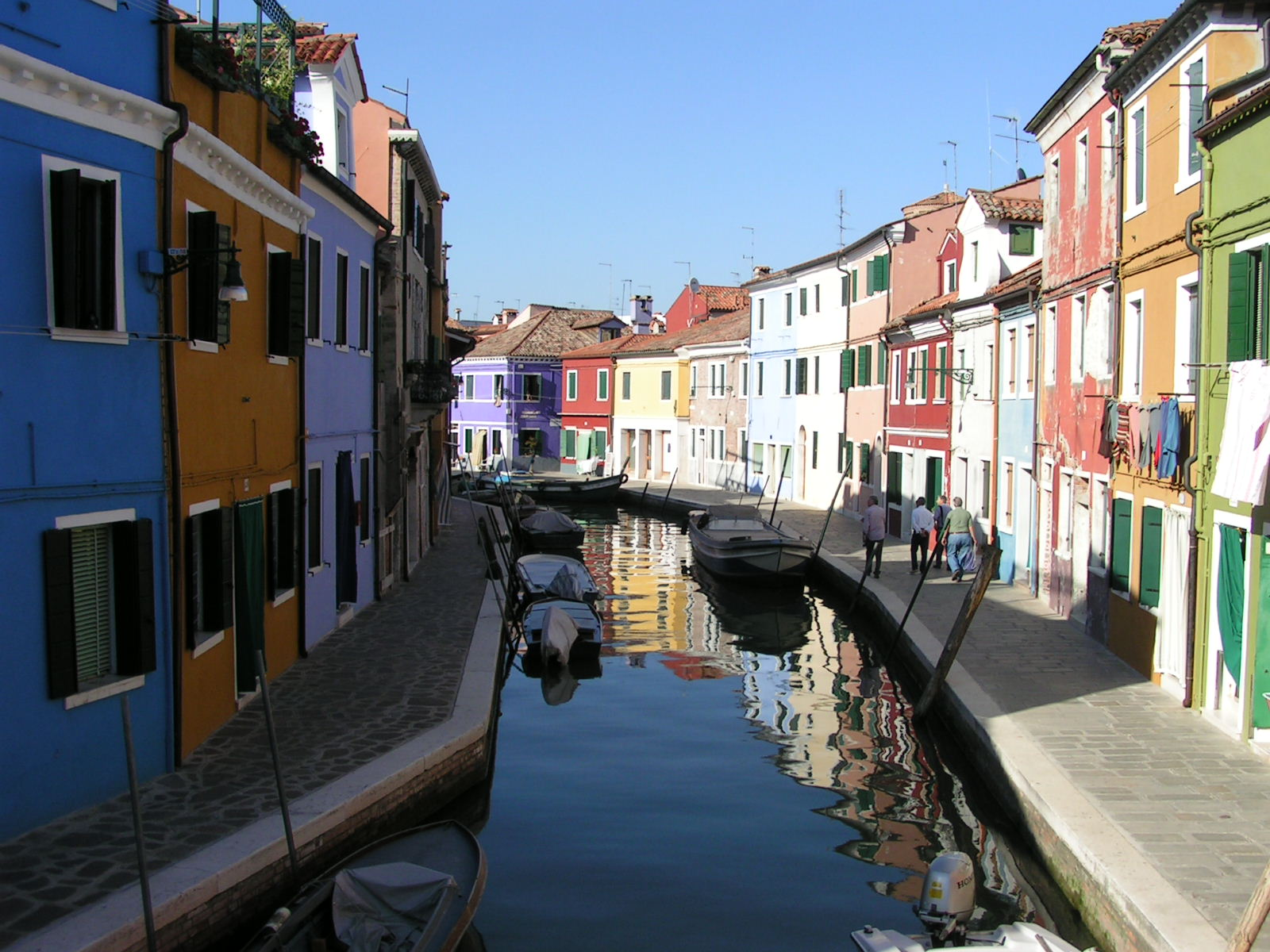
Burano utcaképe

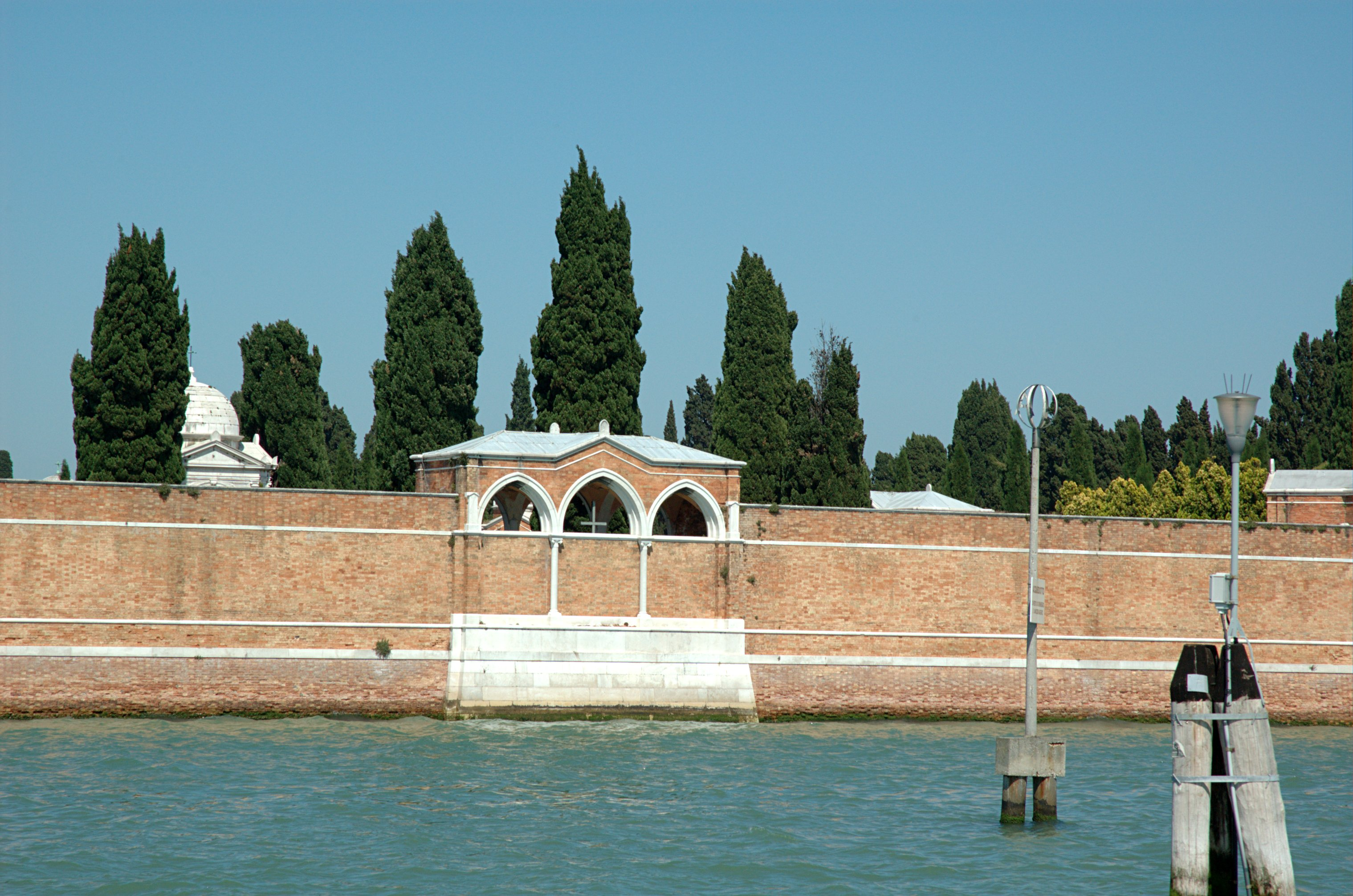
San Michele-temetősziget

- Lido di Venezia: a legnagyobb, hosszan elnyúló sziget a város partja előtt, 18 000 lakossal; nevét a világon számos fürdőhely átvette. A 19. század elején Európa divatos üdülőhelyeként ismerték.
- San Giorgio Maggiore-sziget: A szigetet a San Giorgio Maggiore-templom és bencés kolostor uralja, Velence egyik leglátványosabb temploma. Reneszánsz alkotás, építői: Andrea Palladio (1508–1580) és Baldassare Longhena (1598–1682).
- San Michele-sziget: Velence temetője. Itt áll a San Michele di Isola reneszánsz temploma.
- Murano: másfél kilométerre terül el Velencétől, maga is öt apró sziget összeépüléséből keletkezett. 1292 óta a velencei üveggyártás központja, különösen a 16. században élte virágkorát e tevékenységnek köszönhetően. 1861 óta a Museo Vetrario mutatja be az üveggyártás történetét.
- Burano: apró halászfalucska 5000 fős lakossággal, látnivalója a San Martino plébániatemplom. Hajdan a velencei csipkegyártás központjaként működött. Iskolájában ma is tanítják a csipkeverés technikáját.
- Torcello: már csak néhány tucat ház emelkedik e hangulatos, régies atmoszférát sugárzó szigeten. A 15. században iszaposodott el partja, s lakói a mocsárláz miatt elmenekültek innen. Néhány fennmaradt építészeti emléke a Santa Maria dell'Assunta-katedrális, a Palazzo del Consiglio, a Santa Fosca-templom és a Palazzo dell'Archivo.
- Sant’Erasmo-sziget: a 19. század végétől katonai területként működött, majd 1975-ben kiürítették.
- San Francesco del Deserto-sziget: a lagúna déli részén terül el, Burano közelében. Ma csupán két kolostor áll itt.
- Lazzaretto Vecchio-sziget: a 12. századi zarándokpihenőhelyre 1434-ben pestiskórházat emeltek a köztársaság rendeletére. Ma lakatlan.
- Le Vignole-sziget: főleg mezőgazdasági területként működik.
- La Certosa-sziget: robbanószergyár volt egykor e szigeten, ma nyilvános park.
- Sant’Elena
- Lazzaretto Nuovo-sziget
- San Giacomo in Paludo-sziget

### A Déli-lagúna szigetei

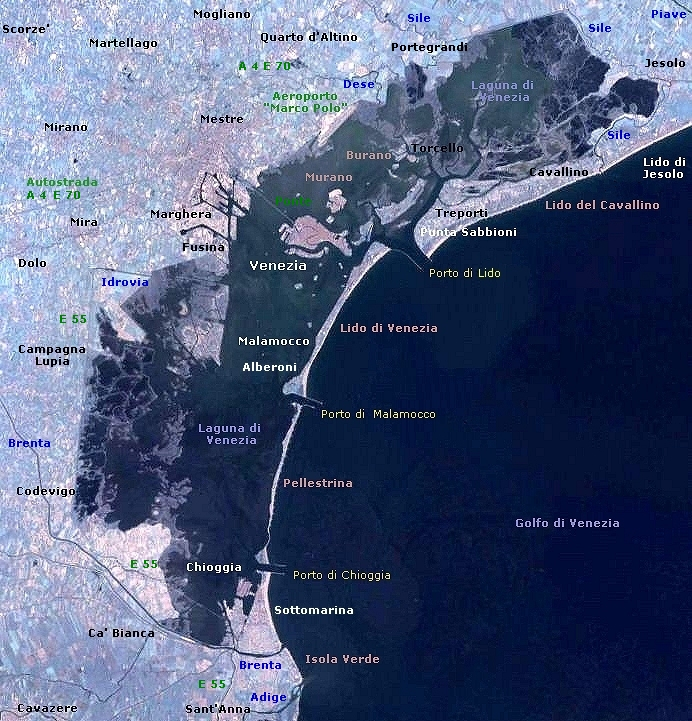
A Velencei-lagúna szigetei

- San Servolo-sziget: 1980 óta az Európa Tanács egy alapítványa kézműves restaurátorokat képez a szigeten.
- San Lazzaro degli Armeni: a Lido szomszédságában fekszik, az 1180-as évektől lepratelep volt, 1717-től örmény katolikus szerzetesek lakják.
- Portosecco
- Pellestrina: Lido di Venezia szigetétől déli irányban, 10 km hosszan elnyúló földsáv, melynek lakossága közel 3000 fő.
- San Giorgio in Alga: lakatlan, egykori kolostorsziget, melyet később börtönként használtak. A második világháborúban német katonai búvárokat kiképző titkos központ működött rajta.
- Oasis Ca'Roman
- Poveglia

## Kultúra
Velence a mai napig a kultúra egyik fellegvára Olaszországban. Erről rendezvényei, ünnepei, múzeumai, kiállításai, színházai, balett-, opera- és hangversenyprogramjai, fesztiváljai tanúskodnak.

### Hagyományos ünnepek

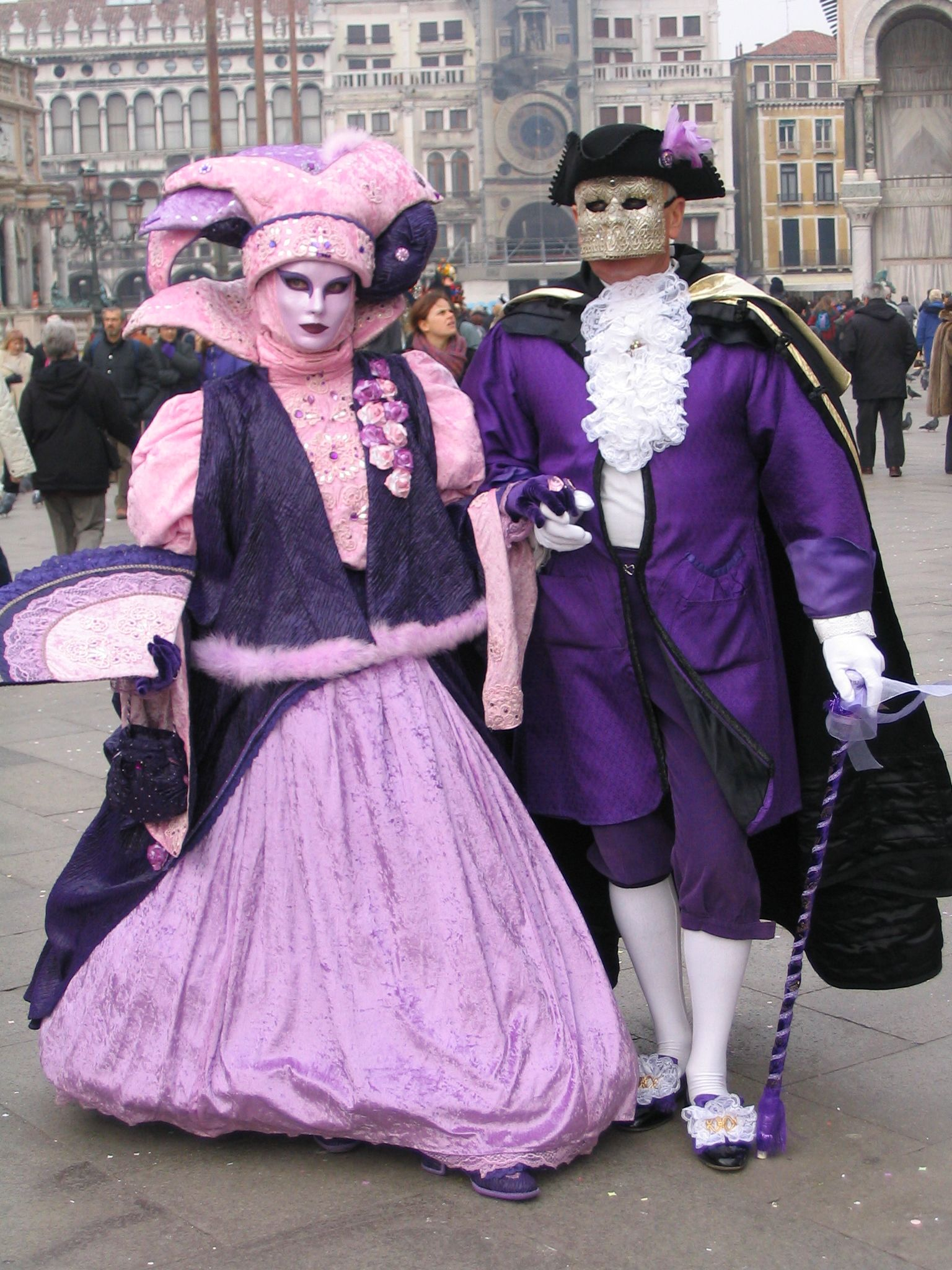
Jellegzetes karneváli jelmezek

- Velencei karnevál: évente megrendezett télbúcsúztató rendezvénysorozat a városban.
- Vogalonga: Pünkösd vasárnapján megrendezett ünnep. 32 km útvonalat kell végigevezni a jelentkezőknek a csatornákon, bármely méretű és típusú csónak vagy hajó részt vehet a látványos felvonuláson.
- Festa del Redentore: július harmadik szombatján és vasárnapján zajló ünnep. Résztvevői csónakhidat építenek a Giudecca csatornán illetve pompás tűzijátékkal kísért éjszakai virrasztást tartanak.
- Regata Storica: szeptember első vasárnapjának ünnepe. Különleges, gazdagon díszített csónakok felvonulásával kezdődik a Canal Grande csatornán. Ezt követi a kétevezős gondolák versenye.
- Festa della Sensa: áldozócsütörtök utáni vasárnapon tartják. A Köztársaság kezdete óta azzal ünnepelték, hogy a dózse Velence és a tenger házasságának jelképeként a San Nicolò Lídónál a Bucintoró nevű díszes hajóról a tengerbe vetett egy gyűrűt. Napjainkban a polgármester, a pátriárka és más velencei tisztségviselők követik ezt a hagyományt.

### Kulturális rendezvények

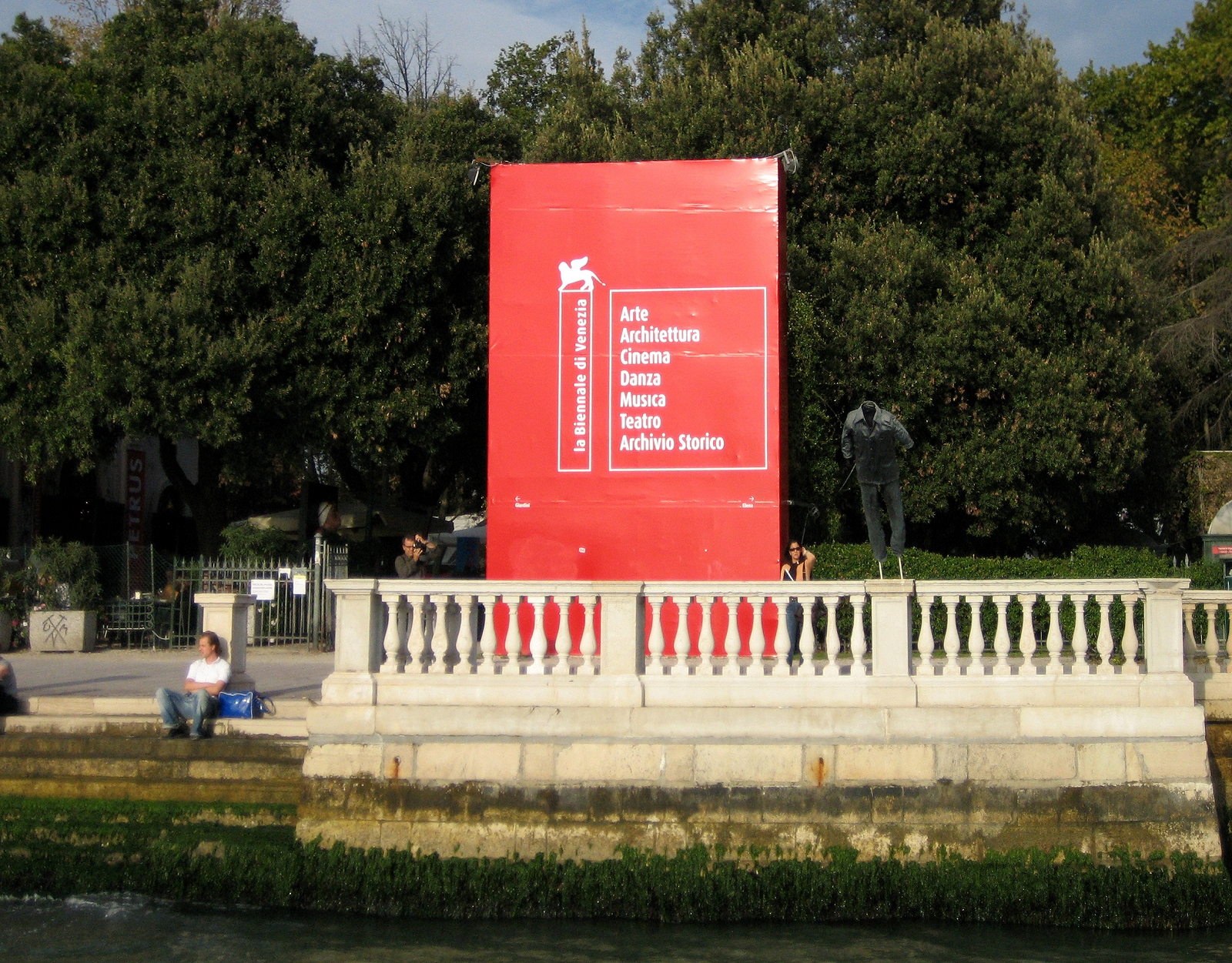
A Biennálé-kertek bejárata

A Biennálé Alapítványa (Fondazione della Biennale) rendezi a Velencei Nemzetközi Művészeti Kiállítást (Esposizione Internazionale d'Arte), mely 1895 óta kétévente tekinthető meg és 1932 óta Velencei Nemzetközi Filmfesztivált (Mostra Internazionale d'Arte Cinematografica), mely előbb kétévente, majd minden esztendőben jelentkezett modern filmbemutatóival.
További rangos eseményt jelent a szintén általuk szervezett Velencei Építészeti Biennálé (Mostra Internazionale di Achitettura), a Zenei Fesztivál (Festival della Musica), a Táncfesztivál (Festival della Danza) illetve a Színházfesztivál (Festival del Teatro).

### Kulturális intézmények

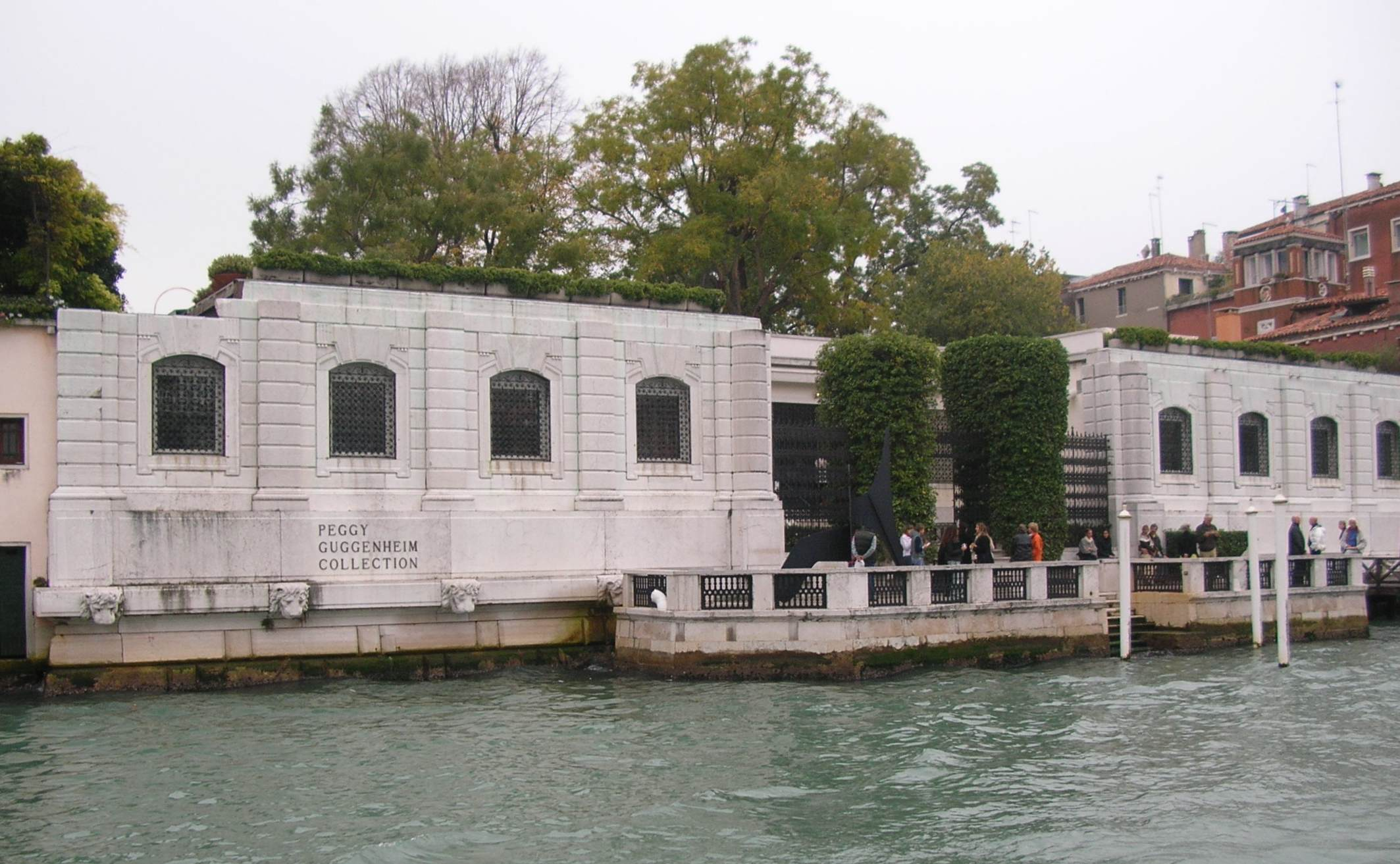
Peggy Guggenheim Gyűjtemény

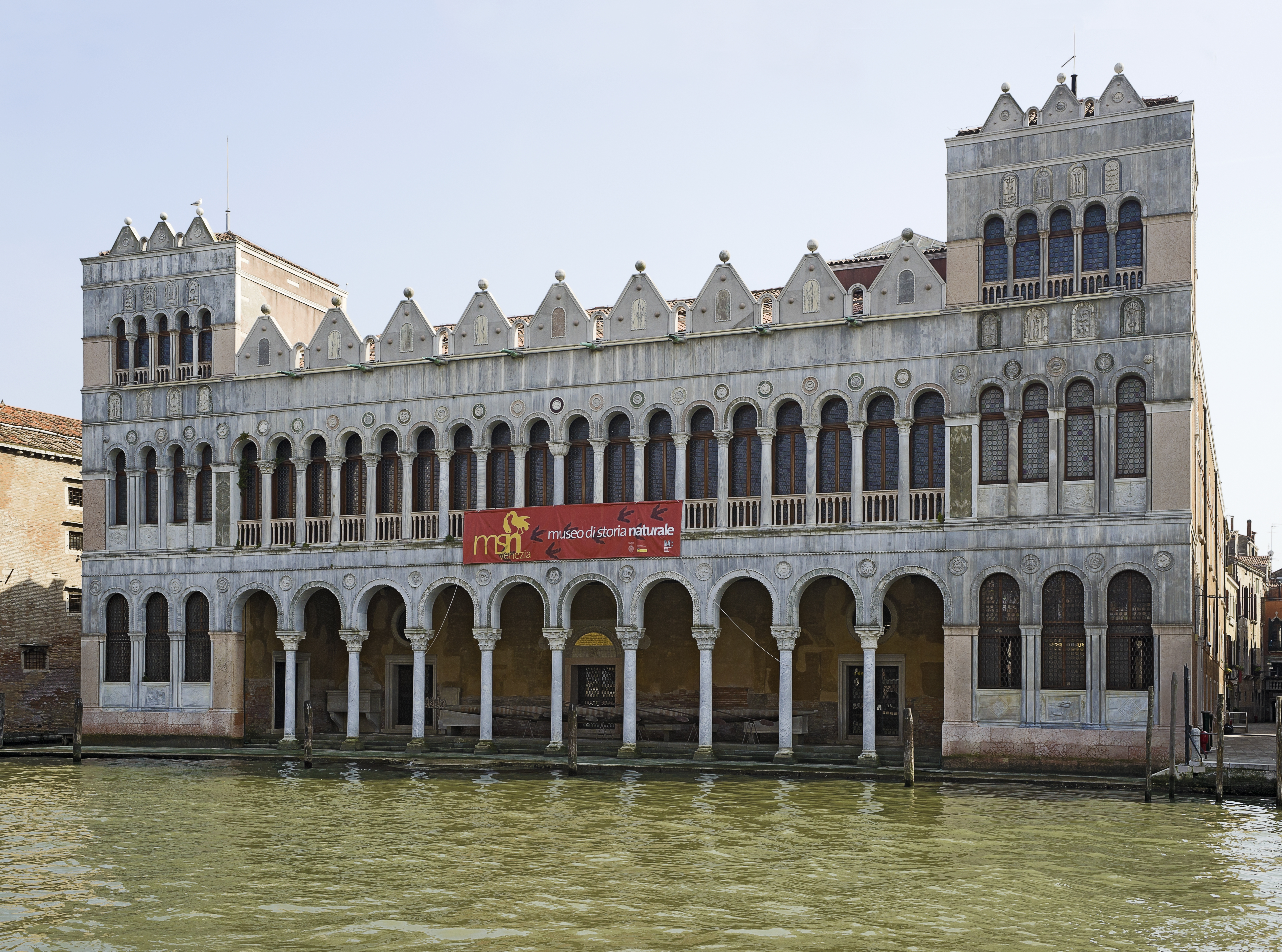
Természettudományi Múzeum (egykor a Török Kereskedők Háza)

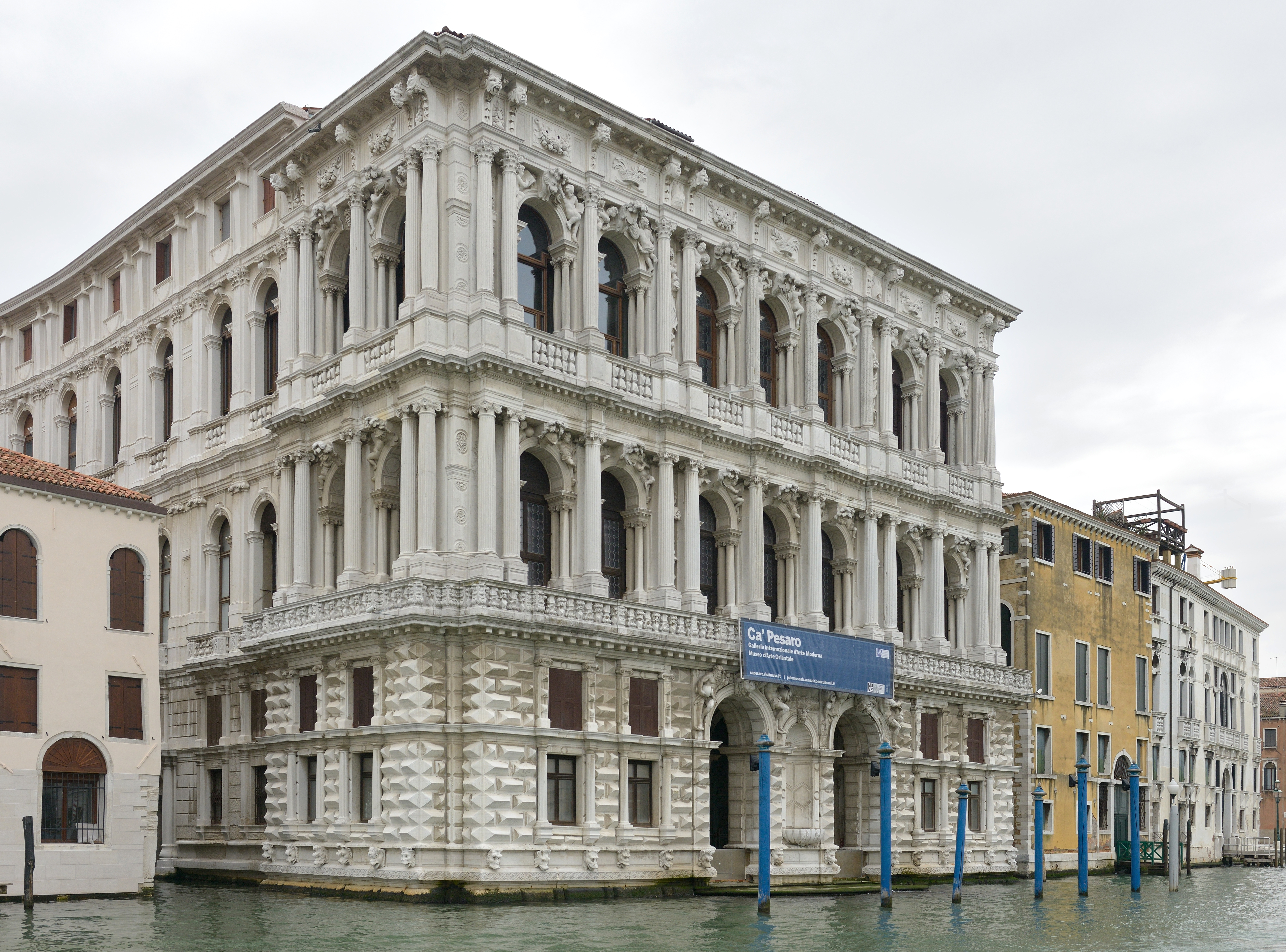
Nemzetközi Modern Művészeti Galéria (Ca' Pesaro)

#### Múzeumok, állandó kiállítások
- Akademiai Képtár (Velence) (Gallerie dell’Accademia): a Scuola della Caritá épületében (1357) foglal helyet az Akadémia galériája. Maga a palota barokk homlokzatú. Bent Giovanni Bellini, Tiziano, Tintoretto, Veronese és más velencei mesterek pompás alkotásaiban gyönyörködhet a látogató, emellett itt őrzik a Leonardo da Vinci által készített világhírű Vitruvius-tanulmányt is.
- Gettómúzeum (Museo del Ghetto)
- Palazzo Grassi
- Peggy Guggenheim-gyűjtemény (Collezione di Peggy Guggenheim, Peggy Guggenheim Collection)
- Querini Stampalia
- Szent Márk Nemzeti Könyvtár (Biblioteca Nazionale Marciana)
- Goldoni Háza (Casa Goldoni, Palazzo Centano)
- Giorgio Franchetti Galéria (Galleria Giorgio Franchetti alla Ca' d'Oro)
- Nemzetközi Modern Művészeti Galéria (Ca' Pesaro, Galleria internazionale d'arte Moderna di Venezia)
- Palazzo Cini Galéria (Galleria di Palazzo Cini)
- Muranói Üvegmúzeum (Museo del Vetro di Murano)
- Természettudományi Múzeum (Museo di Storia Naturale di Venezia)
- Correr Múzeum (Museo Correr)
- AZ Erotika Művészetének Múzeuma (Museo d'Arte Erotica di Venezia)
- Keleti Művészetek Múzeuma (Ca' Pesaro, Museo d'Arte Orientale)
- Buranói Csipkemúzeum (Museo del Merletto di Burano)
- Velencei Settecento Múzeuma (Ca’ Rezzonico, Museo del Settecento veneziano)
- Hellén Intézet Múzeuma (Museo dell'Istituto Ellenico)
- Museo della Scuola Dalmata dei SS. Giorgio e Trifone
- Torcellói Múzeum (Museo di Torcello)
- Museo Diocesano di Arte sacra di Venezia
- Marciano Múzeum (Museo Marciano)
- Museo parrocchiale San Pietro Martire
- Tengerészeti Múzeum (Museo Storico Navale di Venezia)
- Palazzo Fortuny
- S. Lazzaro degli Armeni Képtára és Múzeuma (Pinacoteca e Museo di S. Lazzaro degli Armeni)
- Manferdini Képtár (Pinacoteca Manfrediniana)
- Scuola Grande di San Rocco di Venezia
- Scuola Grande dei Carmini
- Scuola Grande di San Giovanni Evangelista
- Scuola Grande di San Marco

#### Színházak

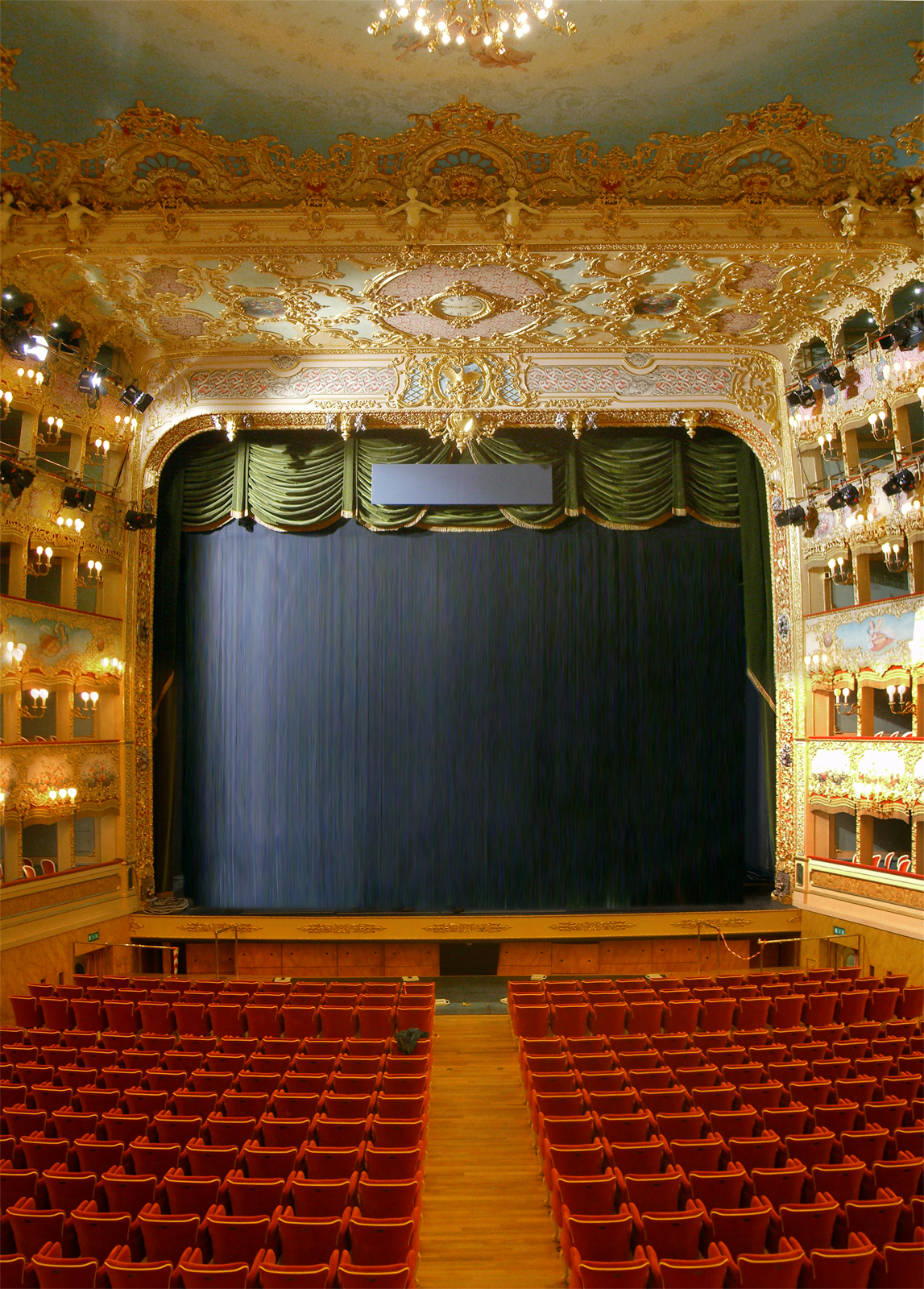
Gran Teatro La Fenice

- La Fenice Színház (Teatro La Fenice): az egyik legnevesebb operaház Olaszországban, balett- és operarendezvények számára.
- Malibran Színház (Teatro Malibran): balett-, hangverseny-, és operaelőadások láthatók itt.
- Goldoni Színház (Teatro Goldoni): prózai darabokat játszanak a színházban.
- L'Avoragia Színház (Teatro L'Avoragia): prózai jellegű műsor látható.
- Del Ridotto Színház (Teatro del Ridotto): ugyancsak prózai darabok kerülnek színre az épületben.

#### Könyvtárak
- A Correr Múzeum Könyvtára (Biblioteca del Museo Correr)
- A Ca' Pesaro Könyvtára (Biblioteca di Ca' Pesaro)
- A Goldoni Színház Könyvtára (Biblioteca di Studi Teatrali di Casa Goldoni)
- A Mocenigo-palota Könyvtára (Biblioteca di Palazzo Mocenigo)
- A Természettudományi Múzeum Könyvtára (Biblioteca del Museo di Storia Naturale)
- A Querini Stampalia Alapítvány Könyvtára (Biblioteca della Fondazione Querini Stampalia)

#### Oktatási intézmények
Velencében négy egyetem működik:
- Università degli studi „Ca' Foscari” di Venezia – gazdasági, idegennyelvi és irodalmi, filozófiai, kulturális örökség, matematikai és fizikai illetve természettudományi (molekuláris és nanorendszerek), ázsiai és Afrika földközi-tengeri része stúdiumok
- Università IUAV di Venezia – építészeti, urbanisztikai, művészeti és design stúdiumok
- Velencei Szépművészeti Akadémia (Accademia di Belle Arti di Venezia – vizuális művészetek oktatása
- Velencei Nemzetközi Egyetem (Venice International University)

## Gazdaság

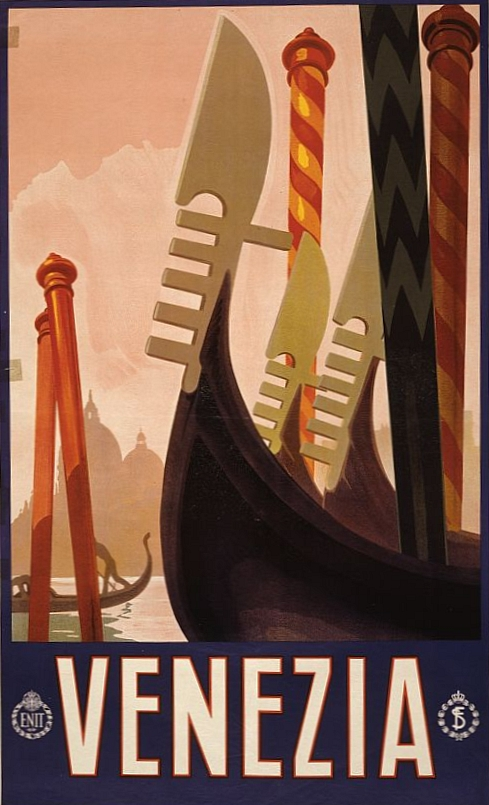
Velence turisztikai kiadványa 1920-ból

A város főként idegenforgalmából él. A turizmushoz kapcsolódik az üveg-, csipke- és textilgyártás is, mely a helyi munkaerőt foglalkoztatja. E hagyományos ipari ágazatok központja Murano illetve Burano szigetei évszázadok óta.
A szárazföldi részén levő Mestre és Marghera elővárosokban települt a petrolkémiai, alumínium- és hajóipar. Marghera kikötőjének ma már jelentősebb a forgalma, mint magának Velencének.

## Közlekedés

### Megközelítési lehetőségek
Így újra meglátta a bámulatos kikötőhelyet, fantasztikus építmények e káprázatos kompozícióját, amelyet közeledő hajósok megilletődött pillantása elé tárt a Respublica: a palota könnyed nagyszerűségét és a Sóhajok hídját, a parti oszlopokat oroszlánnal és szenttel, a mesetemplom pompázatosan kiugró oldalszárnyát, a kapualjra s a gigászi órára nyíló kilátást, és szemlélődése közben arra gondolt, hogy szárazföldön, a pályaudvaron érkezni Velencébe annyi, mint egy palotába a hátsó kapun át lépni, és hogy nem volna szabad másképpen jönni ebbe a hihetetlennél hihetetlenebb városba, mint ahogy most ő: hajón, a nyílt tenger felől. (Thomas Mann: Halál Velencében, Lányi Viktor fordítása, Kner, Gyoma, 1922)
A 19. század elején egy csak gyalogosok által használható töltésutat építettek a városból a szárazföldre, ennek nyomvonalán aztán vasút és autóút is épült.
Velence repülővel, vasúton, közúton és vízi úton egyaránt elérhető.

### Légikikötői
- Marco Polo Nemzetközi Repülőtér (Tessera / VCE): 9 km-re helyezkedik el a belvárostól. A repteret 1987 óta a SAVE társaság üzemelteti, közvetlen összeköttetést jelent a világ számos nagyvárosával. Elsősorban a hagyományos, nem fapados légitársaságok használják; a MALÉV megszűnése óta Budapestről közvetlen járat nincs oda. Bejutás a Tessera repülőtérről a Piazzale Romára menetrend szerinti autóbuszokkal, illetve az Alilaguna cég gyorshajóival vagy privát vízitaxikkal lehetséges.
- Antonio Canova Nemzetközi Repülőtér (Treviso / TSF): kb. 40 km-re helyezkedik el a belvárostól. Elsősorban "fapados" (low-cost) légitársaságok kiszolgálására szakosodott repülőtér, amelyet 2011-ben felújítottak és korszerű navigációs berendezésekkel láttak el. Budapestről jelenleg csak erre repülőtérre lehet közvetlenül eljutni a venetói régióban. Bejutás a repülőtérről a Piazzale Romára a gépek érkezéséhez igazított indulású távolsági autóbusz-járatokkal lehetséges (menetidő kb. 50 perc). Alternatívaként városi autóbusszal a trevisói vasútállomásig utazva és a Trenitalia onnan induló elővárosi vonataira átszállva juthatunk be a csatornaparti Santa Lucia pályaudvarra.
- Giovanni Nicelli Repülőtér (Lido di Venezia / LIPV): 3 km-re keletre helyezkedik el a belvárostól Velence egykori közforgalmú repülőtere. Ma már kizárólag magán üzemeltetésű, illetve sportcélú kisrepülőgépeket fogad (ún. general aviation), amelyek számára 1 km hosszú füves talajú leszállópályával rendelkezik. Eljutás a Nicelli repülőtérről a történelmi városközpontba az ACTV Lidót kiszolgáló kompjárataival, illetve privát bérlésű vízitaxikkal lehetséges.

### Kikötők tengerjáró hajók számára
- Tengeri kikötő (Stazione Marittima, cím: Venezia, M 103): szárazföldi taxik és vízitaxik megállóhelye
- Tengeri kikötő (Stazione Marittima, cím: Venezia, San Basilio): szárazföldi taxik és vízitaxik, illetve vaporettók megállóhelye
- Tengeri kikötő (Stazione Marittima, cím: Venezia, Riva 7 Martiri): vízitaxik és vaporettók megállóhelye

### Vasútállomás
- Venezia Santa Lucia vasúti pályaudvar (Stazione ferroviarria di Santa Lucia, cím: Venezia, Cannaregio): nemzetközi és belföldi vasútvonalak találkozásánál fekvő, nagy forgalmú állomás. Innen a belvárosba juthat a látogató vaporettón, vízitaxival vagy gyalogosan.

### Közúti megközelítése

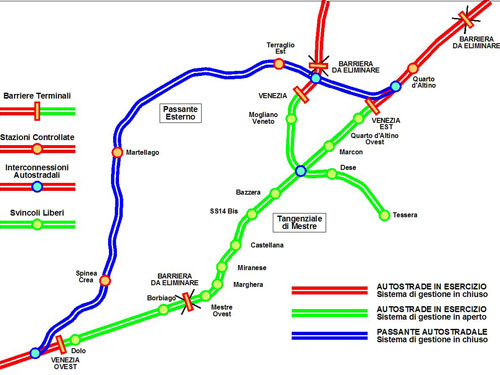
A velencei autópályarendszer

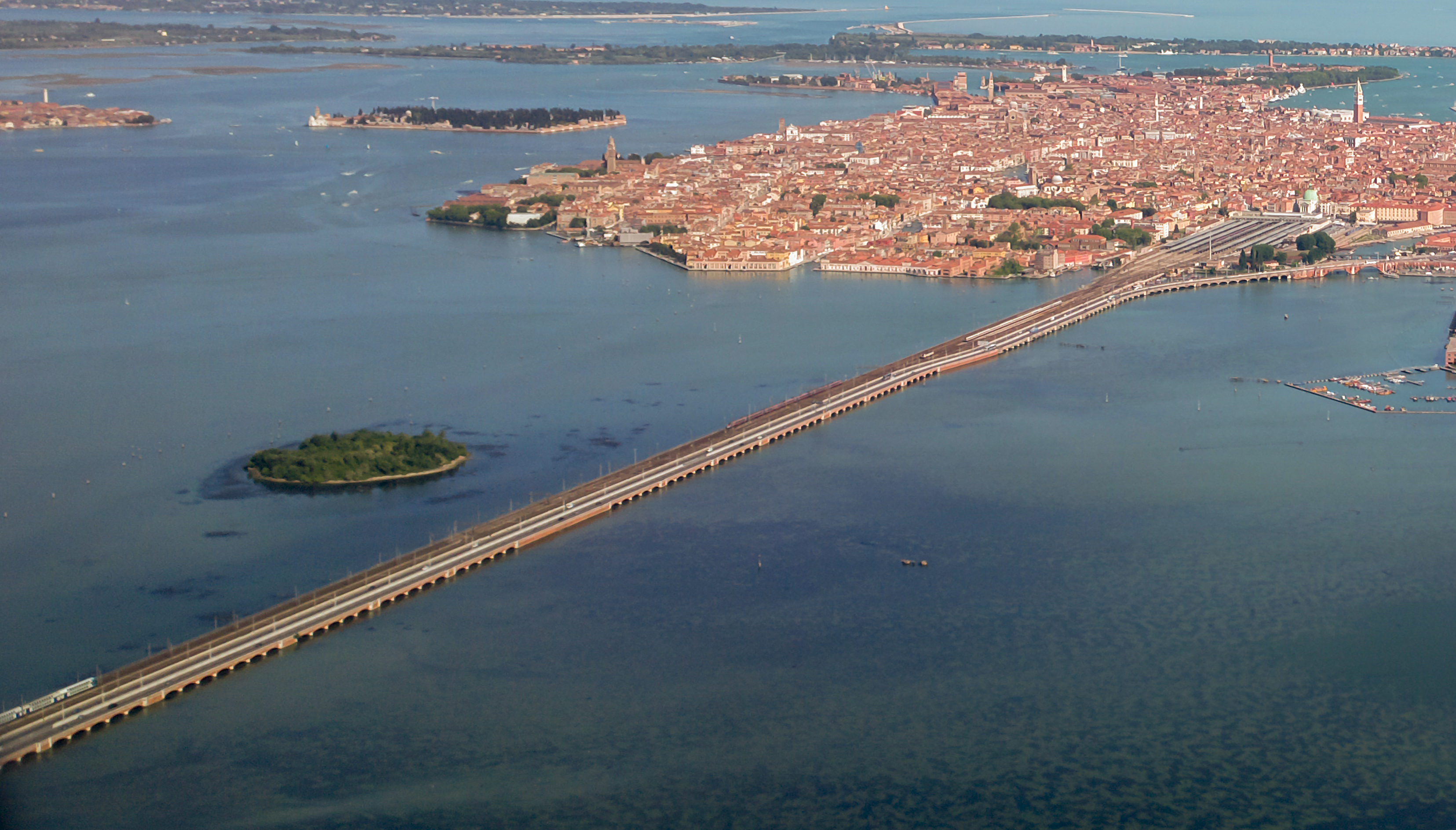
Ponte della Libertà

Velence közúton két irányból érhető el, nyugatról az az A4-es autópályán Padova, Vicenza, Verona, Brescia irányából illetve észak és északkeleti irányból az A4–A27-es úton Treviso, Udine, Trieszt felől. A szárazföldről Velence centruma a Ponte della Libertà 3 km-es hídján át érhető el, mely a Piazzale Romára és a Tronchettóra vezet.
Parkolóhelyek autóval illetve autóbusszal érkezők számára a centrumban:
- Piazzale Roma parkoló (cím: Venezia, Piazzale Roma) – Nemzetközi és belföldi autóbuszok állomása, autóparkoló két parkolóházzal, összesen 2100 autó számára, nyitva 0–24 h. Innen a belvárosba juthat a látogató vaporettón, vízitaxival vagy gyalogosan.
- Tronchetto parkoló (cím: Venezia, Isola Nuova del Tronchetto) – Különjárati autóbuszok 500 férőhelyes parkolója, fedett parkolóház 3500 autó részére egész nap folyamatosan nyitva. A parkolót a Venezia Tronchetto Parking S.p.A. társaság üzemelteti. Innen a belvárosba vaporettón, taxival, magántársaságok hajóin, gondolán vagy gyalogosan juthat a látogató, a Piazzale Roma érintésével.

Parkolóhelyek autóval illetve autóbusszal érkezők számára a szárazföldön:
- Punta Sabbioni parkoló (cím: Cavallino, Punta Sabbioni) – Különjárati autóbuszmegálló és parkoló. Innen a belvárosba juthat a látogató az ACTV társaság menetrend szerinti hajóján, illetve magántársaságok kisebb hajóin.
- Zona Ind. parkoló (cím: Marghera, Zona Ind.) – belföldi menetrendszerű autóbuszállomás.
- F.S. parkoló (cím: Mestre, F.S.) – nemzetközi és belföldi autóbuszállomás, szárazföldi taxiállomás.
- Fusina parkoló (cím: Mestre, Fusina) – belföldi autóbuszállomás, hajókikötő.
- San Giuliano parkoló (cím: Mestre, san Giuliano) – parkoló 800 autó számára, nyitva 08–20 h között.

### Villamos

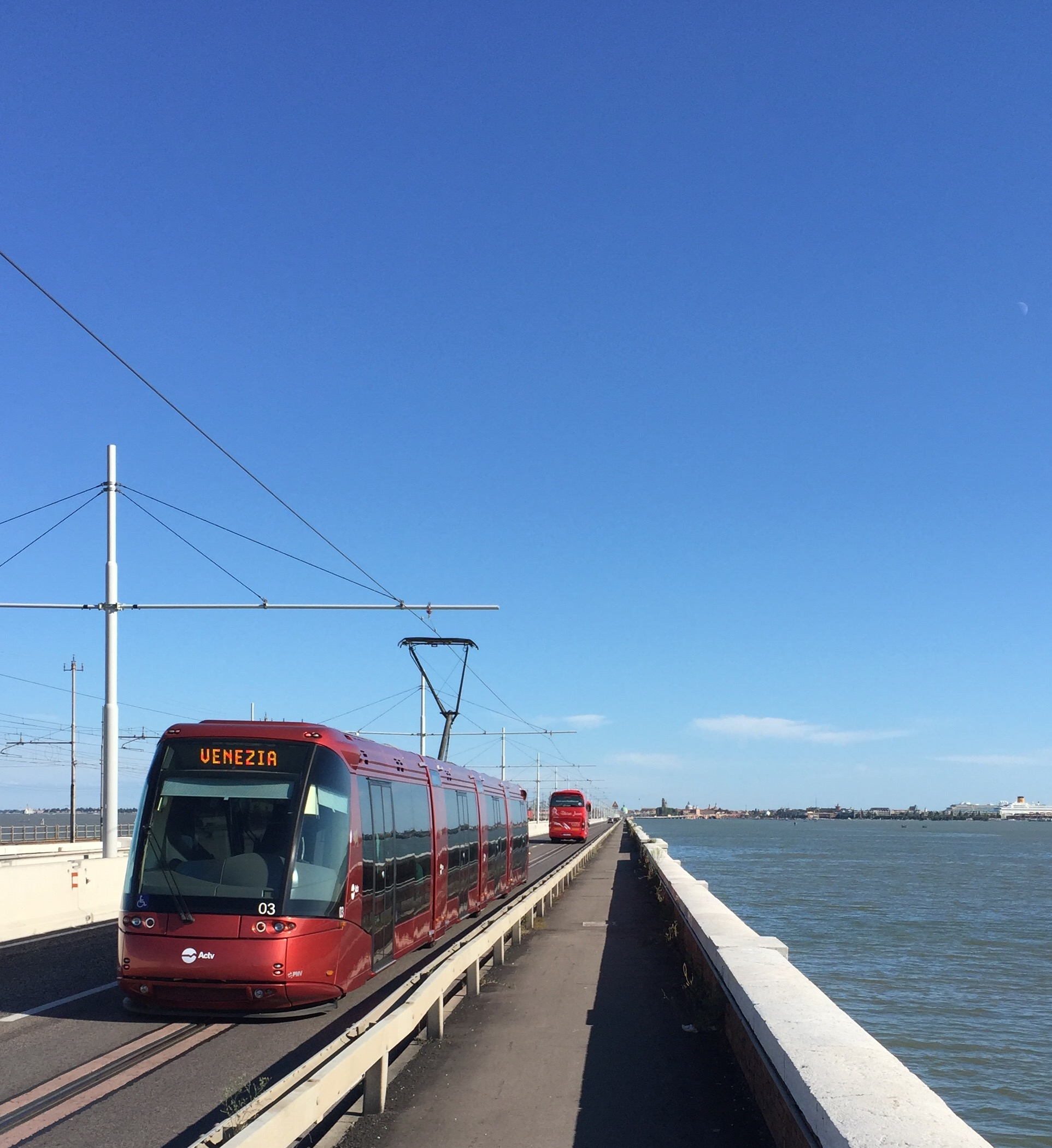
A 2015-ben megnyitott villamos vonal

Mestre településen 2010. december 20-án került üzembe helyezésre a mestrei villamos első vonala, amelynek bővítéseként elkészült 2015-ben a Velence és szárazföld közötti második villamosvonal. Az 1-es villamos Velence és Favaro között közlekedik 5 perces követési idővel, 14 km hosszú útvonalon, amelyen 23 megálló található. A 2-es villamos 2015. szeptember 16-án indult, jelenleg Velence és Mestre között közlekedik 7 perces követési idővel, 12 km hosszú útvonalon, amelyen 17 megálló található.
A környezetbarát villamos indulásával a párhuzamos buszjáratokat módosították, egyeseket meg is szüntettek. Ezzel egy időben szeretnék elindítani öt város (Velence, Mestre, Padova, Treviso és Castelfranco Veneto) közötti új regionális városi vasutat (sistema metropolitano ferroviario regionale – SFMR) is, ami szintén érintheti a jelenlegi autóbusz-hálózatot, nem csak Mestrében, hanem a Piazzale Romától induló velencei járatokat is.

### Közlekedés Velencében

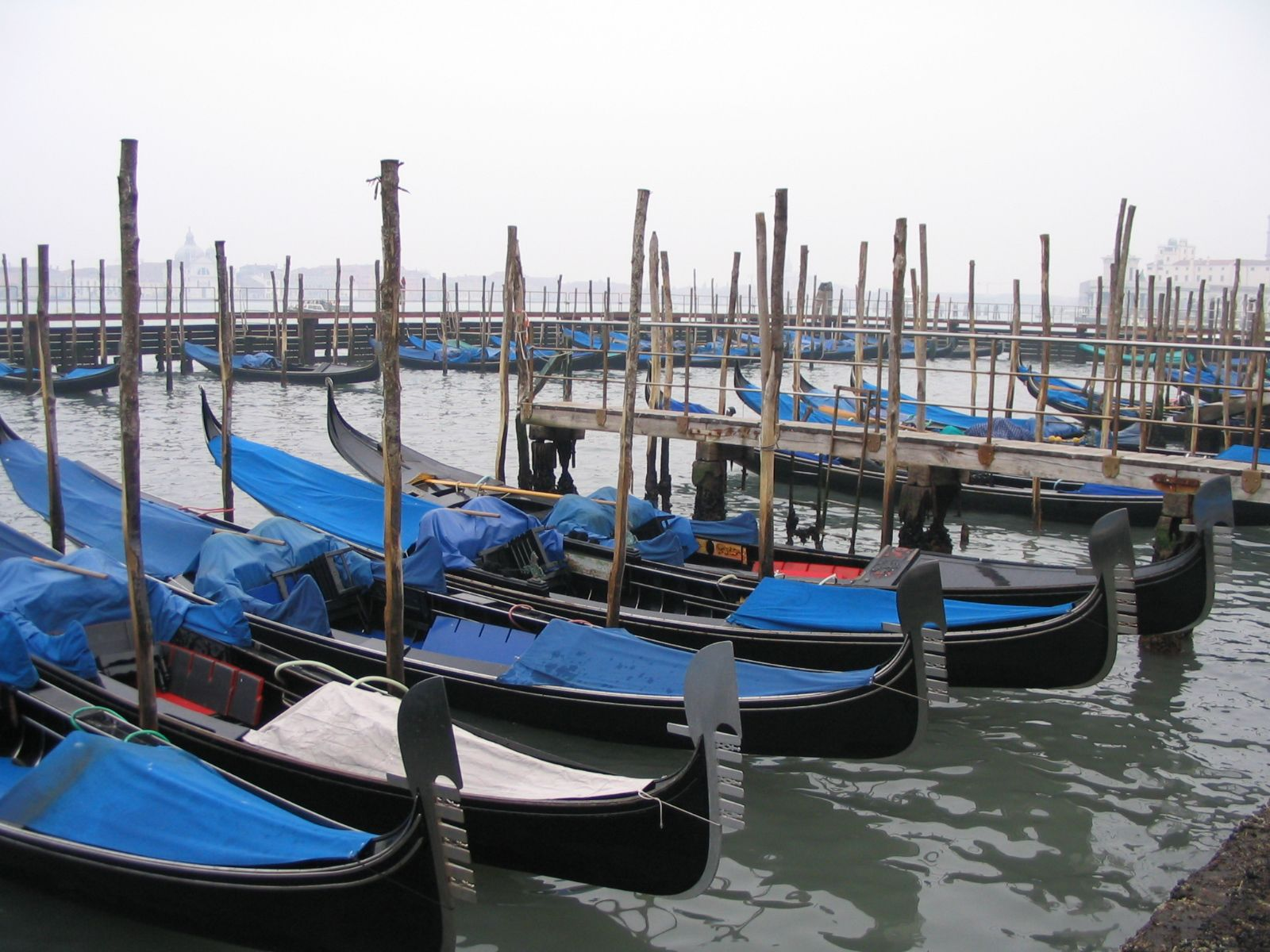
Velence gondolái

A szigeteket, amelyeken Velence felépült, több mint 400 híd köti össze. Az óvárosban a csatornák (riók) az utak szerepét látják el, ahol a közlekedés kizárólag vízi- vagy gyalogos formában zajlik. Szárazföldiek számára érdekes látvány, hogy a zöldségesbárkák mellett az építkezéseket (főként restaurálást) kiszolgáló daruk, anyagszállítással oda és el, mindenféle áruszállítás, a szemét- és szennyvízszállítás, a pompás esküvői és a temetési menetek is mind hajón zajlanak, a mentők, tűzoltók és a rendőrség szolgálata nem különben. Éjjel-nappal hatalmas a forgalom, a szárazföldi kresz-szabályok és -táblák használata szokatlan, de praktikus a vízi közlekedésben.
Sem autóval, sem motorkerékpárral, de még biciklivel sem szabad a városban közlekedni.

#### Jellegzetes közlekedési eszközök
- Gondola: ma már főleg sétacsónakázásra használt vízi jármű. Pár velencei család mindmáig saját gondolával rendelkezik. A gondola kinyúló orr-részének fémből készült hatos fogazású díszítése a város hat kerületére (sestiere) utal. A különleges faépítésű jármű színe fekete, 1562-ben ugyanis rendeletet hoztak rá, hogy minden gondolát egyformára kell festeni – ezzel kívánták csökkenteni a nemesi családok rivalizáló kedvét. Ma a kapatosan éneklő német turistákat szállító, párhuzamosan összekapcsolt, gyertyafényes gondolák uralják sötétedés után a Canal Grandét. A csatornák mentén az egyik partról a másikra módosabb vagy siető embereket szállító gondolák az ún. traghettók (kompok).

Ki nem küzdött futó borzongással, titkos és szívszorongató félénkséggel, ha első ízben vagy hosszú elszokás után kellett velencei gondolába szállnia? Ez a különös alkalmatosság – ahogy balladás időkből teljesen változatlanul átszármazott, oly sajátságos feketén, aminő különben minden dolgok közt egyedül a koporsó – hangtalan, bűnös kalandokra emlékeztet csobogó éji vizeken, még inkább magát a halált juttatja eszedbe, a ravatalt, a komor gyászmenetet, a végső, hallgatag elvonulást. És föltűnt-e már valakinek, hogy az ilyen csónak padkáján, azon a fekete, koporsófényű karosszéken, tompa fekete vánkosán a világ legpuhább, legbujább, legernyedtebb ülése esik? (Thomas Mann: Halál Velencében)
- Vízibuszok: (helyi elnevzéssel vaporettók menetrend szerinti közlekedésű járművek. Fajtái: a vaporetto (220 fős) és a gyorsabb motoscafo (130 fős). A vízibuszokat az ACTV társaság üzemelteti.
- Vízitaxik: tulajdonképpen motorcsónakok, magánkézben.

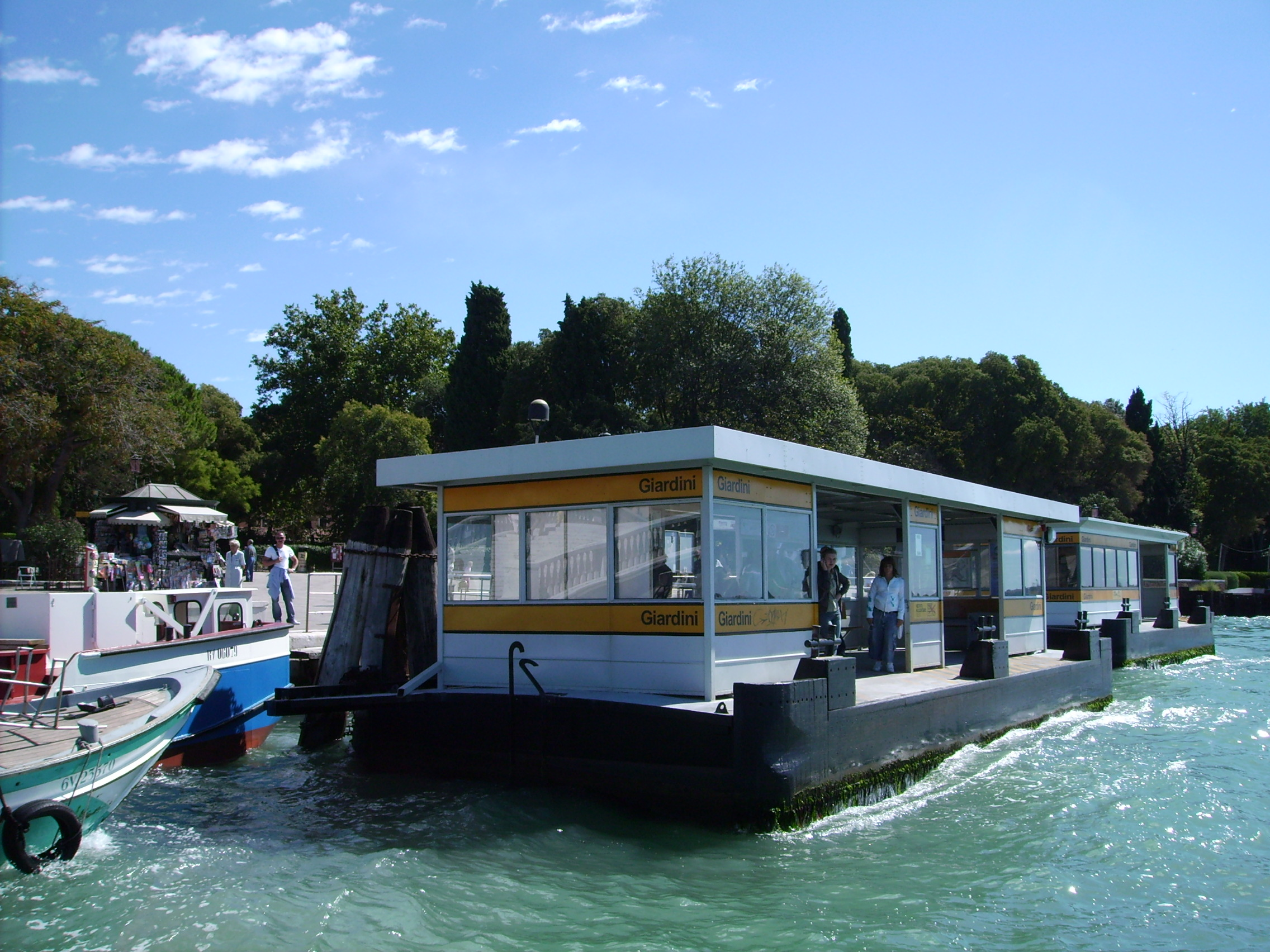
Vaporetto megállóhely
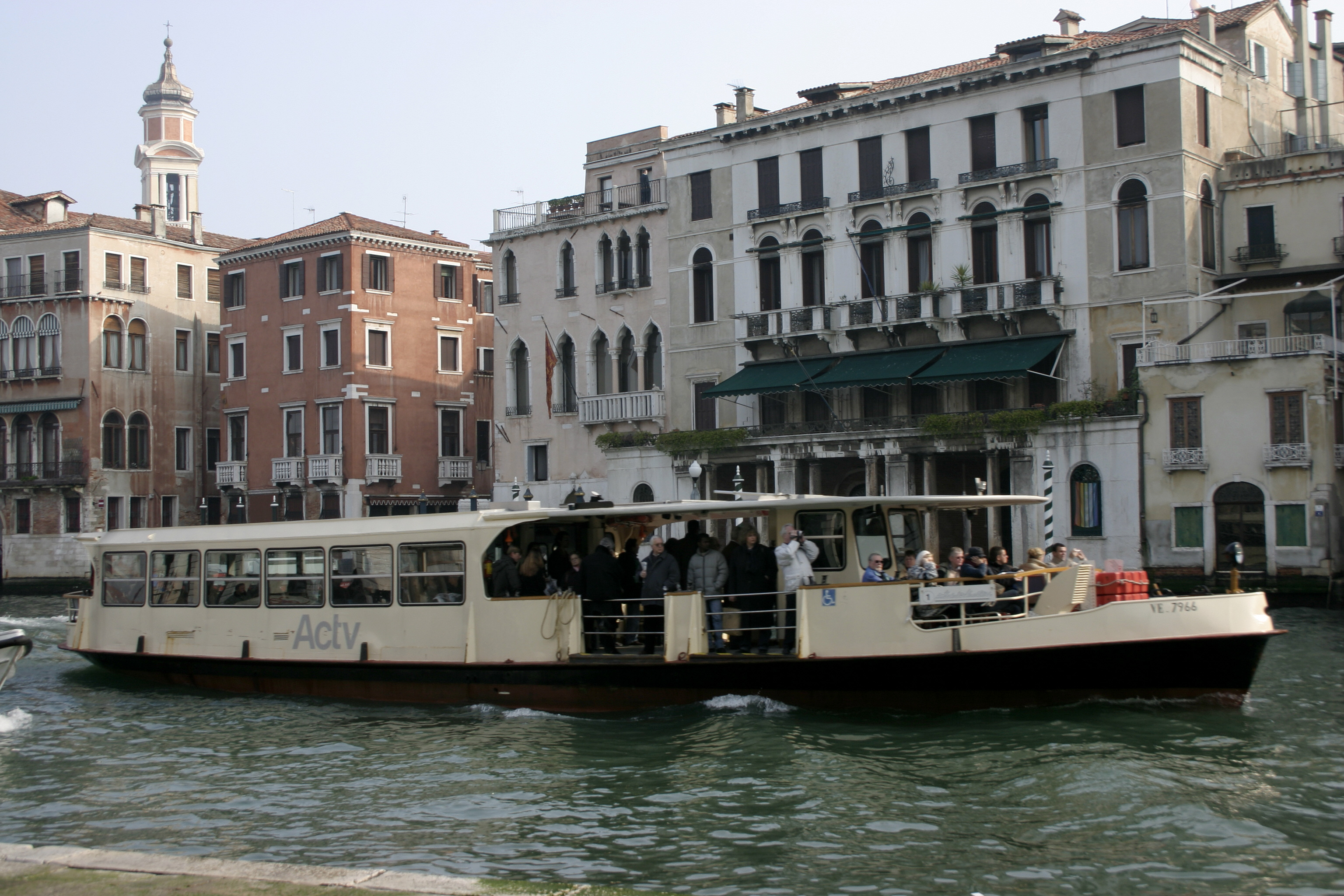
Vaporetto
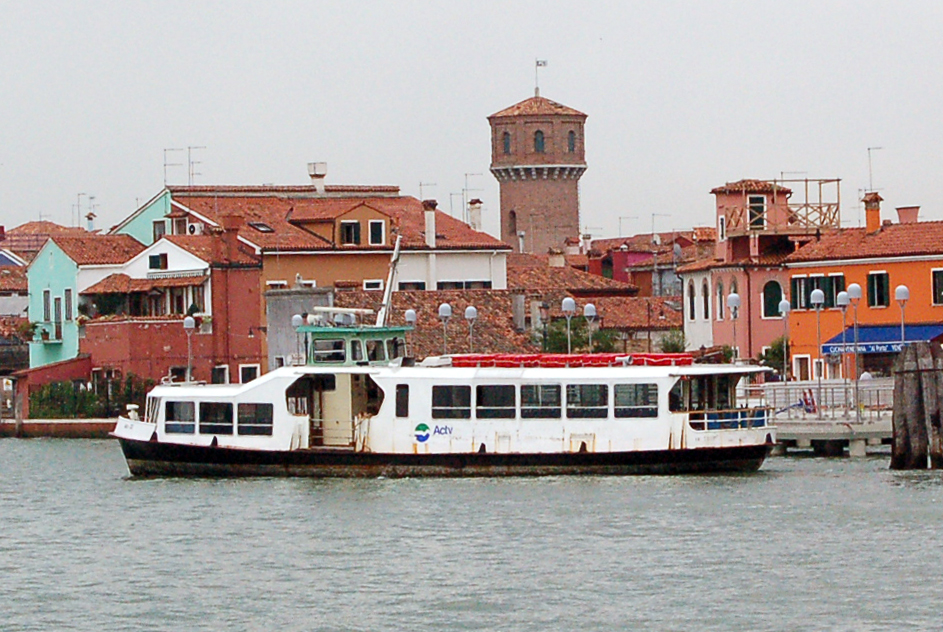
Vaporetto
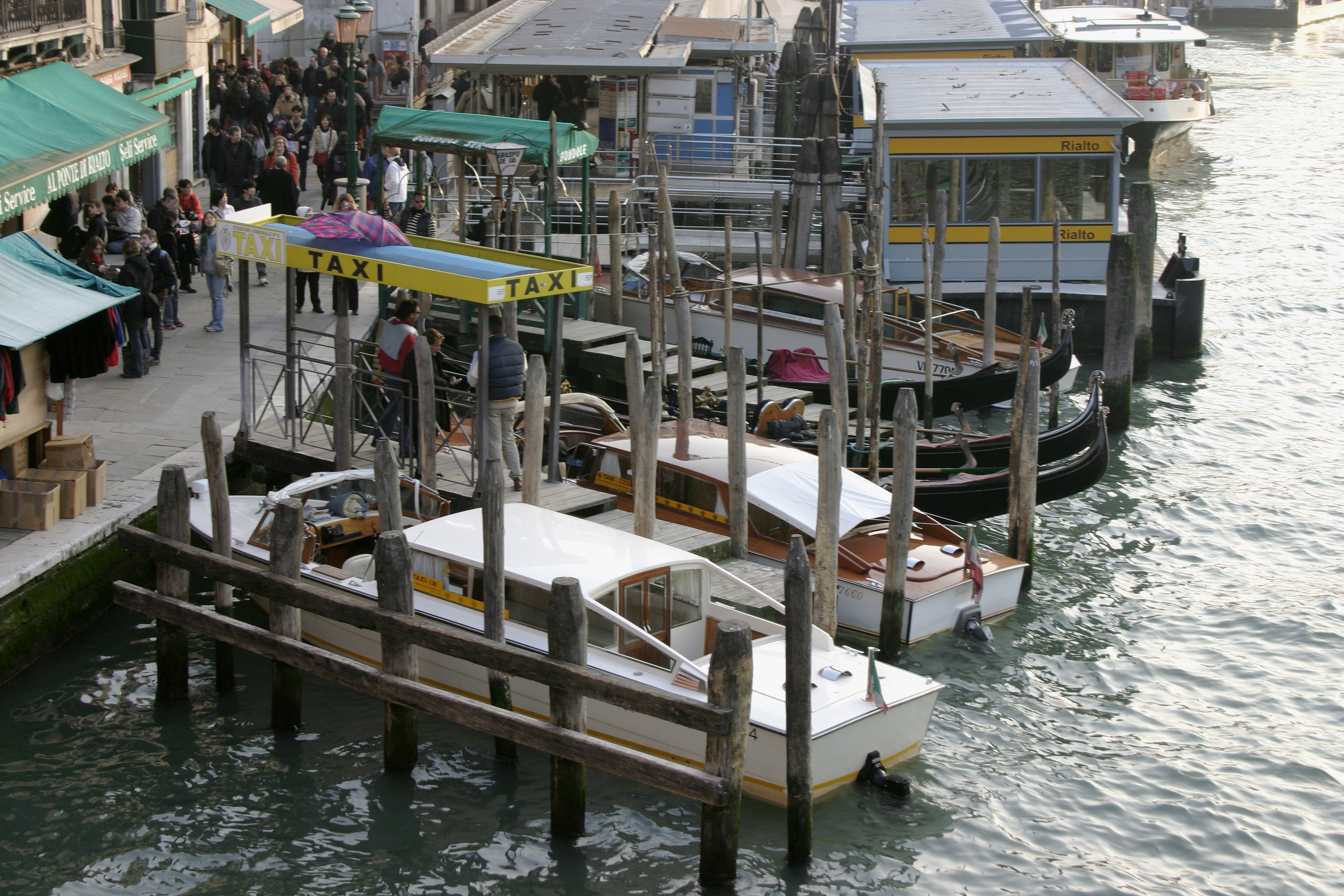
Vízitaxi

## Helyi szervek, intézmények

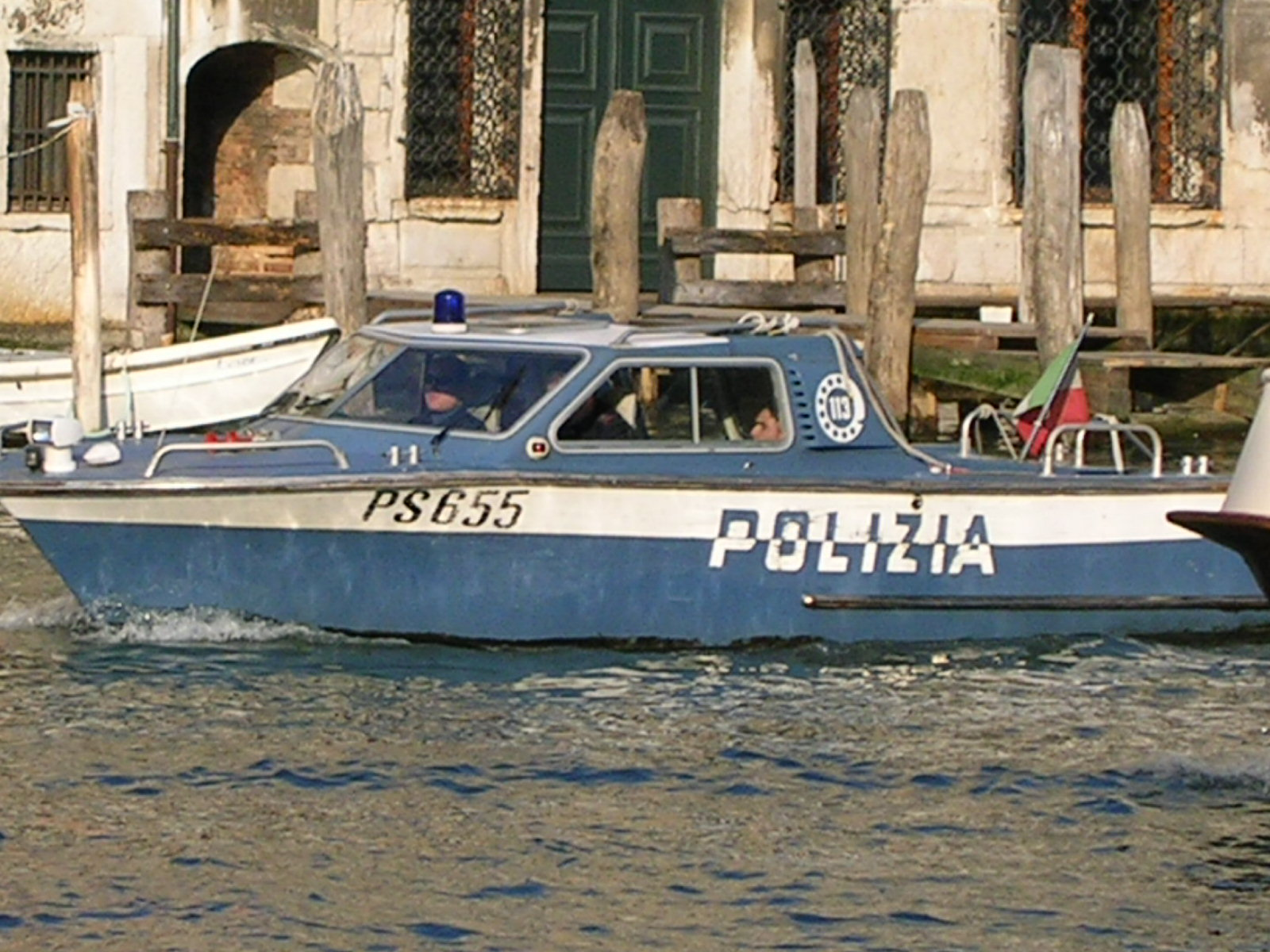
Állami Rendőrség (Polizia di Stato)
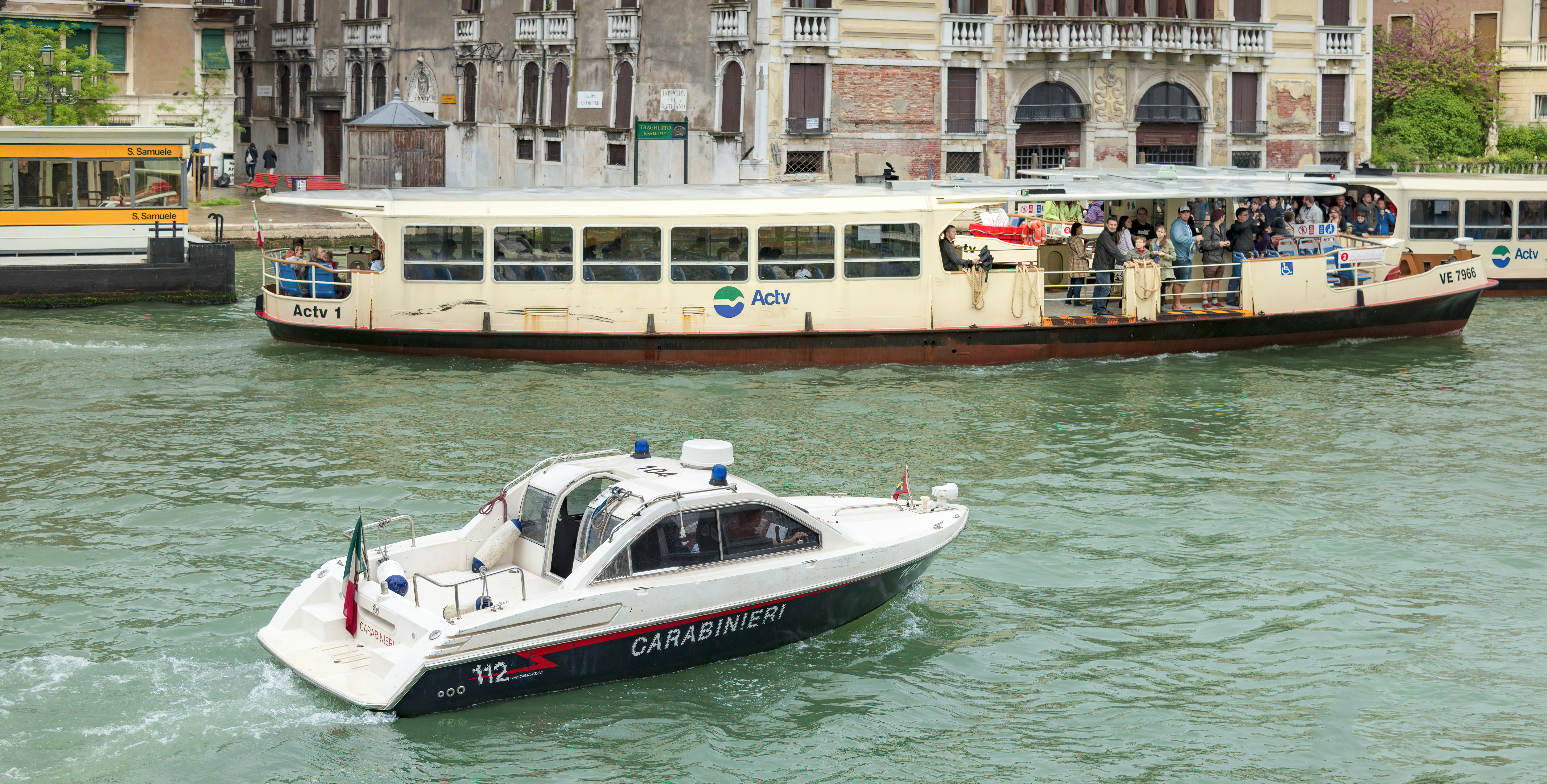
Csendőrség (Carabinieri)
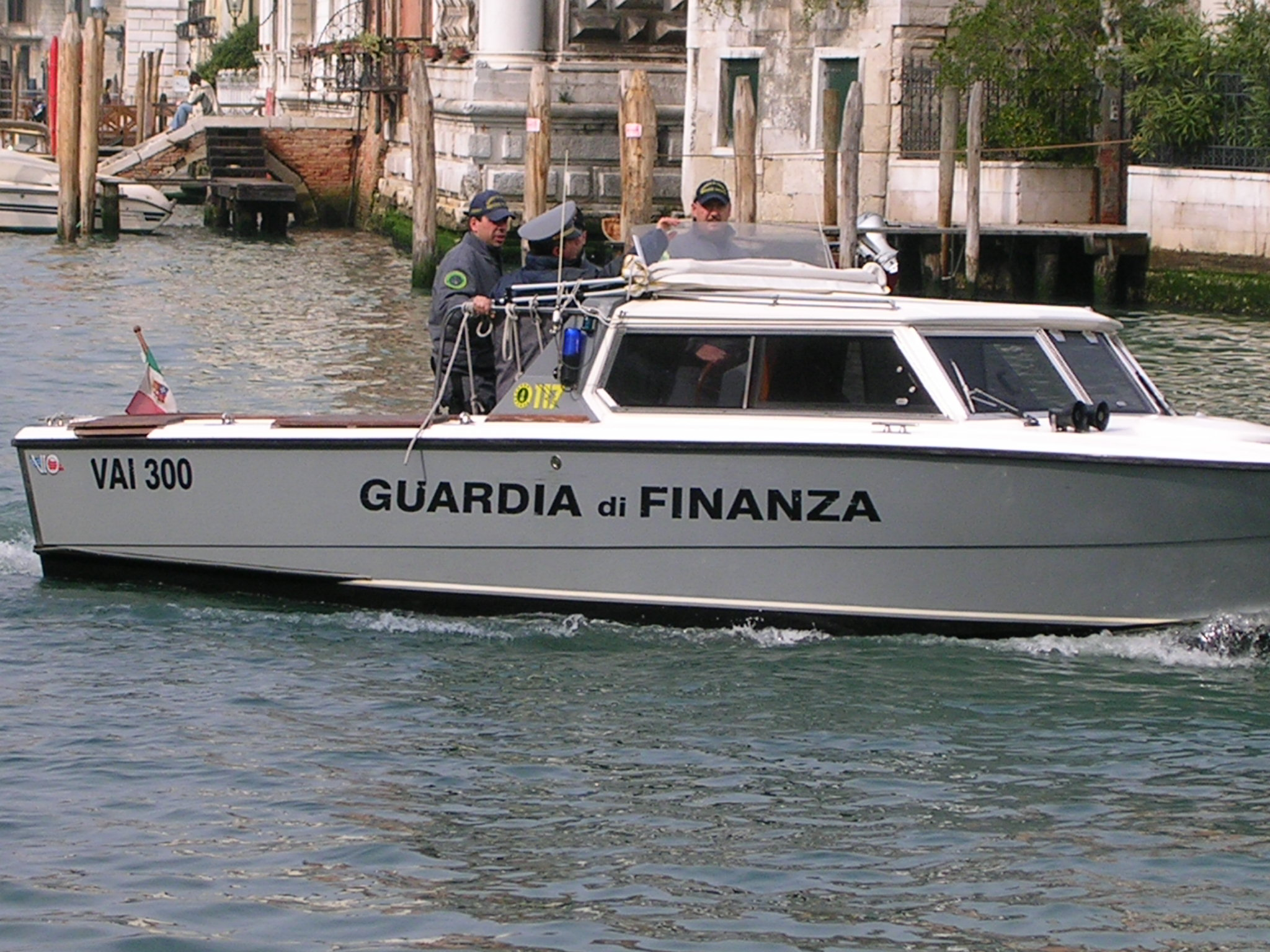
Vámügyőrség (Guardia di Finanza)
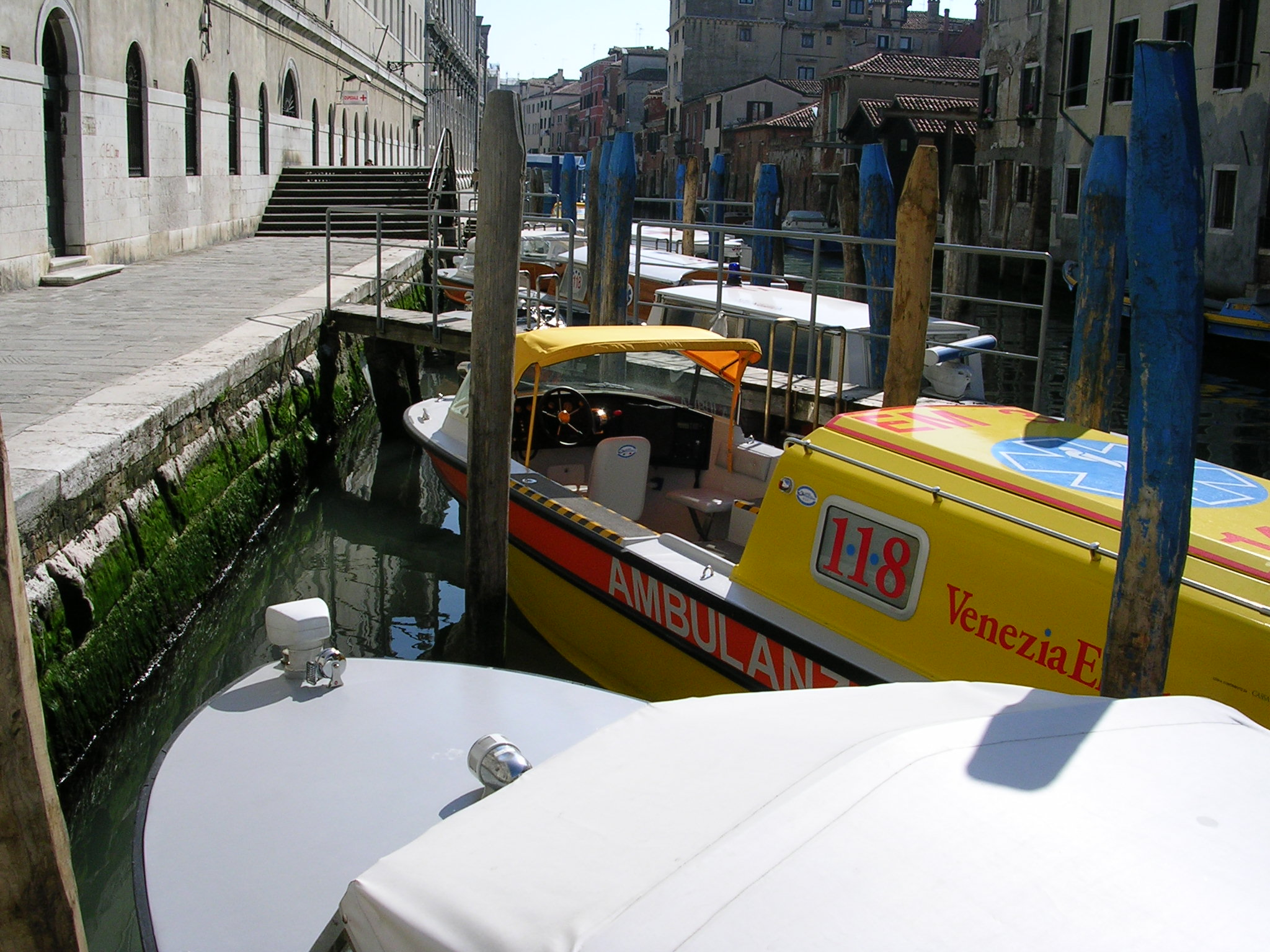
Mentők (Ambulanza)
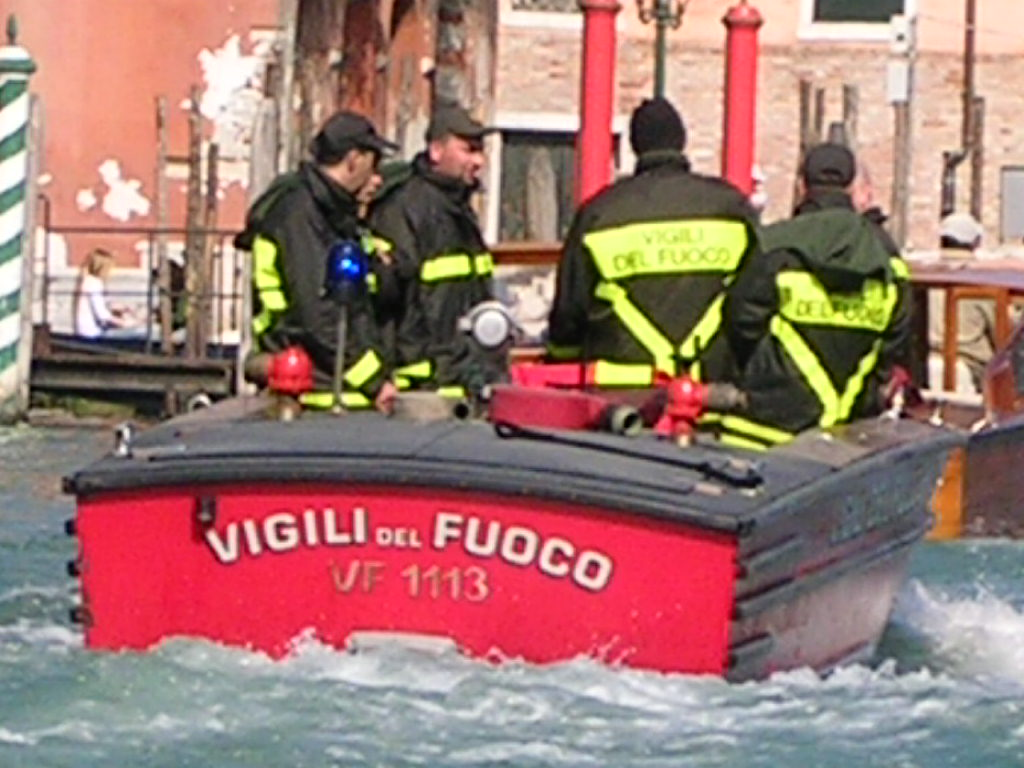
Tűzoltóság (Vigili del Fuoco)
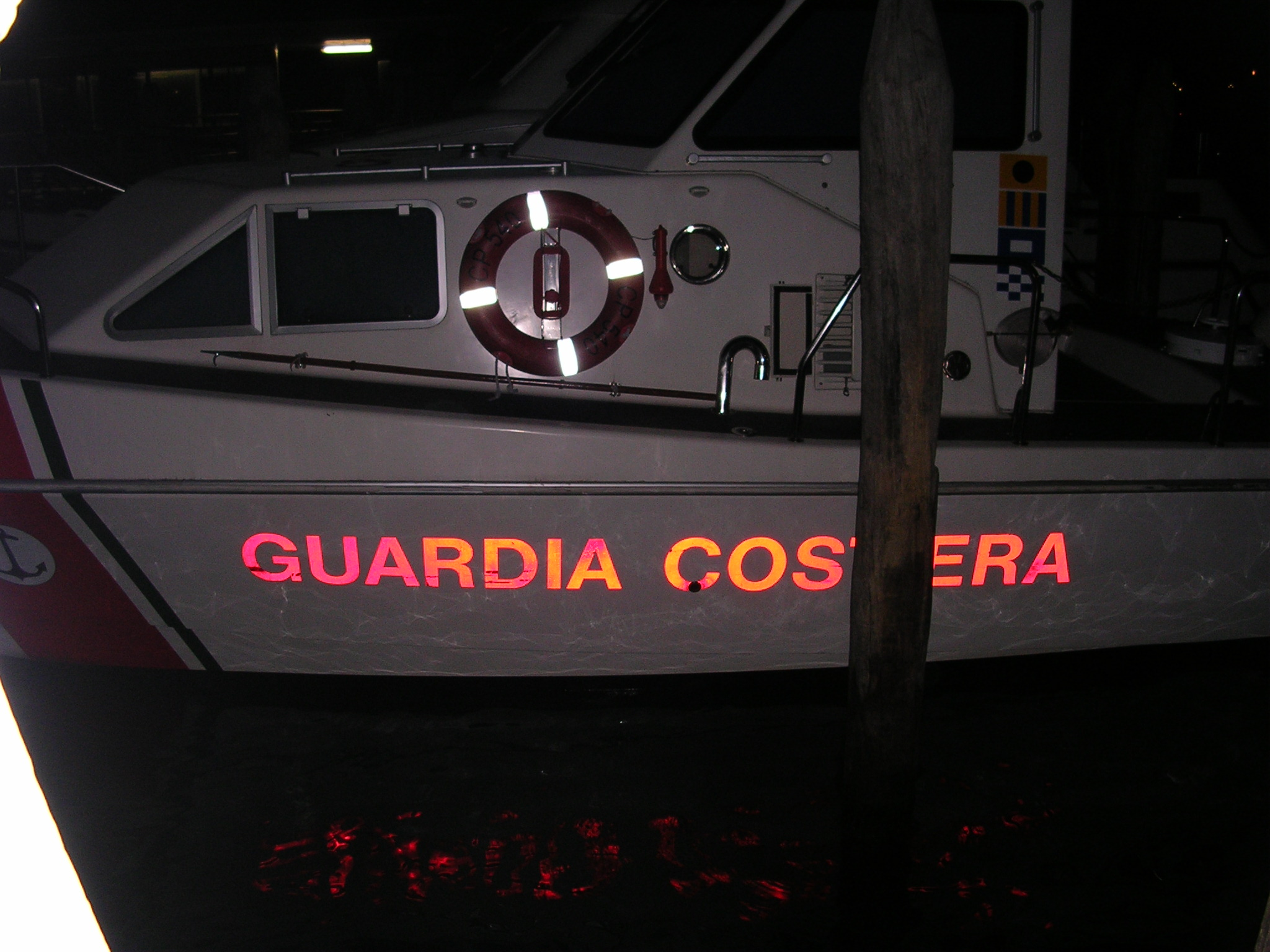
Parti őrség (Guardia Costiera)
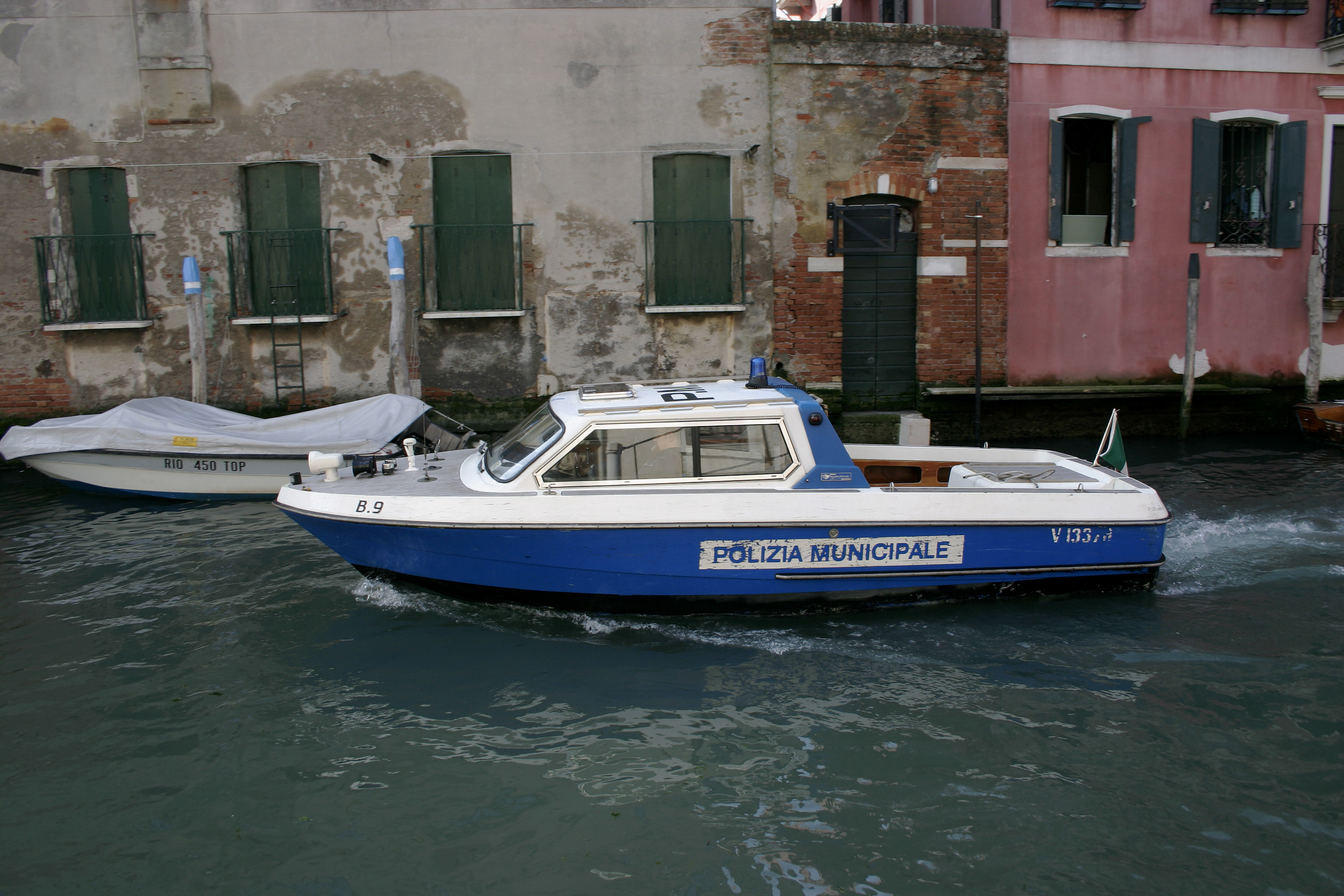
Helyi rendőrség (Polizia Locale)
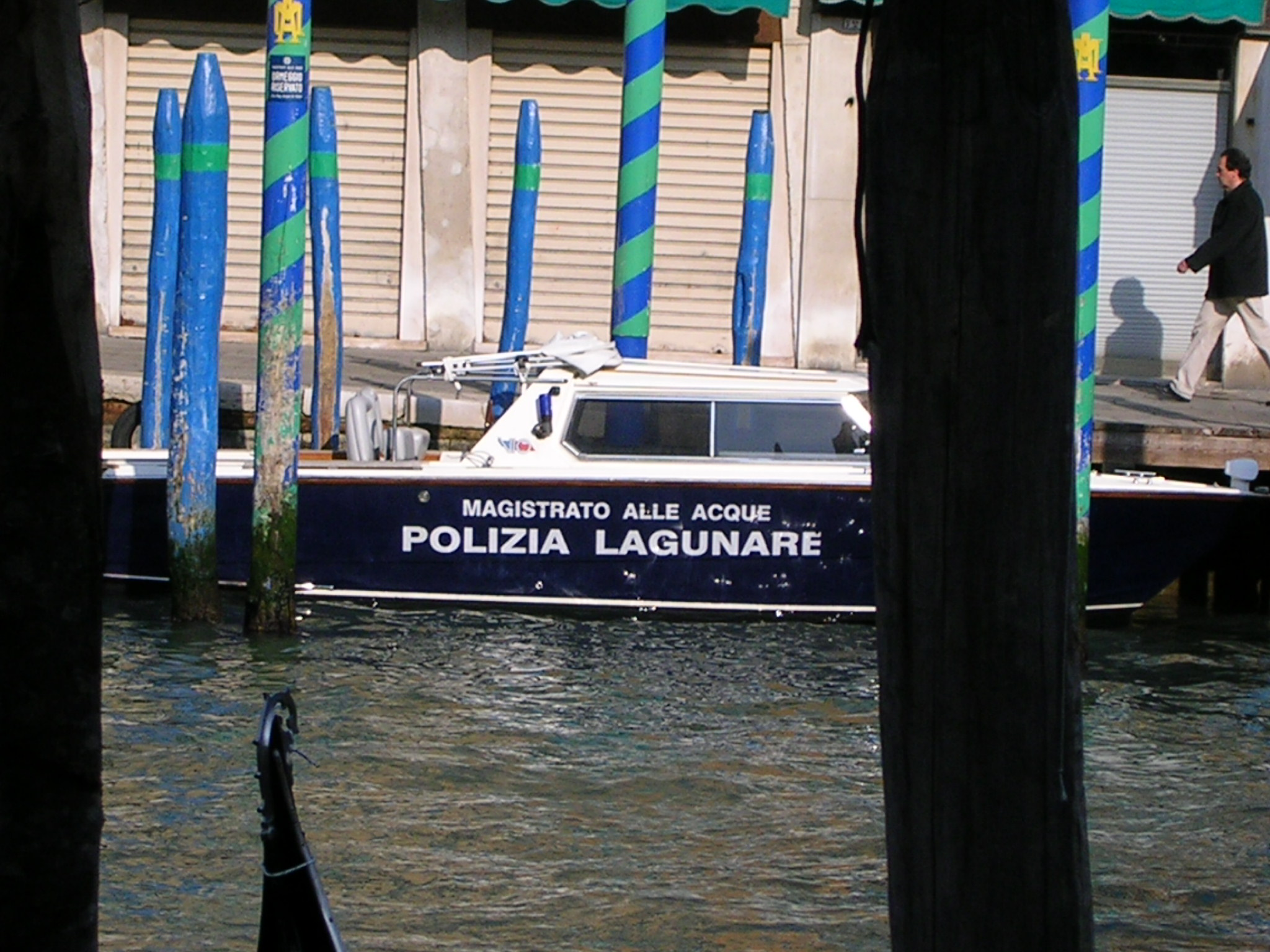
Lagúna rendőrség (Polizia Lagunare)
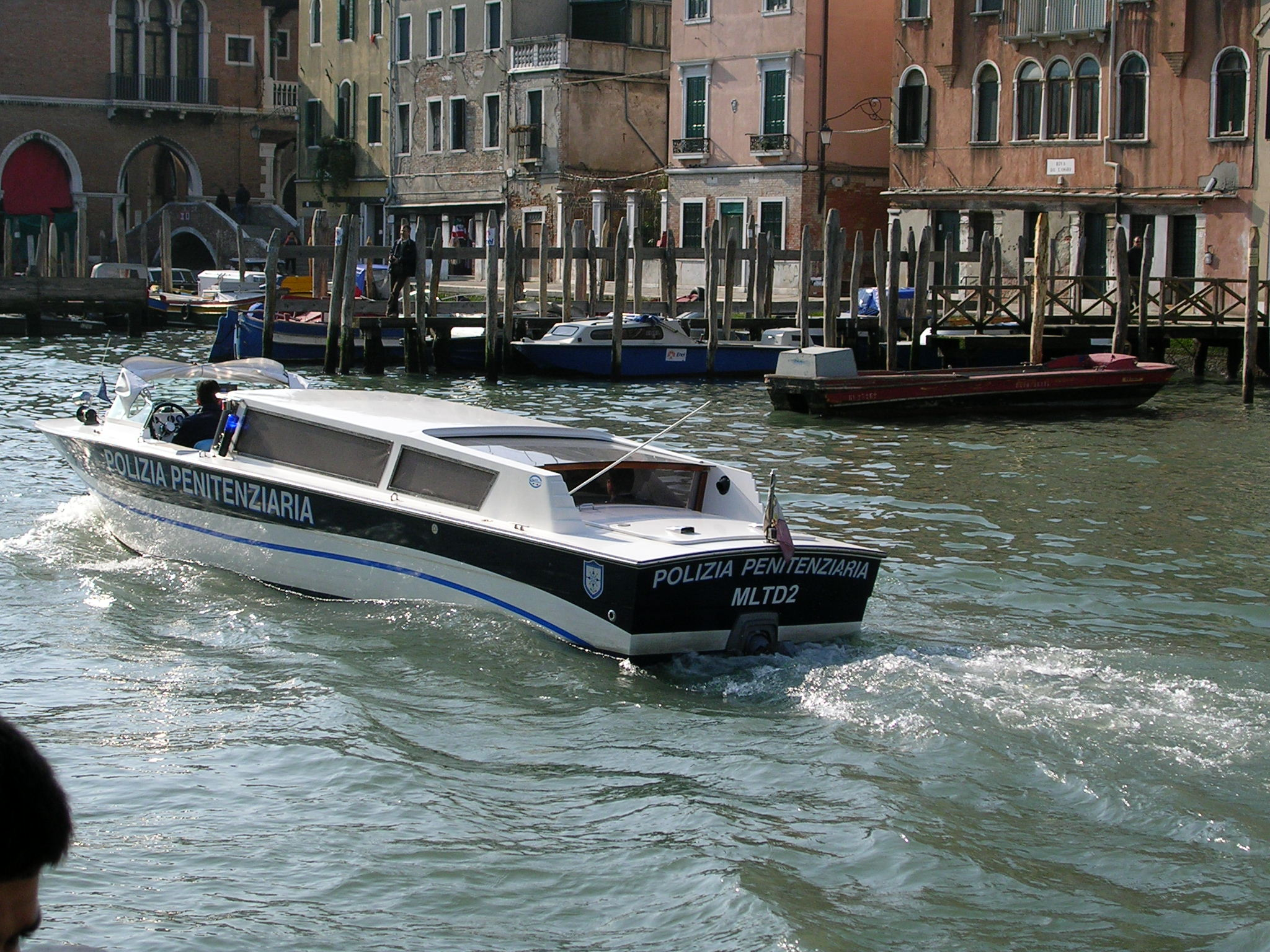
Büntetésvégrehajtási Rendőrség (Polizia Penitenziaria)
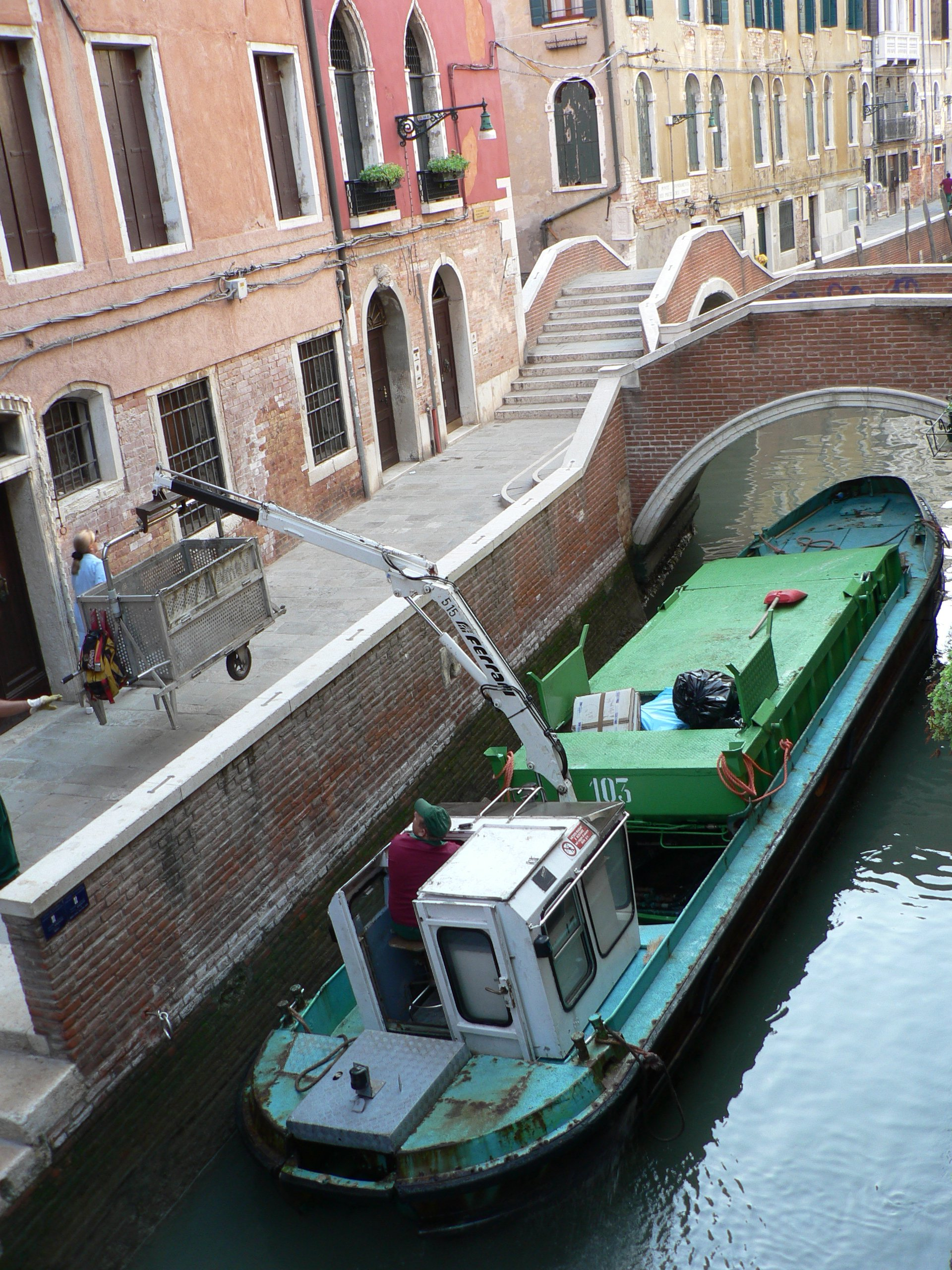
Köztisztasági Vállalat (Nettezza Urbana)

## Velence szülöttei és lakói

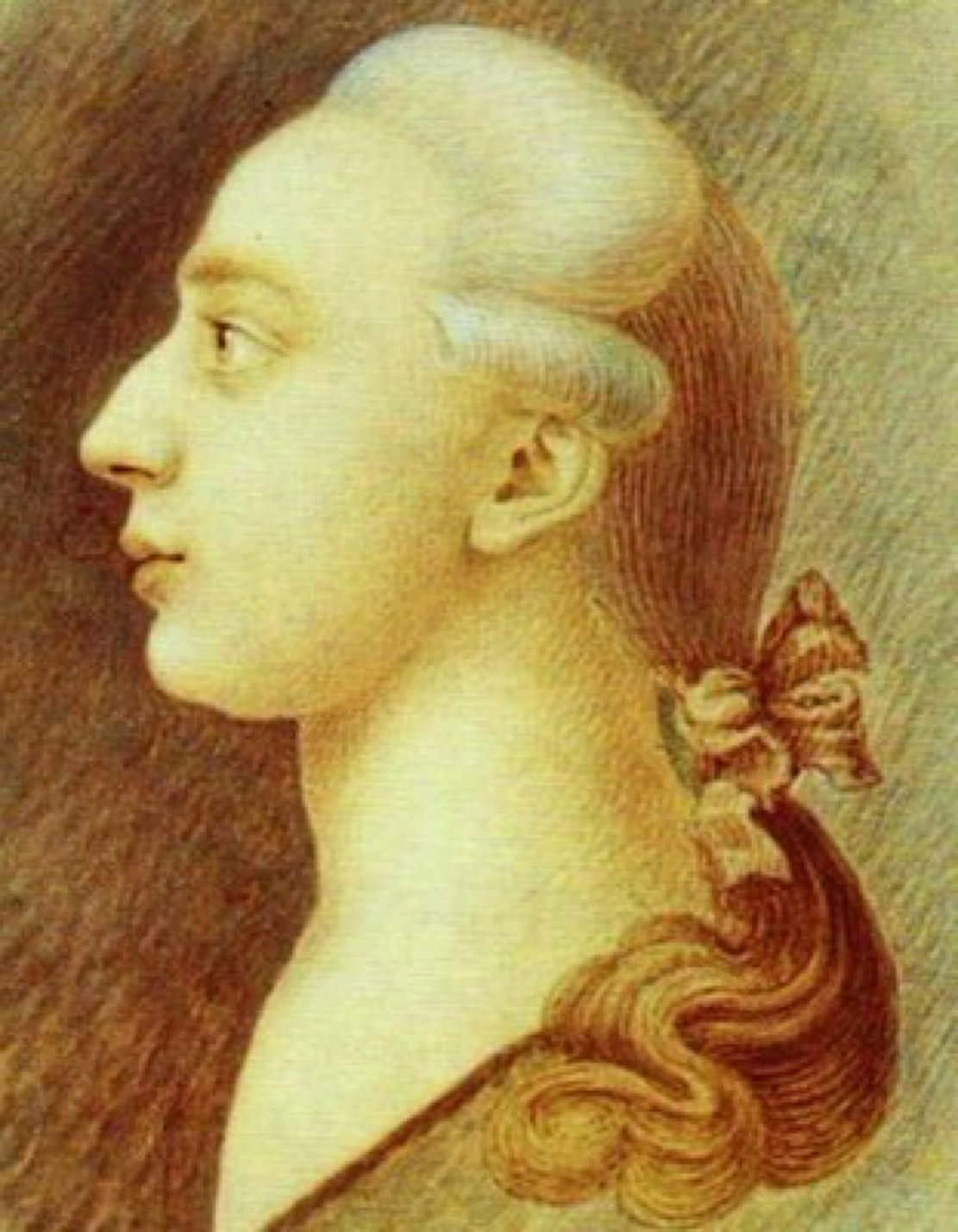
Giacomo Casanova

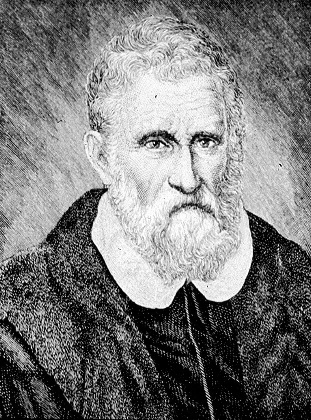
Marco Polo

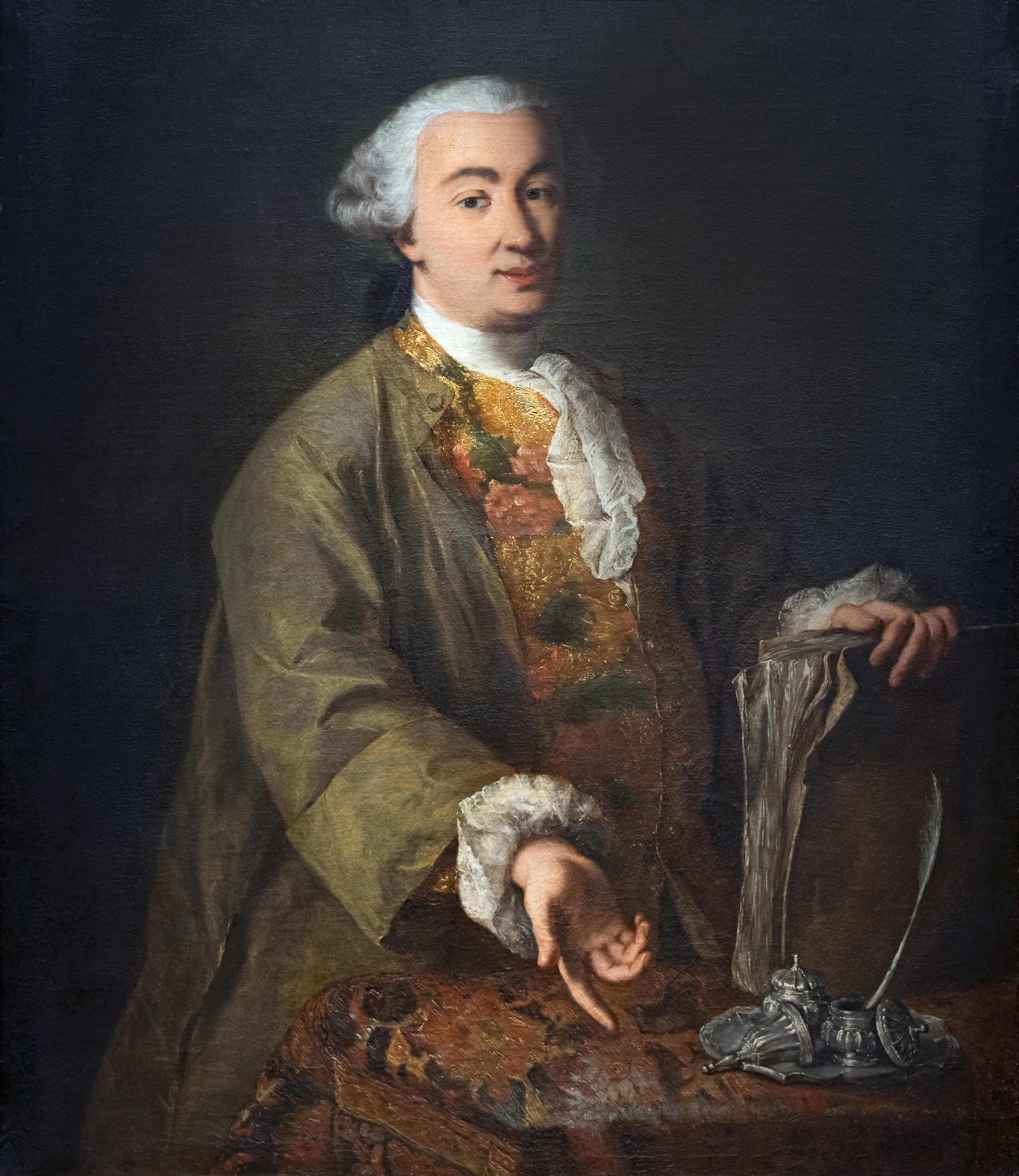
Carlo Goldoni

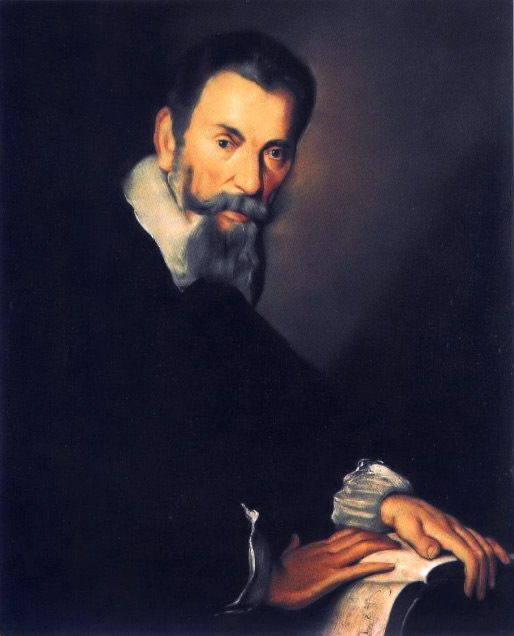
Claudio Monteverdi

### Utazók, felfedezők, kalandorok
- Marco Polo (Velence vagy Curzola, 1254. – Velence, 1324. január 8.) velencei kereskedő, utazó, író
- Giacomo Casanova (Velence, 1725. április 2. – Dux, ma Duchcov, 1798. június 4.) utazó, író, kalandor, diplomata és kém a Velencei Köztársaságban
- Sebastiano Caboto (Velence, 1477 – London, 1577) felfedező, John Cabot fia

### Tudomány
- Paolo Sarpi (Velence, 1552. augusztus 14. – Velence, 1623. január 15.) teológus és történész, író, filozófus
- Vincenzo Maria Coronelli (Velence, 1650. augusztus 16. – Velence, 1718. december 9.) kartográfus és enciklopédista

### Vallás
- Gasparo Contarini (Velence, 1483. október 16. – Bologna, 1542. augusztus 24.) teológus és diplomata, kardinális III. Pál pápa ideje alatt
- I. János Pál pápa, született Albino Luciani, (Forno di Canale, Veneto régió, 1912. október 17. – Vatikán, 1978. szeptember 28.) bíboros majd egyházfő
- XII. Gergely pápa, született Angelo Correr (Velence – Róma, 1417, egyházfő 1406–1415
- IV. Jenő pápa, született Gabriele Condulmer (Velence, 1383 – Róma, 1447) pápa 1431–1447
- II. Pál pápa, született Pietro Barbo (Velence, 1417 – Róma, 1471) egyházfő 1464–1471
- VIII. Sándor pápa, született Pietro Vito Ottoboni (Velence, 1610 – Róma,1691) egyházfő 1689–1691
- XIII. Kelemen pápa, született Carlo della Torre Rezzonico (Velence, 1693 – Róma, 1769) egyházfő 1758–1769
- Pietro Bembo (Velence, 1470. május 20. – Róma, 1547. január 18.) velencei patrícius, olasz bíboros, Gubbio és Bergamo püspöke, III. Pál pápa kardinálisa (1539, író és humanista tudós)

### Építészet
- Baldassare Longhena (Velence, 1598 – Velence, 1682) építész és szobrász, korának egyik leghíresebb alkotója
- Jacopo Sansovino, Jacopo Tatti vagy il Sansovino (Firenze, 1486. július 2. – Velence, 1570. november 27.) reneszánsz építész és szobrász

### Képzőművészet
- Giovanni Bellini vagy Giambellino (1430 körül – Velence, 1516) a reneszánsz festőművészek egyik legismertebbike
- Jacopo Bellini (Velence?, 1396? – ?, 1470?), itáliai festőművész, Giovanni Bellini apja
- Bernardo Bellotto (Velence, 1721. január 30. – Varsó, 1780. október 17.), itáliai festőművész
- Giovanni Antonio Canal, vagy Canaletto (Mestre, 1697. október 7. – Velence, 1768. április 19.) festőművész, tájképfestő
- Antonio Canova (Possagno, 1757. november 1. – Velence, 1822. október 13.) klasszicista szobrászművész
- Rosalba Carriera (Chioggia, 1675. október 7. – Velence, 1757. április 15.) festőnő, portréfestő, miniatúrakészítő
- Giorgione álnéven Giorgio vagy Zorzi da Castelfranco (Castelfranco Veneto, 1478 – Velence, 1510) reneszánsz festőművész
- Lorenzo Lotto (Velence, 1480 – Loreto, 1556) itáliai festőművész
- Giovanni Battista Tiepolo vagy Gimbattista Tiepolo (Velence, 1696. március 15. – Madrid, 1770. március 27.) itáliai festőművész
- Jacopo Tintoretto (Velence, 1518. szeptember 29. – Velence, 1594. május 31.) reneszánsz festőművész
- Tiziano Vecellio (1485? – 1576) a velencei érett reneszánsz egyik legnagyobb festőművésze
- Palma Vecchio (Serina, Bergamo, 1480 – Velence, 1528) reneszánsz festőművész
- Paolo Veronese vagy Paolo Caliari vagy Cagliari (Verona, 1528 – Velence, 1588. április 19.) itáliai reneszánsz festőművész

### Zene
- Tomaso Albinoni (Velence, 1671. június 8. – Velence, 1750. január 17.) itáliai barokk zeneszerző, hegedűs
- Antonio Caldara (Velence, 1670 – Bécs, 1736. december 26.) barokk zeneszerző
- Francesco Cavalli (Velencei Köztársaság, Crema, 1602. február 14. – Velence, 1676. január 14.) barokk zeneszerző és karnagy
- Andrea Gabrieli (Velence, 1510 – Velence, 1586) zeneszerző és orgonaművész
- Baldassare Galuppi (Velence, Burano, 1706. október 18. – Velence, 1785. január 3.) operaszerző
- Bruno Maderna (Velence, 1920. április 21. – Darmstadt, 1973. november 13.) zeneszerző és karmester
- Gian Francesco Malipiero (Velence, 1882. március 18. – Treviso, 1973. augusztus 1.) olasz zeneszerző
- Claudio Monteverdi (Cremona, 1567. május 15. – Velence, 1643. november 29.) itáliai zeneszerző
- Luigi Nono (Velence, 1924. január 29. – 1990. május 8.) olasz zeneszerző
- Antonio Vivaldi (Velence, 1678. március 4. – Bécs, 1741. július 28.) az olasz barokk egyik legkiemelkedőbb és legtermékenyebb zeneszerzője, korának nagy hegedűvirtuóza
- Ermanno Wolf-Ferrari, (Velence, 1876. január 12. – Velence, 1948. január 21.) olasz zeneszerző

### Sport
- Christian Presciutti (Velence, 1982. november 27. –) világbajnok és olimpiai ezüstérmes vízilabdázó

## Szépirodalmi művek Velencéről
… Velence talán az egyetlen példa arra, hogy a költészet ráteheti kezét egy városra, és foglyul ejtheti. Immár sokadszor mutatkoznak a dolgok a fejük tetején állva ebben a lagúnában, ahol az ellentmondás az úr, és a révedezés mit sem tud a kudarcokról. A lagúna csendre inti a gyakorlatias fitymálást, és polgárjogot ad a megnevezhetetlen szomorúságnak, amely hatalmába kerít csupán csak azért, mert a víz sejtelmesen ring a kőből emelt rakpartok között, és valami illanó van a levegőben, a feledéshez hasonló. A romantika itt már nem fél, hogy divatjamúltnak nézik. Sőt, az ellenségei azok, akik csak szökve tehetik be a lábukat Velencébe. – írja a vízen ringó városról Octavian Paler: Velence és a tenger, Velence és a romantika című művében (ford. Haller Béla)
A 19. század óta sokan és sokféle megközelítésben ábrázolták a sejtelmes, romantikus, titkokkal átszőtt vagy éppen enyészetté vált egykor ragyogó, tengeren és lagúnán kialakult, sokszínű települést. Néhány szépirodalmi példa a széles skálán mozgó művek sorából:
- T. S. Eliot: Burbank with a Baedeker: Bleistein with a Cigar (1920)
- Orhan Pamuk: Batsın Bu Dünya (1983)
- Orhan Pamuk: Emrah Gülle Gel de Gülme (1983)
- Edgar Allan Poe: The Assignation
- Eric Flint–Andrew Dennis: 1634: The Galileo Affair
- Ernest Hemingway: A folyón át, a fák közé (Across the River and Into the Trees)
- Voltaire: Candide avagy az optimizmus (Candide)
- Michelle Lovric: Karnevál (Carnevale)
- Anne Rice: Cry to Heaven (1982)
- Donna Jo Napoli: Daughter of Venice
- Friedrich Schiller: Der Geisterseher
- Thomas Mann: Halál Velencében (Der Tod in Venedig) (1912)
- Donna Leon: Guido Brunetti – krimisorozat, például Cián Velencében, Halál idegenben
- Dorothy Dunnett: House of Niccolo
- Sarah Dunant: In the Company of the Courtesan (2006)
- Italo Calvino: Láthatatlan városok (Le città invisibili) (1972)
- Zizou Corder: Lionboy
- Sally Vicker: Miss Garnet's Angel
- Edward Sklepowich: Mystery of Venice – sorozat
- William Shakespeare: Othello (1603–04)
- Thomas Otway: A megszabadított Velence
- Carlo Goldoni: Arlecchino, két úr szolgája (Arlecchino, servitore di due padroni) (1745)
- Erica Jong: Shylock’s Daughter (1997)
- Mary Hoffman: Stravaganza: City of Masks
- Muriel Spark: Territorial Rights
- Henry James: Az Aspern-levelek (The Aspern Papers) (1888)
- M.G. Lewis: The Bravo of Venice
- Ian McEwan: The Comfort of Strangers
- Frederick Rolfe: The Desire and Pursuit of the Whole
- Michelle Lovric: The Floating Book
- Wilkie Collins: The Haunted Hotel (1878)
- Shakespeare: A velencei kalmár (The Merchant of Venice) (1594–97)
- Jeanette Winterson: The Passion (1987)
- Michelle Lovric: The Remedy
- Christi Phillips: The Rossetti Letter (2007)
- Mercedes Lackey, Eric Flint, Dave Freer: The Shadow of the Lion
- William Goldman (S. Morgenstern név alatt): The Silent Gondoliers
- Patricia Highsmith: A tehetséges Mr. Ripley (1955)
- Cornelia Funke: The Thief Lord (2002)
- Jane Langton: The Thief of Venice
- Anne Rice: Armand, a vámpír (The Vampire Armand) (1998)
- Ethan Mordden: The Venice Adriana
- Kai Meyer: The Water Mirror (2005)
- Henry James: A galamb szárnyai (The Wings of the Dove)
- Patricia Highsmith: Those Who Walk Away (1967)
- Emmanuel Roblès: Venise en hiver
- Barbara Quick: Vivaldi’s Virgins (2007)
- Ben Jonson: Volpone (1606 / 1607)
- Philippe Sollers: Watteau in Venice (1994)
- Mary Mc Carthy: Velence közelről
- Juan Manuel de Prada: Vihar (1997)
- Peter Rosei: Ki volt Edgar Allan?
- Michel Butor: A velencei Szent Márk leírása

### Nem fiktív jellegű történetek
- Giacomo Casanova: Életem története (Histoire de ma vie), Velence ólomkamráiban (ford. Moly Tamás)
- E.V. Lucas: A Wanderer in Venice
- Francesco da Mosto: Francesco’s Venice
- Francesco da Mosto: Francesco’s Italy
- Jane Turner Rylands: Venetian Stories
- Jane Turner Rylands: Across the Bridge of Sighs: More Venetian Stories
- John Berendt: The City of Falling Angels

### Magyar művek Velencéről
- Bánki Éva: A Gellért-legenda
- Szerb Antal: Utas és holdvilág (1937)
- Molnár Ferenc: Zenélő angyal
- Passuth László: Lagúnák
- Erdődy János: Szép és kegyetlen Velence
- Márton László: A regényhősnő hazatér (novella)
- Asbóth János: Álmok álmodója
- Babits Mihály: Halálfiai
- Babits Mihály: Zrínyi Velencében (A haza megidézése a romantikus városban)

Szent Márk dicső terén, melyet mélán tapostam,
valaha réges-rég egy másik bús magyar,
méltóbb költő mint én, és hős mint senki mostan,
tiport hatalmasan, ki tudta mit akar!
Ki tudta mit akar s nem tudta, hogy a rosszban
Fogyhatlan a világ s nem tudta, hogy hamar
ide vágy vissza a földről, hol bármi sorsban
élni és halni kell; mely ápol s eltakar. (Részlet, 1908)

## Filmográfia
Az emberi ideák kimeríthetetlen tárháza Velence. De az emberi jellemek utolérhetetlen formálója is. Az irodalmi alkotásokban egytől egyig megfigyelhető a jelenség, hogy e város – illetve alkotói recepciója – magához idomítja a képzeletben ide érkezőket, és megfordítva, a hősök magatartását, lélekrezdüléseit Velence minden porcikáján magán viseli. A filmek sem mentesek ettől a ténytől, kezdve a ma már klasszikusoknak számító alkotásoktól egészen a legújabb kori feldolgozásokig. Megfigyelhető azonban, hogy míg az irodalom kimeríthetetlen – bár sablonos – tárházát nyújtja e jelenség részelemeinek, a filmek csak néhány, igen hangsúlyos jellemzőt nagyítanak fel: rejtélyesség, szenvedély, halál. – idézhetjük Velence-filmek. A tükrök városa című írásából Győrffy Iván sorait. A városban játszódó vagy arról szóló filmek (időrendi áttekintésben):
- Egy éj Velencében rendezte: Cziffra Géza, (fekete-fehér magyar vígjáték, 1934)
- Othello, a velencei mór tragédiája (The Tragedy of Othello: The Moor of Venice) rendezte: Orson Welles (fekete-fehér amerikai–olasz–francia–marokkói történelmi dráma, 1952)
- Érzelem (Senso) rendezte: Luchino Visconti (színes olasz romantikus dráma, 1954)
- Velence, nyár, szerelem (Summertime) rendezte: David Lean (színes angol film, 1955)
- Velence, a hold és te (Venezia, la luna e tu) rendezte: Dino Risi (színes olasz–francia vígjáték, 1958)
- James Bond: Oroszországból szeretettel (From Russia with Love) rendezte: Terence Young (színes angol kalandfilm, 1963)
- Masquerade rendezte: Joseph L. Mankiewicz (1967)
- The Venetian Affair rendezte: Jerry Thorpe (1967)
- Anonimo veneziano Anonimo veneziano rendezte: Enrico Maria Salerno (1970)
- La vittima designata rendezte: Maurizio Lucidi (színes olasz melodráma, 1971)
- Halál Velencében (Morte a Venezia) rendezte: Luchino Visconti (színes olasz–francia filmdráma, 1971)
- Ne nézz vissza! (Don't Look Now) rendezte: Nicolas Roeg (színes angol–olasz thriller, 1973)
- Yuppi Du rendezte: Adriano Celentano (1975)
- Egy velencei nemesember (Culastrisce nobile veneziano) rendezte: Flavio Mogherini (színes olasz vígjáték, 1976)
- Fellini: Casanova (Il Casanova di Federico Fellini) rendezte: Federico Fellini (színes olasz filmdráma, 1976)
- Nero veneziano rendezte: Ugo Liberatore (1978)
- Solamente nero (Solamente nero) rendezte: Antonio Bido (1978)
- 007 – Holdkelte (Moonraker) rendezte: Lewis Gilbert (színes angol akciófilm, 1979)
- Szabadlábon Velencében (Le Guignolo) rendezte: Georges Lautner (színes francia–olasz akció-vígjáték, 1979)
- Egy kis romantika (A Little Romance) rendezte: George Roy Hill (1979)
- A kulcs (La chiave) rendezte: Tinto Brass (1983)
- Indiana Jones és az utolsó kereszteslovag (Indiana Jones and the Last Crusade) rendezte: Steven Spielberg (színes amerikai kalandfilm, 1989)
- Velencei karnevál (Rouge Venise) rendezte: Etienne Périer (színes francia–olasz zenés dráma, 1989)
- Idegenek Velencében (The Comfort of Strangers) rendezte: Paul Schrader (1990)
- Nikita (Nikita) rendezte: Luc Besson (színes francia–olasz akciófilm, 1990)
- Tutta colpa del fattorino rendezte: Mark Herman (1992)
- Emmanuelle Velencében (Emmanuelle in Venice), rendezte: Francis Leroi (színes francia erotikus film, 1993)
- Only You (Only you) rendezte: Norman Jewison (színes amerikai romantikus vígjáték, 1994)
- Viaggi di nozze rendezte: Carlo Verdone (1995)
- A varázsige: I Love You (Everyone Says I Love You) rendezte: Woody Allen (színes amerikai vígjáték, 1996)
- A galamb szárnyai (The Wings of the Dove) rendezte: Iain Softley (színes angol–amerikai romantikus dráma, 1997)
- A velencei kurtizán (Dangerous Beauty) rendezte: Marshall Herskovitz (színes amerikai filmdráma, 1998)
- A tehetséges Mr. Ripley (The Talented Mr. Ripley) rendezte: Anthony Minghella (színes amerikai krimi, 1999)
- Tangó és tulipán (Pane e tulipani) rendezte: Silvio Soldini (színes olasz–svájci romantikus vígjáték, 1999)
- Velem vagy nélküled (The Story of Us) rendezte: Rob Reiner (színes amerikai romantikus dráma, 1999)
- A szent nyelve (La lingua del santo) rendezte: Carlo Mazzacurati (színes olasz vígjáték, 2000)
- Nyomozás Velencében rendezte: Christian von Castelberg (színes német filmsorozat, 2000)
- Lara Croft: Tomb Raider (Tomb Raider) rendezte: Simon Vincer (színes magyarul beszélő amerikai akciófilm, 2001)
- Pokémon Heroes rendezte: Kunihiko Yuyama (2003)
- Az olasz meló (The Italian Job) rendezte: F. Gary Gray (színes amerikai–francia–angol akcióthriller, 2003)
- A szövetség (The League of Extraordinary Gentlemen) rendezte: Stephen Norrington (színes, fekete-fehér amerikai–német–cseh–angol kalandfilm, 2003)
- Szakítópróba (Just Married) rendezte: Shawn Levy (színes amerikai–német romantikus vígjáték,2003)
- A velencei kalmár (William Shakespeare’s The Merchant of Venice) rendezte: Michael Radford (színes amerikai–olasz–luxemburgi–angol filmdráma, 2004)
- Casanova (Casanova) rendezte: Lasse Hallström (színes amerikai kalandfilm, 2005)
- Casino Royale (Casino Royale) rendezte: Martin Campbell (színes, fekete-fehér amerikai–angol–cseh akciófilm, 2006)
- A tolvajok hercege (The Thief Lord) rendezte: Cornelia Funke (színes luxemburgi–angol–német kalandfilm, 2006)

## Testvérvárosok
- Szarajevó, Bosznia-Hercegovina (1994)
- Tallinn, Észtország
- Szucsou, Kína (1980)
- Nürnberg, Németország (1954)
- Isztambul, Törökország (1993)
- Kedke, Görögország (2000)
- Jingou, Kína (2001)
- Szaloniki, Görögország (2003)